# Pelzinnenfutter

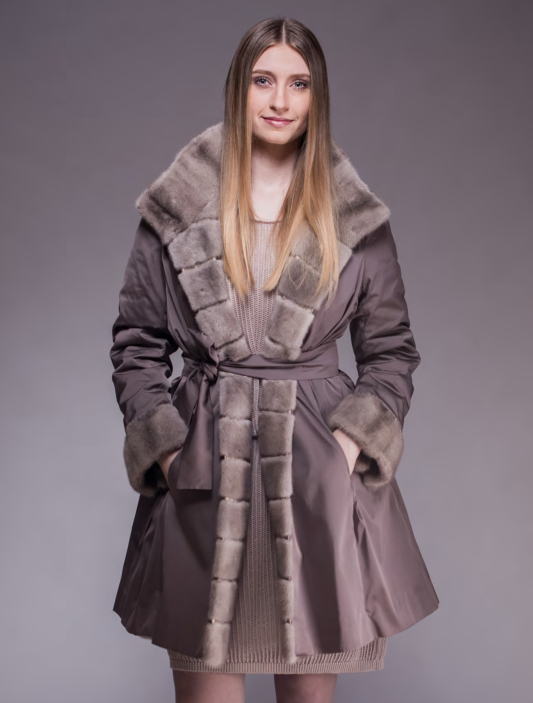
Damen-Nerz-Wendemantel (2017)
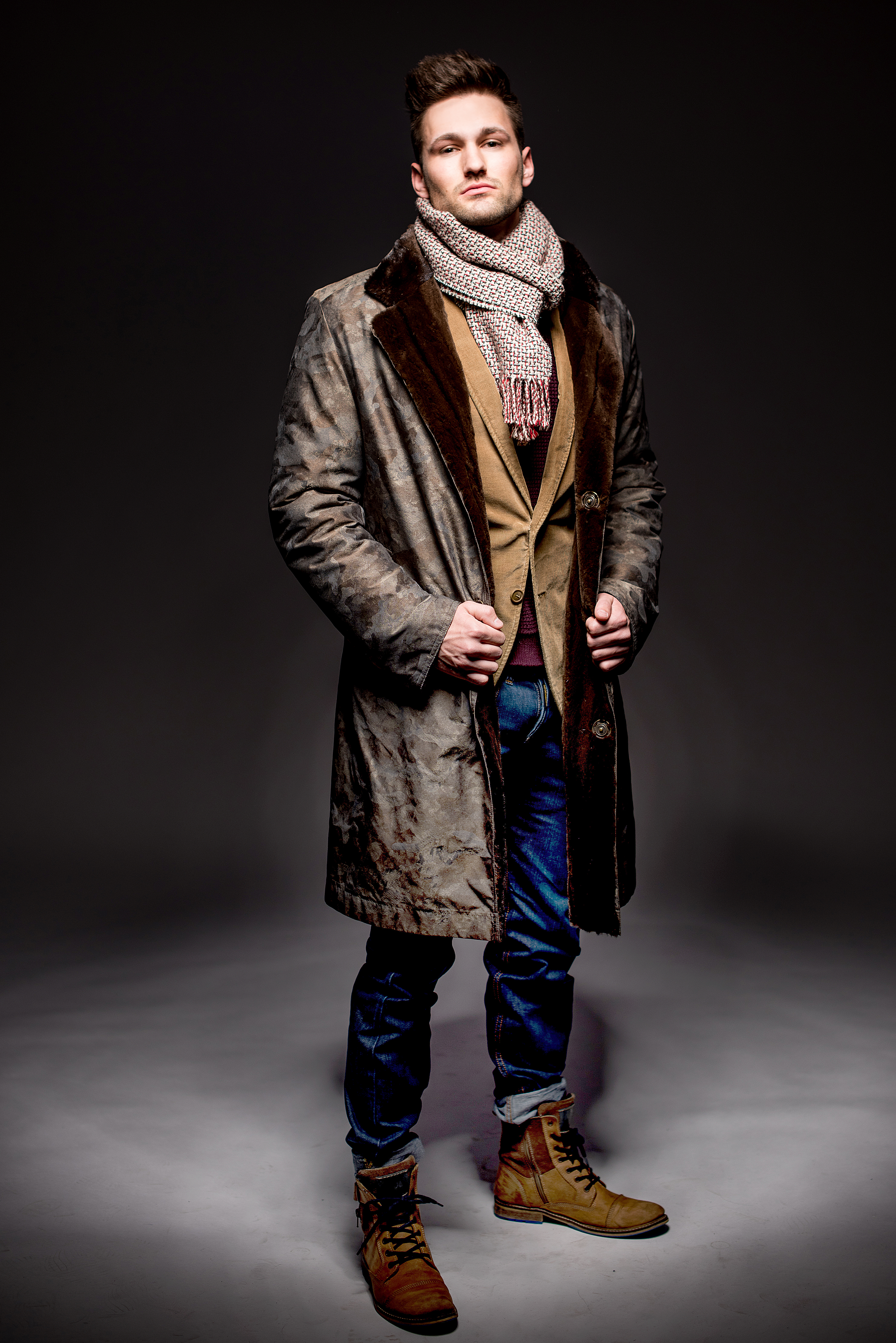
Herrenmantel mit Samtnerzfutter (2016)

Als Pelzinnenfutter (bzw. Pelz-Innenfutter) oder Pelzfutter wird die Ausfütterung textiler oder lederner Produkte mit Fell bezeichnet, in der Hauptsache sind dies Wintermäntel und -jacken. Als Futter bleibt der Pelz dabei verborgen, als Verbrämung am Rand, als zusätzlicher Kragen oder Manschetten kann er jedoch gezeigt werden.
Neben den Bauern- und Hirtenmänteln aus Lammfell oder Ziegenfell waren Innenfutter, zusammen mit dem Besetzen (Fellkragen und ‑verbrämungen), vom frühen Mittelalter bis zum Aufkommen der modernen Pelzmode, die nahezu ausschließliche Verwendung von Pelzfellen. Einen kurzfristigen Modewandel mit einer wechselnden Bevorzugung bestimmter Pelzarten gab es ebenfalls erst, als im 19. Jahrhundert begonnen wurde, den Pelz als Pelzmantel oder Pelzjacke mit dem Haar nach außen zu tragen.

## Allgemein
Pelzfutter können fest eingearbeitet sein, mit Knöpfen oder Druckknöpfen ausknöpfbar oder durch einen Reißverschluss oder Klettband ausreißbar, so dass das Stoffteil auch noch bei wärmerem Wetter getragen werden kann. Gleichzeitig ermöglicht dies das getrennte Reinigen von Pelz und Stoff. Oft gehört auch ein zusammen mit dem Futter oder separat abzunehmender Pelzkragen dazu. Da das Pelzfutter häufig langlebiger ist als die ihn umgebende Textilie, kann der Überzug gegebenenfalls ersetzt werden, modernisiert entsprechend den neuen Ansprüchen des Trägers an Stoffart und Farbe. Bei einem bis zu den Vorderkanten mit Fell gefütterten Kleidungsstück, bei dem das Fell die Kanten umbrämt, sieht in der Regel ein fest mit dem Stoff verbundenes Pelzfutter perfekter aus. Eine Praktikerin der Pelzinnenverarbeitung bemerkte 1958 resignierend über das herausnehmbare Pelzfutter: „Leider muss man aber feststellen, dass die vollkommenste Lösung noch nicht gefunden wurde und es bereitet manches Kopfzerbrechen, diese Verarbeitung ebenso schön wie praktisch zu gestalten“.
Eine Variante der fellgefütterten Kleidung ist der Wendepelz, auf der einen Seite ein auch nach außen tragbarer Stoff, auf der Gegenseite Fell. Ganz gelegentlich werden als modische Highlights auch Wendejacken oder -mäntel hergestellt, die anstelle Stoff, auf der Gegenseite eine meist kontrastierende zweite Fellart aufweisen. Im Februar 1770 zeigte sich die Herzogin von Chartres beim Pariser Opernball in einem Umhang mit einer zwei Meter langen Schleppe, innen und außen aus Zobel. Die Schauspielerin Romy Schneider besaß einen Mantel, eine Seite aus cognacfarbenem Lakoda-Seal, die andere aus Wildnerz.
Pelzfutter sind entweder aus ganzen Fellen gearbeitet, wie Bisam, Nutria, Lamm, Feh oder Hamster, oder aber sie bestehen aus Fellteilen, den Pelzstücken genannten „Abfällen“ der Fellverarbeitung, wie Pfoten, Köpfen, Seiten oder sonstigen Fellteilen. Teils auch kleinste Fellreste finden noch eine Verwertung, zumeist für Pelzfutter. Das Zentrum der europäischen Pelzstückenverarbeitung befindet sich in und um die griechische Stadt Kastoria und dem naheliegenden, kleineren Ort Siatista.
Besonders bezeichnet wurden in der Vergangenheit:
- Der Kürsen oder Kursen, im Mittelhochdeutschen der Name für einen Pelzrock. Auch Kursit (mhd. kursît, Kursat) war gebräuchlich und bezeichnete sowohl den Pelzoberrock als auch den über der Rüstung getragenen Waffenrock, sofern er mit Pelz gefüttert war.[6]
- Die Pelisse, im Spätmittelalter ein von Männern und Frauen getragenes pelzverbrämtes oder zusätzlich pelzgefüttertes Ober- oder Übergewand. Ab der Mitte des 18. Jahrhunderts ein weiter, capeartiger Mantel oder Umhang aus Satin oder Samt, etwa knielang und mit Armschlitzen versehen. Auch der Dolman der Husarenuniform, das kurze, pelzverbrämte Cape, wird in Frankreich Pelisse genannt. In Österreich-Ungarn nannte man diesen Überwurf Mente, in Deutschland hieß er einfach Pelz.
- Der Gehpelz, auch Stadtpelz, ein eleganter Herrenwintermantel mit Pelzbesatz und Pelzfutter.
- Die Winter-Mozetta, ein bis zu den Ellenbogen reichender, über dem Chorhemd getragener Schulterkragen, in der Regel für höhere Geistliche der katholischen Kirche, meist mit Hermelinfell gefüttert.

Sonst benutzte und verwendet man noch die üblichen Kostümbezeichnungen wie Rock, Kleid, Mantel usw. und fügte bei einer genaueren Beschreibung hinzu, ob sie mit Pelz gefüttert oder verbrämt sind. Mit Pelz gefüttert werden bei Mänteln und Jacken meist nur der Rumpf, entweder zurückgesetzt bis zum Stoffinnenbeleg, oder aber als Verbrämung bis zur Vorderkante bei gleichzeitigem Besetzen des Kragens, die Ärmel erhalten in der Regel nur ein wärmehaltendes Zwischenfutter. Ärmellose Capes, Mützen, Handschuhe, Muffe, Schuhe, Fuß- und Schlafsäcke können ebenfalls mit Fell ausgefüttert werden, wobei hier fast immer eine Verbrämung den Pelz sichtbar werden lässt.
Pelzfutter können auch lose gearbeitet sein, variabel unter verschiedene Kleidungsstücke zu tragen. Vor allem bei den während der beiden Weltkriege produzierten Unterfuttern für die Soldaten war dies der Fall. Im zivilen Bereich wurden bevorzugt Hamsterfutter auch lose, ohne unnötige Weite, gearbeitet, die als „Hamsterhemden“ bekannt wurden.
Die Herstellung der für die Pelzmäntel benötigten Stoffjacken und Mänteln unterlag bis etwa Mitte des 19. Jahrhunderts den Schneidern. Noch bis nach dem Mittelalter war es den Kürschnern untersagt, die Winterenveloppen (von englisch „envelop“ = einhüllen), in der Pelzbranche heute noch Hüllen genannten, Stoffteile, selbst herzustellen, genauso wie es den Schneidern verboten war, Pelzfutter zu arbeiten oder auch nur einzuarbeiten, Verstöße wurden unnachgiebig verfolgt. In der Zunftordnung der Kürschner zu Deggendorf stand 1459: „Item so wollen wir auch, das der Schneider den [das] Kürschnerhandwerk unter kein Gewand nicht ziehen noch das nicht verbrämen soll. Welcher aber das überführe und darmit erfunden und begriffen würde, derselb Schneider soll das unsern Herren vom Rate wandlen und abtragen mit ½ Pfund Regensburger Pfennig, ohne alle Gnade zu geben.“ – Nicht nur zwischen Kürschnern und Schneidern gab es Auseinandersetzungen. Im Jahr 1857 wurde im Braunschweigischen ausdrücklich festgelegt, dass die Kürschner neben den Schuhmachern berechtigt sind, pelzgefütterte Überziehstiefel anzufertigen und feilzuhalten.
Mit Pelzfuttern wurde überwiegend die Männerkleidung ausgestattet. Das Einfüttern galt als eine besonders schwierige, verantwortungsvolle Tätigkeit. In einem Bericht eines Kürschners über die bereits sehr differenzierte Arbeitsteilung in der US-amerikanischen Pelzherstellung hieß es 1902 erstaunt: „Sogar Herrenpelze werden meistens durch Arbeiterinnen eingefüttert“.
Der Sohn des italienischen Schneiders Balzani erinnerte sich, wie ein „Elite-Paletot“ noch Mitte der 1930er Jahre entstand:

„Der Vater Giovanni war im Krieg Armeegefährte von Dominico Caraceni gewesen, einer der größten Vertreter der italienischen Herrenschneider. Es entstand eine Freundschaft, die nie unterbrochen wurde, auch dann nicht, als beide Besitzer der renommiertesten Kürschnerei und der berühmtesten Schneiderei von Rom geworden waren. Caraceni schickte also das eingepackte Modell für das Pelzfutter zu Balzini und dann begleitete er den Kunden persönlich zur Anprobe ins Atelier. Und mit beiden, mit Kürschner und Schneider zusammen, vollzog sich der dritte und letzte Akt der excellenten Anfertigung: die Hauptprobe, die Anheftung des Pelzfutters in den schon fertiggestellten Mantel.“

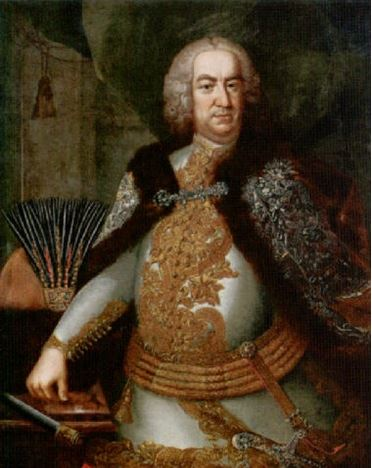
Herren-Pelisse (1. Hälfte 18. Jh.)
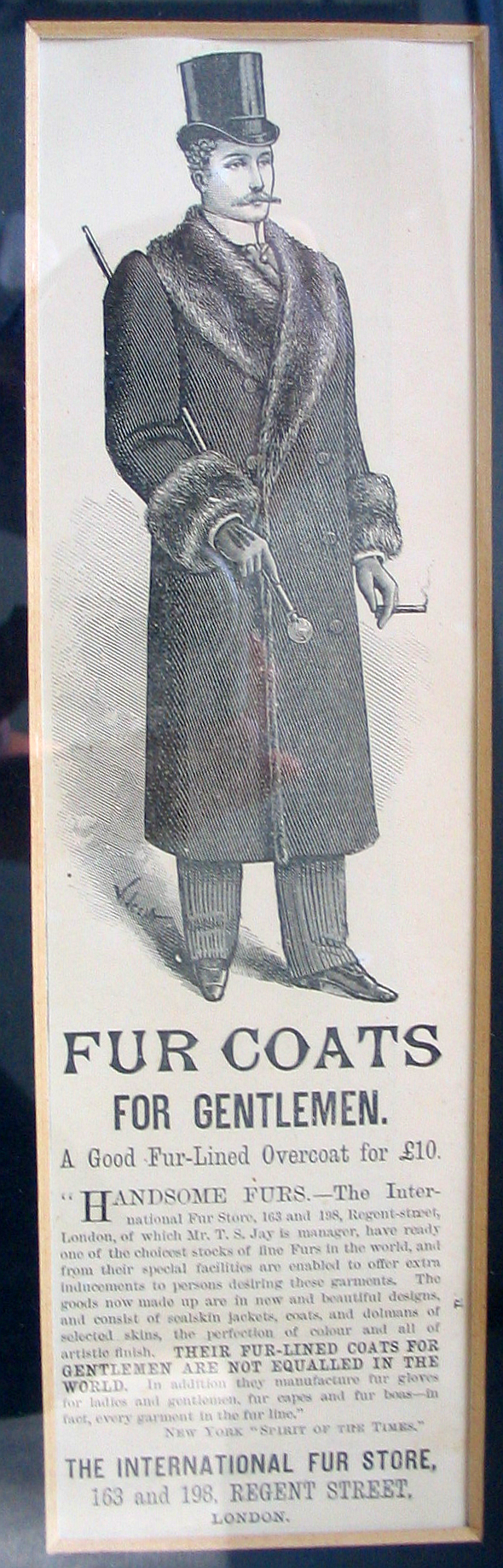
Gehpelz (um 1900)
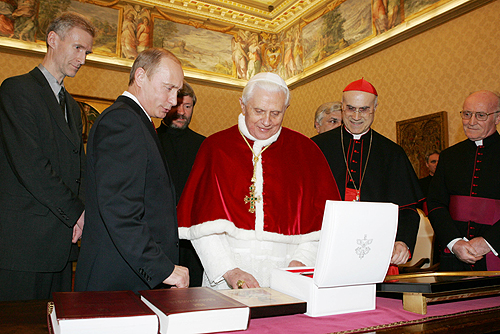
Papst Benedikt XVI. mit Winter-Mozetta (2007)
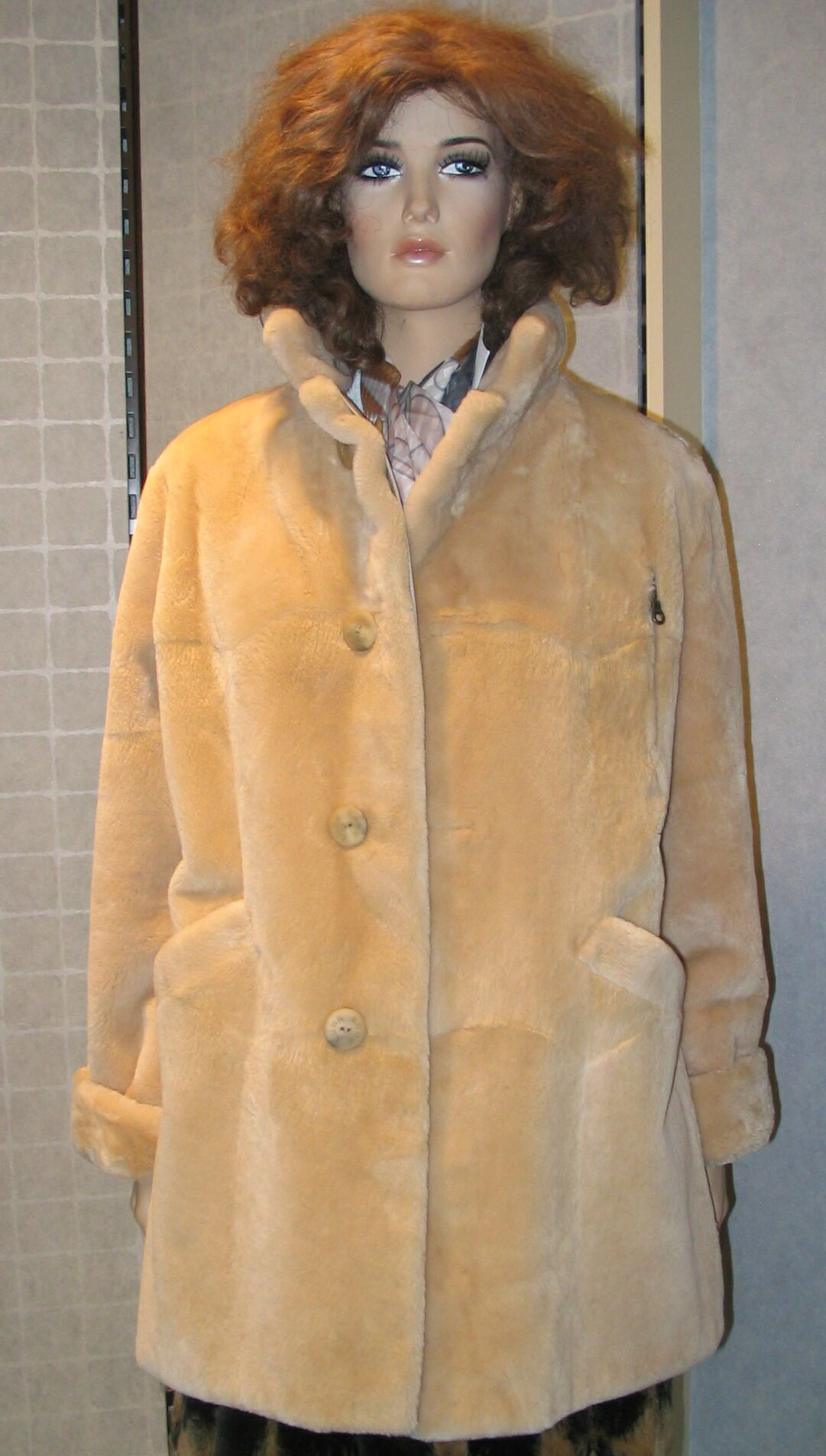
Wendejacke Samtnutria/Seide (2008)

Folgt man Christoph Weigels Werk „Abbildung der Gemein-Nützlichen Haupt-Stände“, dann waren es die Kürschner in Rom zu Kaiser Neros Zeiten (37–68), die als erste „Kleider mit Peltzwerk“ fütterten. Jedenfalls nahm dort das Bedürfnis, sich mit dem durch germanische und gallische Tracht inspirierten Pelzwerk zu schmücken in den nächsten beiden Jahrhunderten derartig zu, dass es Kaiser Flavius Honorius (384–423) veranlasste, neben dem Tragen von rötlichem germanischem Haar auch das Tragen von Pelzwerk innerhalb der Stadt Rom zu verbieten.

## Pelzfutter in höfischer, städtischer und modischer Kleidung
Die Entwicklung der Pelzkleidung lässt sich zwar knapp so zusammenfassen: „Im Mittelalter fütterte der Kürschner, im Rokoko besetzte er und heute bekleidet der Kürschner“, jedoch blieb das Einfüttern von Textilkleidung mit Fell in allen Zeiten ein wesentlicher, wenn auch auf Abbildungen seltener sichtbarer Teil der Kürschnerei.
Dass das Füttern, neben dem Zurichten (Gerben) der Felle einmal die wohl fast einzige Aufgabe des Kürschners war, lässt sich an alten, in manchen Ländern auch heute noch erhaltenen Berufsnamen, erkennen. Der deutsche Buntfütterer fütterte überwiegend die edlen Fellsorten ein, wie Feh (Buntwerk) und Hermelin. Der heutige französische „Fourreur“ und der englische Name „Furrier“ für den Pelzverarbeiter bedeuten ebenfalls „Fütterer“. Ein Pelz war ein mit Fell gefüttertes oder mit der Lederseite der Felle nach außen getragenes Bekleidungsstück, nicht wie im heutigen Sprachgebrauch, ein mit dem Haar nach außen gearbeitetes Teil.
Für das Mittelalter ist eine Abstufung der Art der pelzgefütterten Kleidung nach gesellschaftlichem Stand festzustellen. Die Landbevölkerung und die sich von der Jagd ernährenden hochnordischen Völker trugen den Pelz nicht mit Stoff abgefüttert, sondern entweder mit der Lederseite nach außen, oder aber in extrem kalten Gegenden die pelzene Unterkleidung mit dem Haar nach innen und einem Außenpelz darüber. Die europäische und Teile der asiatischen Stadtbevölkerung besaßen bei entsprechendem Wohlstand pelzgefütterte, pelzverbrämte oder pelzgefütterte und gleichzeitig pelzverbrämte Tuchmäntel. Je höher der Stand und wohlhabender der Besitzer, desto aufwändiger war das Stoffteil und vor allem umso teurer der Pelz. Kaiser und Könige trugen zu ihrer Proklamation bevorzugt hermelingefütterte und -verbrämte Roben, auch beim oberen Adel gehörten Roben mit Pelz zur Ausstattung. In Luxus und Kleiderpracht standen die kirchlichen Würdenträger den Feudalherren nichts nach, sie zählten zu den Hauptkäufern von Pelzen, „feinstes Pelzwerk mit Zobel-, Marder-, Hermelin-, Otter- und Biberfellen war ihnen gerade gut genug.“
Nie wieder spielte die Kleidung als Statussymbol eine so wichtige Rolle wie im Mittelalter, Kleidung zeigte Rang, Reichtum, Autorität und Macht. Es wurde sehr viel mehr Geld dafür verwendet als in späterer Zeit, in der zunehmend andere Möglichkeiten der hervorhebenden Selbstdarstellung entstanden. Festgeschrieben wurde die Rangfolge zusätzlich durch diverse Kleiderordnungen, besonders auch für die Verwendung der einzelnen Pelzarten. Die heutigen Roben lassen sich in ihrer Ausführung fast sämtlich auf das Mittelalter zurückführen. Der Pelz als Standeskleidung hat sich bis in die jüngste Zeit an verschiedenen Orten, neben den Krönungsmänteln, vor allem an Roben der Kleriker, Bürgermeister, Richter und Honoratioren der Universitäten erhalten. Die Notwendigkeit des Wärmens bei diesen, meist in geschlossenen und heute beheizten Räumen getragenen Kleidern besteht heute kaum noch. Außer vereinzelt beim Klerus wird der Pelz hier wohl nur noch als Besatz oder Verbrämung und nicht mehr zur Fütterung verwendet.

### Mittelalter, Gotik (etwa 6. bis 15. Jahrhundert)

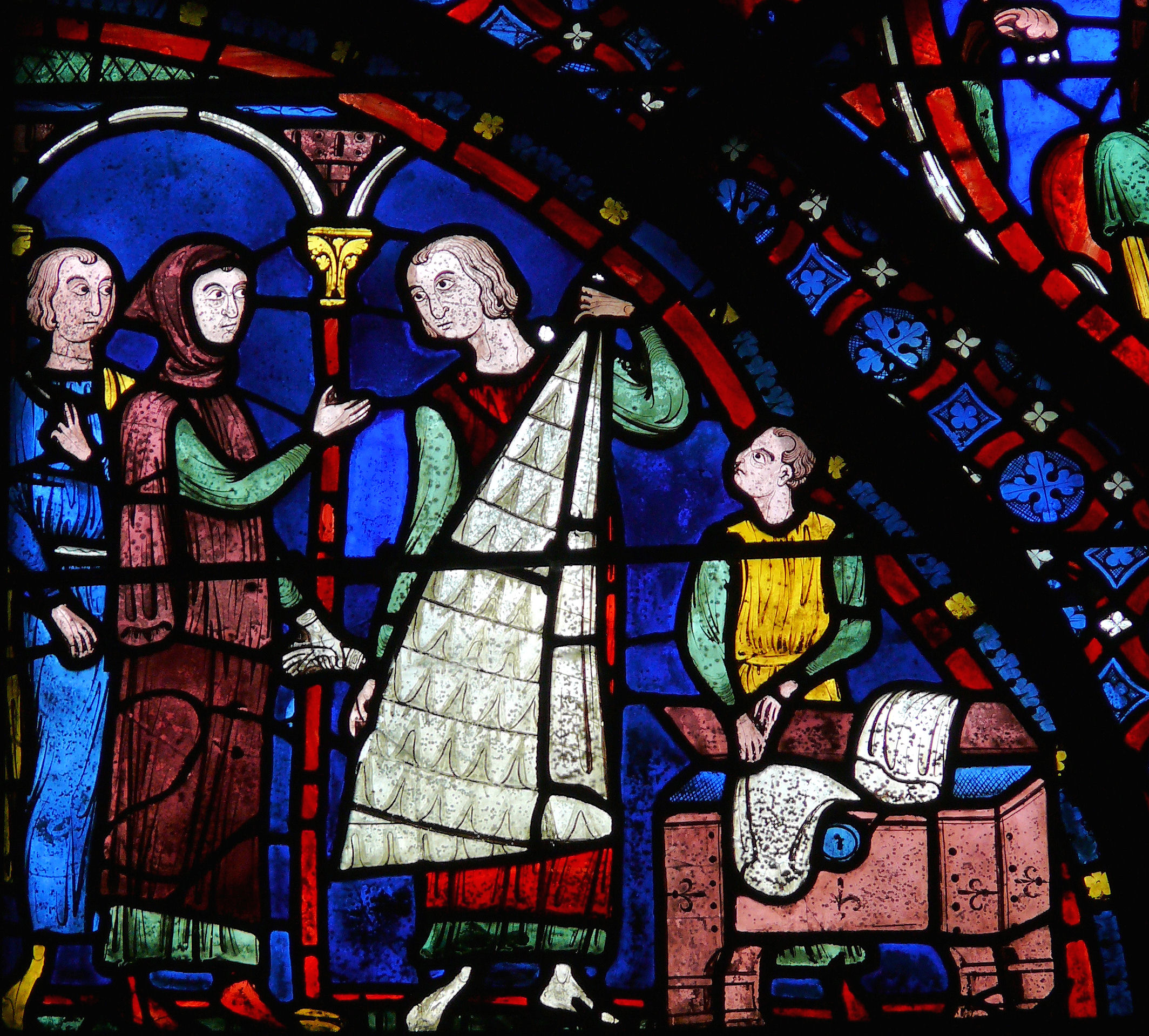
Eine der ältesten Kürschnerdarstellungen (Chartres, ca. 13. Jh.): Der Meister zeigt einem vornehmen Kunden zwei Pelzfutter, das obere aus Fehwamme. Dargestellt sind drei Fehfutter in verschiedener Zusammensetzung. Die Futter sind in einer Lade verwahrt, aus welcher der Lehrling sie herausreicht.

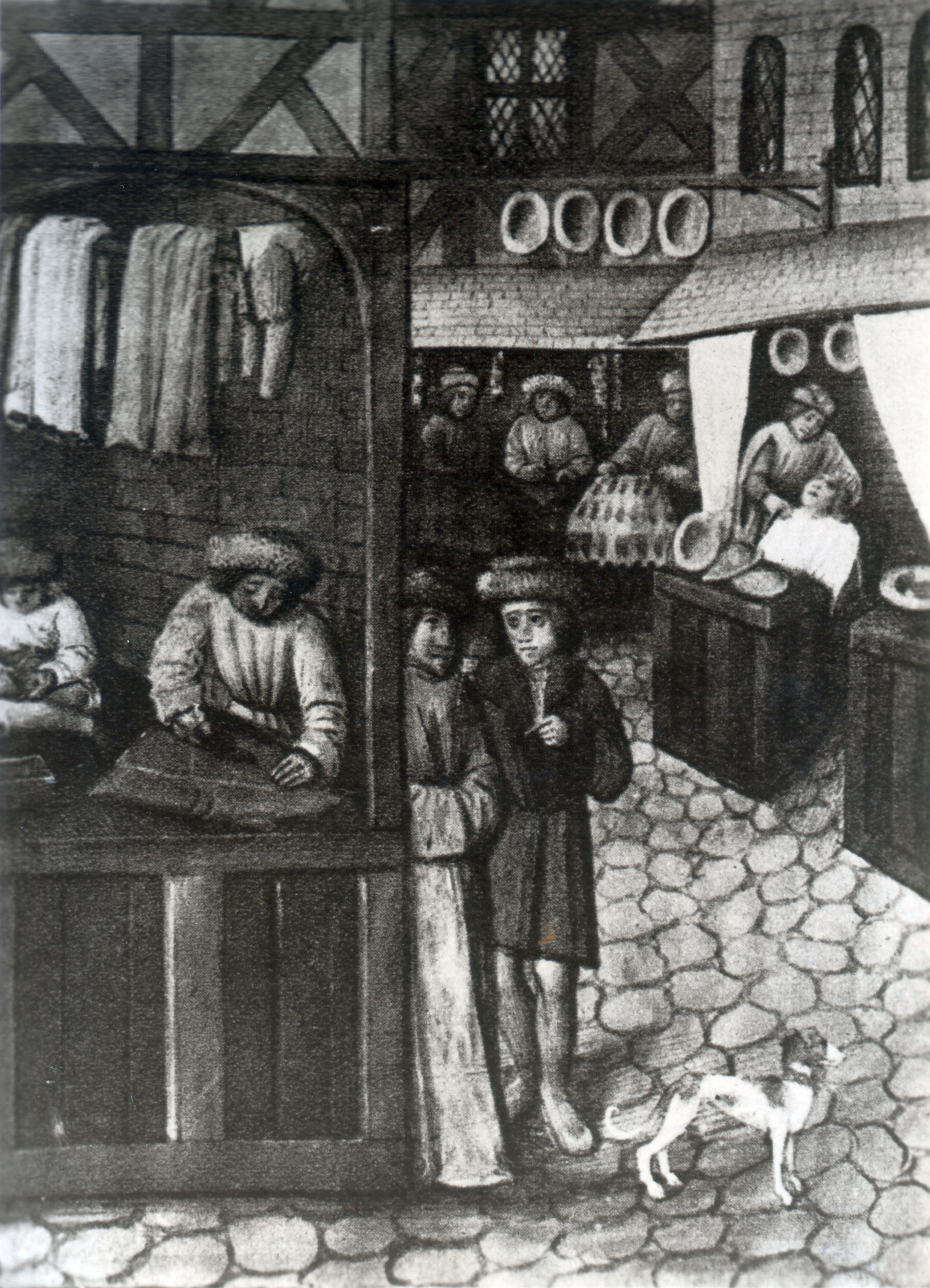
Der Kürschner im Hintergrund hält ein Fehfutter zum Verkauf bereit
(Paris, 15. Jh.)

Die erste pelzgefütterte Kleidung des nördlicheren Europas besaß vor allem die Stadtbevölkerung, auf dem Land wurden ganz überwiegend Felle einheimischer Pelztiere, hauptsächlich ungefütterte Schaf-, auch Ziegenfellmäntel und -jacken getragen, wendbar, wahlweise mit dem Pelz oder dem Leder nach außen (sogenannte „Nacktpelze“).
Bis in das 9. Jahrhundert, dem Ende der Karolingerzeit, zählte Pelzbekleidung zu den vornehmsten Geschenken, die germanische Abgesandte fremden Fürsten und Würdenträgern überreichten. Zumindest die vornehmsten Frauen trugen einen wenigstens pelzverbrämten Mantel. In Beschreibungen wird immer die kostbare Pelzumrandung hervorgehoben, ob das Kleidungsstück vielleicht zusätzlich mit Pelz ausgefüttert war, bleibt oft ungewiss, eventuell deshalb, weil als Innenfutter häufig gewöhnliches Lammfell verwendet wurde. Der norwegische König Harald Hafagre (* ca. 852; † 933) und Erik Edmundson († 883) von Schweden schickten ihre Hofleute bis nach Nischni Nowgorod, dem jahrhundertelangen Umschlagplatz für russische Pelzfelle, um kostbares Pelzwerk zur Fütterung der Mäntel einzukaufen.
Ein für die Frauen Anfang des 12. Jahrhunderts typisches Kleidungsstück war das „Korsett“, ein locker und faltig fallender Überhang, der „in seinem Faltenwurf und pikantem Spiel der Pelzfarben ein reiches und wirkungsvolles Bild erzeugte“. Gefüttert war er mit Zieselfell als Buntwerk oder Fehfell als Grauwerk, zusammen verarbeitet als Buntgrau. Die Männer trugen in ähnlicher Art einen rund geschnittenen Mantel oder einen kurzen Überwurf, ebenfalls mit Pelz geschmückt, der „ein ebenso reizvolles Spiel ergab wie die Gewandung der Frauen“. Die Hüte waren mit Pelz besetzt, auch trug man Pelzkragen und Pelzhandschuhe.
Seit Anfang des 12. Jahrhunderts begannen die einzelnen Stände sich in der Tracht voneinander stärker abzusondern, was auch in der Art der Kleidung seinen Ausdruck fand. Auch wurde die
Kleidung der gehobenen Kreise immer prunkvoller, gleichzeitig rückte die Frau in den gesellschaftlichen Mittelpunkt. Der Ritter kleidete sich in fast weiblicher Art. Alle Mittel wurden aufgewandt, vornehm und prächtig zu erscheinen. Sowohl die Schneiderkunst wie auch die Kürschnerkunst standen in voller Blüte. Eine bevorzugte Fellart vornehmer Stände war vor allem um das 13. und 14. Jahrhundert herum das Feh, der Pelz des russischen Eichhörnchens, das für nahezu alle pelzgefütterten Bekleidungsstücke Verwendung fand. Das graue Rückenfell wird noch heute gern für Verbrämungen verwendet, das weiße Bauchfell, das Buntwerk, mit seinen charakteristischen, vom Rückenfell verbliebenen Seiten, für Pelzinnenfutter. Feh wird fast immer nur in der Verbindung mit prächtigen und reichen Stoffen erwähnt, das Rückenfell beziehungsweise Grauwerk sogar gleichzeitig mit dem anderen, besonders kostbaren Pelz, dem weißen Winterfell des Hermelins. Beide Pelzarten waren bis in das späte Mittelalter hinein nur hohen Ständen erlaubt, in Italien beispielsweise neben dem Adel auch hohen Magistratspersonen, Richtern, Ärzten und deren Frauen. Auch in Deutschland werden im 14. und 15. Jahrhundert die Mitglieder des städtischen Magistrats den Adligen in der Kleidung gleichgestellt. Für Verbrämung und Innenfutter geschätzt waren außerdem Marderfelle, Biberfelle und Luchsfelle. Als am wertvollsten gilt bis heute das Zobelfell, das entsprechend den Kleiderordnungen den allerhöchsten Ständen vorbehalten blieb.
Im 15. Jahrhundert wurde die europäische Mode dunkler, steifer und formeller, es änderten sich auch die Vorlieben beim Pelz. An erster Stelle standen jetzt anstelle Feh die Pelze aus der Familie der Marder, allen voran das Zobelfell und das Edelmarderfell sowie aus Südwesteuropa kommende schwarze Lammfelle („budge“) Schwarzes Budge für das Futter eines Hausmantels aus schwarzem Damast kostete 1543/44 immerhin die beträchtliche Summe von 42 englischen Pfund.
Bereits im Jahrhundert davor wurden für einen Mantel von Johann II. von Frankreich (1319–1364) 670 Marderbauchfelle verbraucht. Einer seiner Söhne ließ 10.000 Felle kommen, um damit fünf Mäntel und fünf Frauenwämser ausfüttern zu lassen.
Ein mit feinen weißspitzigen Zobeln gefütterter Mantel, den Heinrich I. (1068–1135) erhielt, späterer König von England, kostete damals 100 englische Pfund. Zum Vergleich: Für die Zeit etwa 300 Jahre danach wurde für einen normalen zobelgefütterten Mantel ein Preis von 13 Pfund errechnet (beim Fellpreis von 2 Shilling 2 Pence).
Heinrich V. (1386–1422) erwarb zwischen den Jahren 1413 und 1418, neben 20.000 Marderfellen, zwei Zobelfutter und 113 Marderfutter, offensichtlich nicht nur zum eigenen Gebrauch. Als Heinrich starb, hinterließ er 26 Mäntel, von denen bis auf sechs alle mit Pelz gefüttert waren, dazu noch 16 Pelzfutter und 55 weitere Pelze.
Eine englische Rittersgattin besaß im Jahr 1433 drei mit Marder gefütterte Mäntel, davon einen mit 360 Marderfellen gefüttert.
Die am englischen Hof vertretenen Arten von Pelzfuttern waren jedoch noch erheblich reichhaltiger. Schwarze und weiße Mäntel waren mit Hermelin gefüttert, gelber Samt mit Leopardenfell, rostbrauner Samt mit schwarzem Kaninchen und schwarzer Damast oder karminroter Stoff mit schwarzem Lamm oder Marder. Weniger häufige Fellarten wie Luchs, Nerz, Genette und Fuchs waren „die Höhepunkte der Saison“, in Überwürfen aus schwarzem Damast, Samt und karminroten golddurchwirkten Stoffen.
Konrad von Würzburg (* zwischen 1220 und 1230; † 1287) beschrieb eine kreative Fellverarbeitung, bei der die kostbaren weißen Hermeline und schwarzbraune Zobel für ein Innenfutter schachbrettartig zusammengesetzt wurden. Weniger hochwertig waren Futter aus Fuchsfellen, Hirschfellen, Hasenfellen und Schaffellen.
Oft befand sich zum Warmhalten zwischen dem Mantel und dem Leibrock ein ungegürteter Überwurf mit Kopfloch. Die Dame des Romanciers Ulrich von Liechtenstein (* um 1200–1275) trug eine solche Suckenie aus Scharlach mit Hermelin gefüttert.

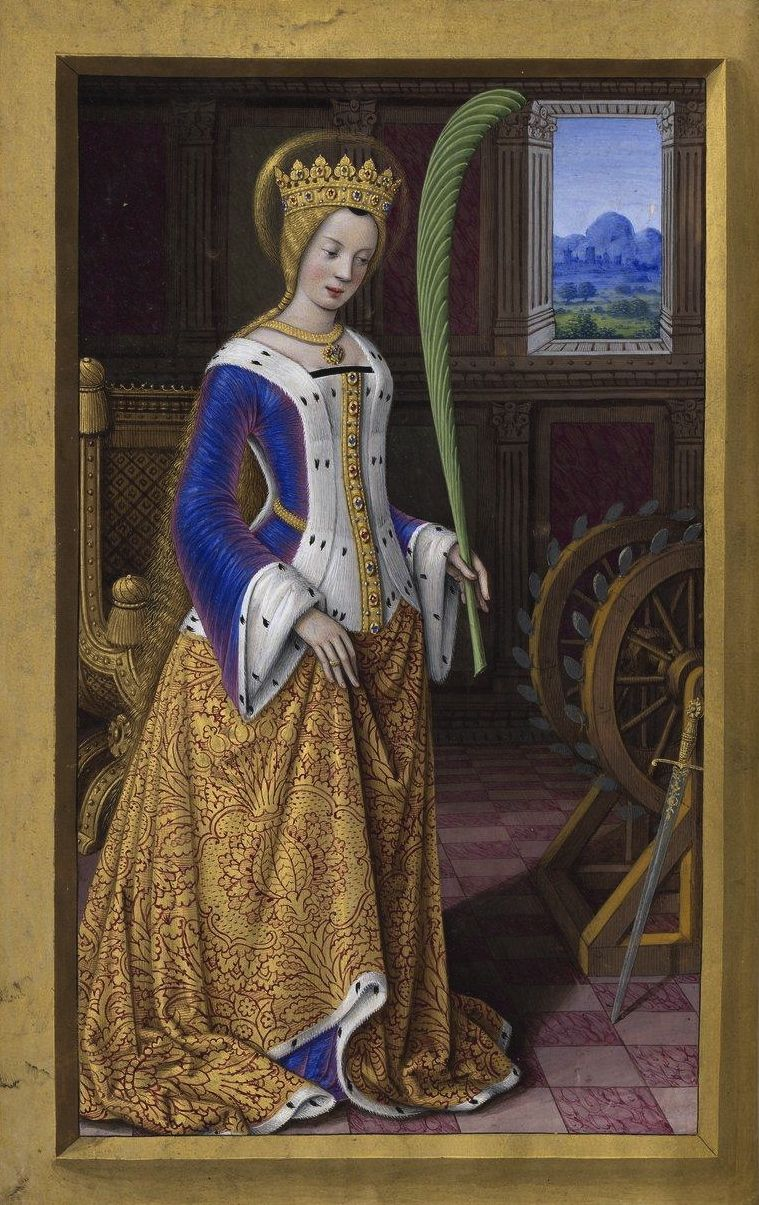
Heilige Katharina von Alexandria mit Hermelin (4. Jh., in einer Darstellung um 1500)
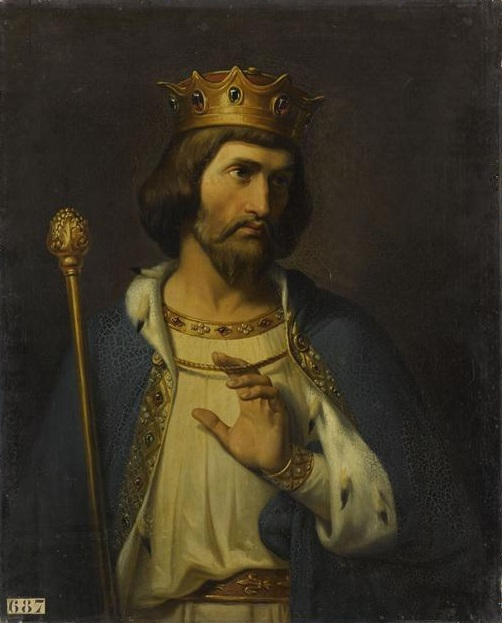
Robert II. Frankreich mit Hermelinfutter (9. Jh., in einer Darstellung von 1837)
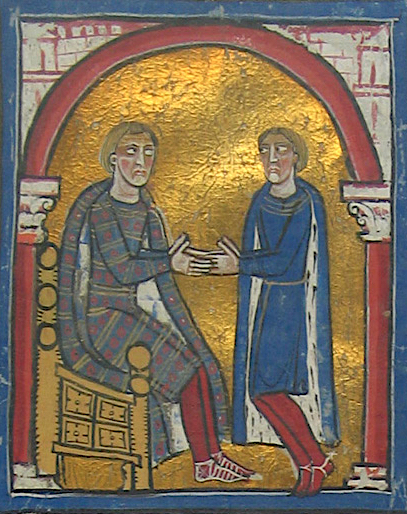
Zwei unterschiedlich zusammengesetzte Fehwammenfutter (12. Jh.)
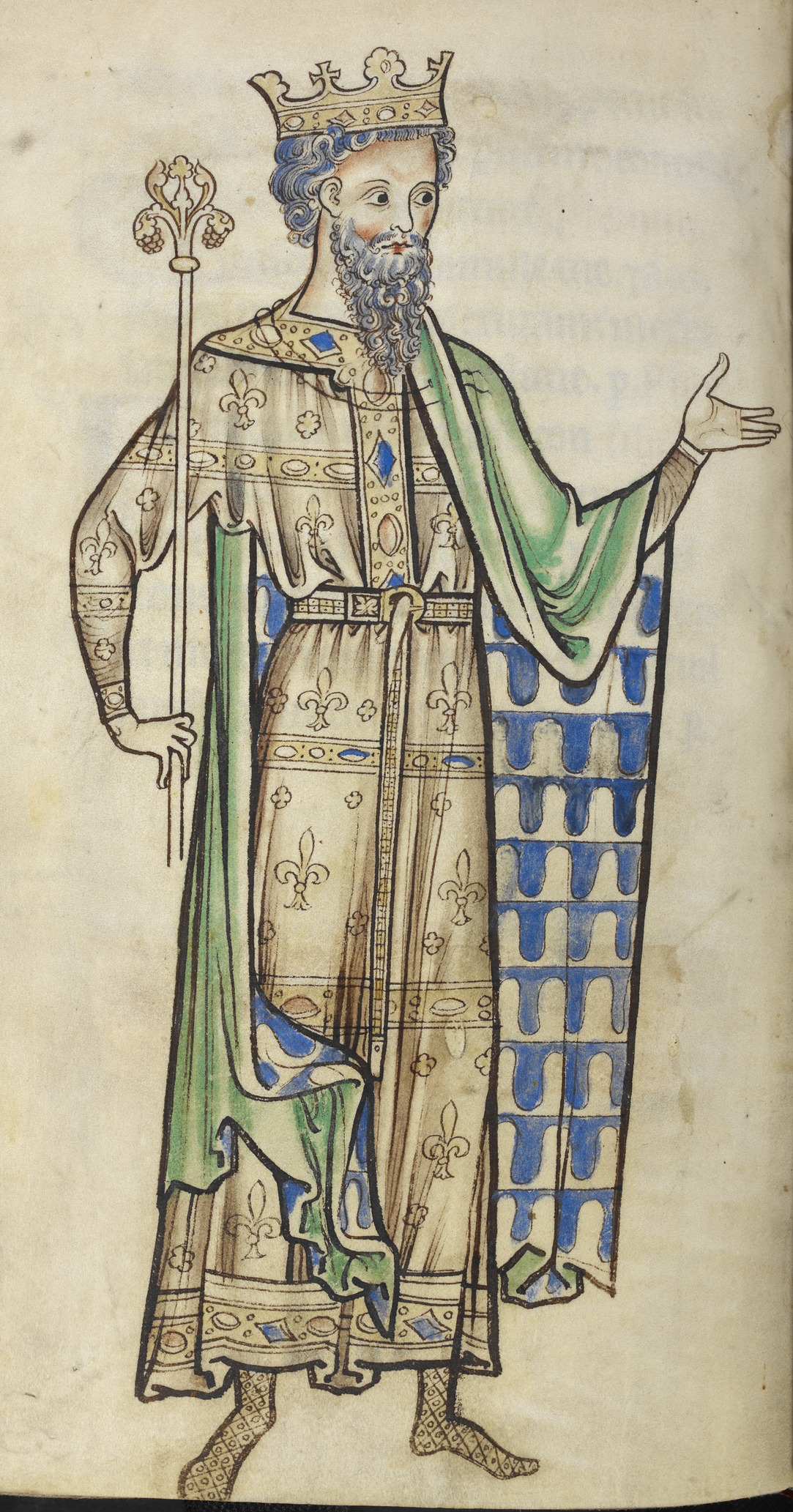
Englischer König mit Fehwammenfutter (um 1250)

### Renaissance (14. bis 15. Jahrhundert)
Der Übermantel der Pelzfutter veränderte sich jeweils entsprechend der Bekleidungsmode. Im 13. Jahrhundert war es vor allem ein lang herabfallender, ärmelloser Schnurmantel, im 14. Jahrhundert wurde er langsam ersetzt durch einen an den Seiten offenen Umhängemantel mit einem breiten Überfallkragen aus dem gleichen Pelz wie das Futter. Im Mittelalter und den anschließenden Jahrhunderten überwiegt das verbrämte und pelzgefütterte Gewand, reine Pelzbekleidung ist verhältnismäßig selten, im modischen Bild ist sie kaum zu finden. Vor allem war es ein ärmelloser Mantel, der mit Pelz verbrämt und gefüttert wurde, etwa ab dem 12. Jahrhundert wird ein Pelzfutter bisweilen sichtbar. Im 13. Jahrhundert war der Stoff überwiegend einfarbig, die früheren Verzierungen durch Stickereien, Perlen und Schmucksteine fehlen, wenn der Mantel gefüttert oder besetzt ist. Aus dem frühen 14. Jahrhundert findet man auf Abbildungen eine modische Abwandlung, den Gugel, eine Kragenkapuze, bei der das Pelzfutter zur Geltung kommt (z. B. im Codex Manesse).
Zu keiner Zeit fehlte der Pelz in der klerikalen Tracht. Mittelalterliche Verordnungen bestimmten, dass zum Beispiel der niedrigen Geistlichkeit, genau wie den Bauern, nur der Gebrauch von Schafpelzen (pellicae) gestattet war. Außer dem Pelzrock benutzten die Ordensgeistlichen im Winter bisweilen auch ihre pelzgefütterte Kapuze, einen ärmellosen Mantel mit angeschnittener Kopfbedeckung. Bei den Geistlichen Ordensfrauen ist es besonders die Kappe (lat. cappa), ein langer, ärmelloser, mit Pelz gefütterter Mantel. Gleich der männlichen Tracht trugen die Laienschwestern des englischen Ordens des hl. Gilbert einen mit weißem Schaffell gefütterten Mantel, der im Unterschied zum Chorherrenmantel nicht weiß, sondern schwarz war. Dazu gehörte gemäß der Ordensregel ein schwarzer, mit weißem Schaffell ausgefütterten Weihel (ein kapuzenartiger Kopfschleier). Auch Hermelin wurde häufig als Futter verwendet, nicht nur von geistlichen Frauen höheren Standes, wie bei vielen Kanonikerinnen mit Mänteln von gewöhnlich schleppender Länge, sondern vor allem auch von französischen Nonnen. Die dortigen Karmeliterinnen trugen bei Festen einen weißen, mit Hermelin gefütterten Tuchmantel. Aber auch einfaches Kaninchenfell wurde als Mantelfutter genommen. Der weite, schwarze Mantel der adeligen Klosterfräulein in der Abtei Estrun bei Arras ist ganz mit weißen Kaninchenfellen ausgeschlagen.
In der zweiten Hälfte des 14. Jahrhunderts verengte sich die Mode erheblich und der Pelz verlor an Bedeutung. In der männlichen Tracht behielten hauptsächlich die Mäntel ein Pelzfutter. Gegen Ende des 14. Jahrhunderts kehrte die Mode zu weiten, stoffreichen Gewändern zurück. Der Mann trug den Tappert, ein Oberkleid von sowohl mantel- wie rockartigem Charakter, der wieder reichlich mit Pelz gefüttert und verbrämt war, was sehr zur dekorativen Wirkung des auch sonst oft wertvoll gearbeiteten Teils beitrug. Besonders elegante verbrämte Tapperte kennzeichneten die französisch-niederländische Tracht, die als burgundische Mode für Europa tonangebend wurde. In der französisch-niederländischen Variante fallen vor allem die weiten Ärmel auf. Zur höfischen französisch-niederländischen Tracht gehörte ein Frauenkleid, das sich von dem männlichen, Houppelande genannten, kaum unterschied. In den sich weit öffnenden Ärmel, die bis auf die Erde hinabhingen, kam das Pelzfutter prächtig zur Geltung. In der italienischen Frauentracht finden sich ähnliche Kleider, bei denen, wie auch bei der Männerkleidung, sich die reich mit Pelz gefütterten Ärmel bereits an den Schultern öffneten.

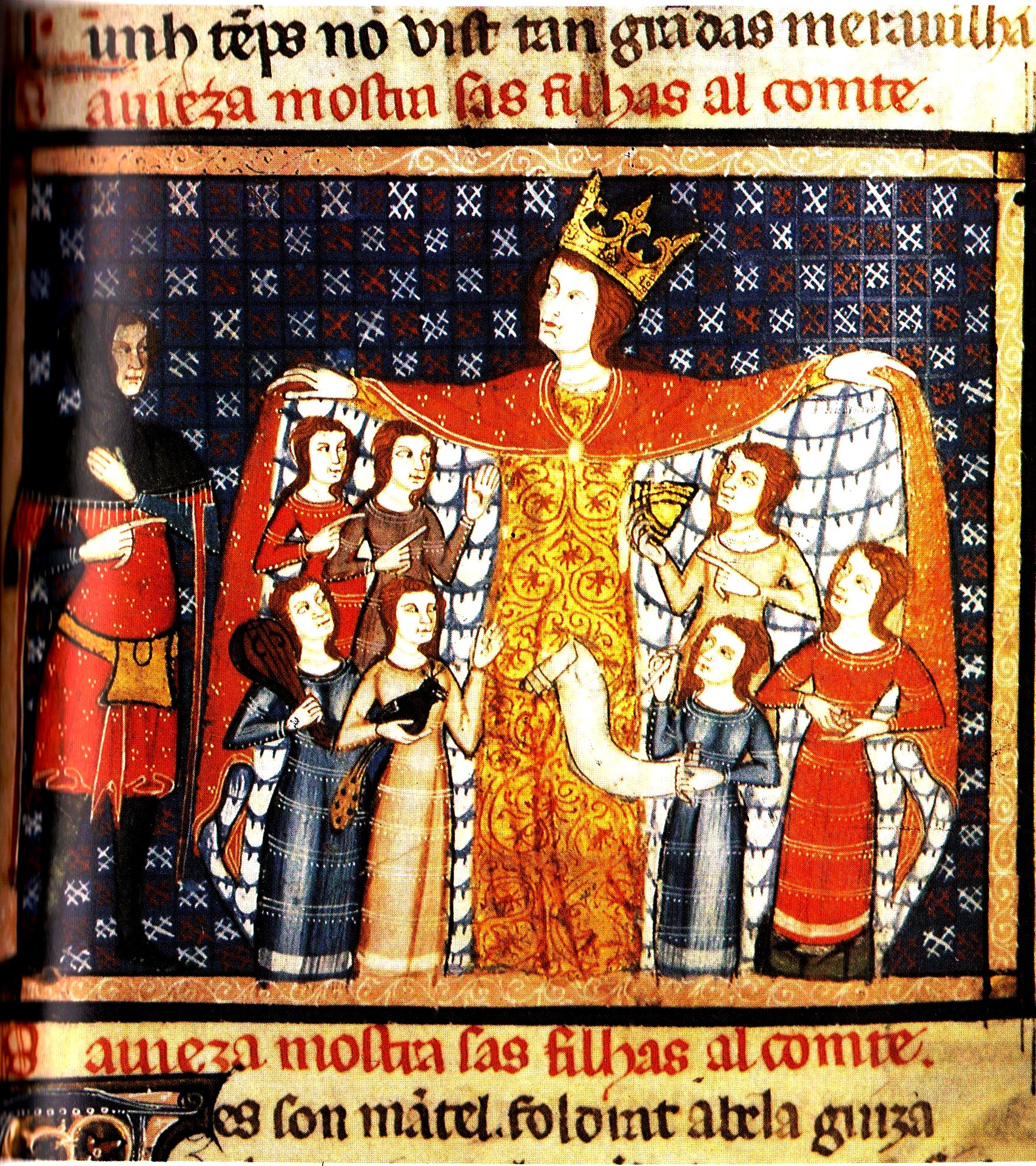
Fehfutter („Schönwerk“) (14. Jh.)
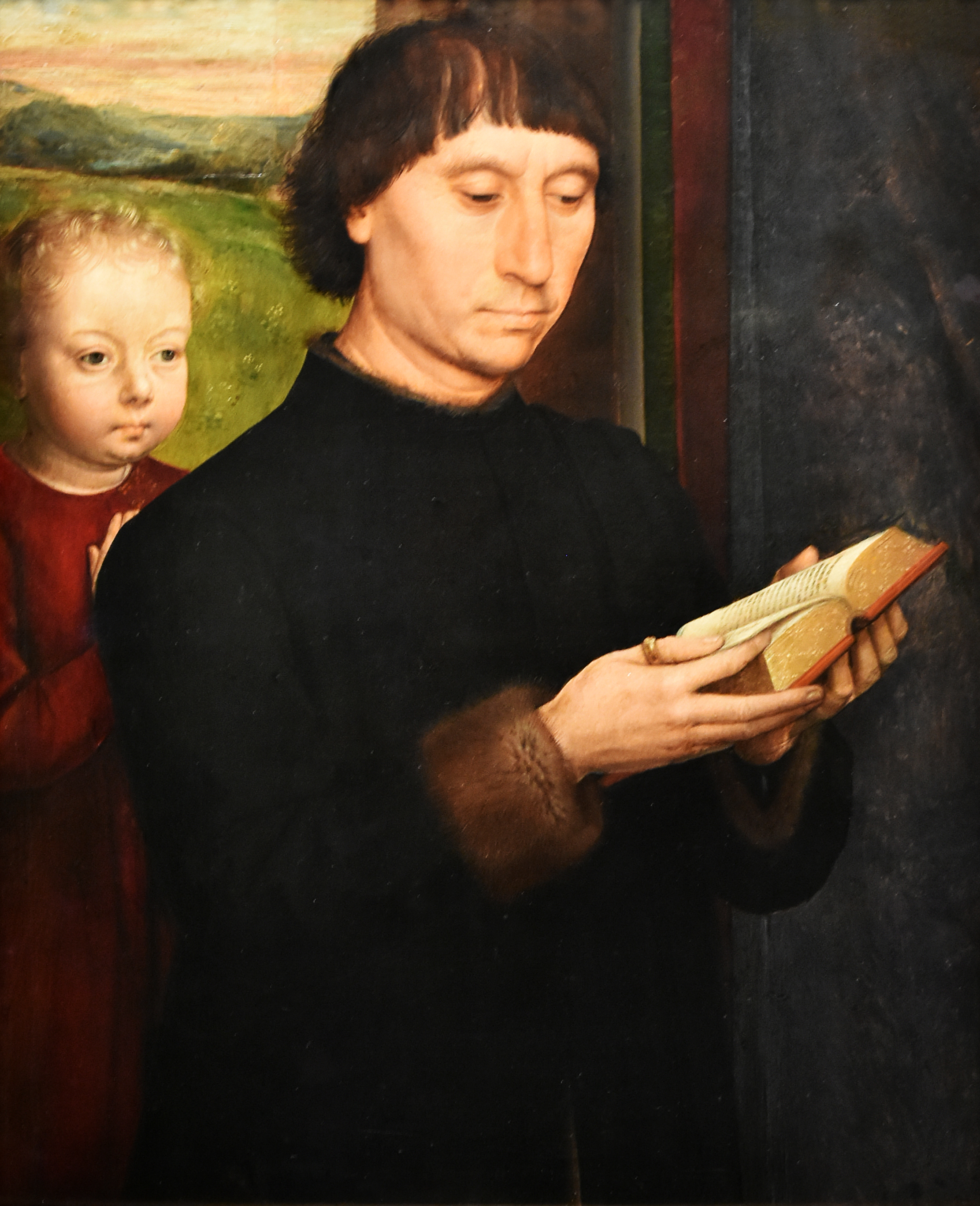
Betender Mann mit mardergefüttertem Mantel (15. Jh.)
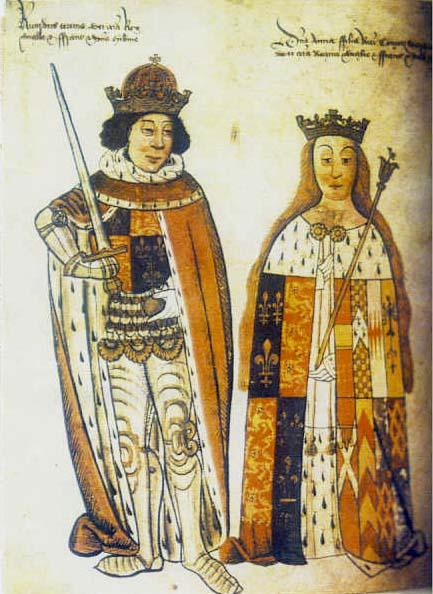
Richard III. und Anna Neville im Hermelin (spätes 15. Jh.)
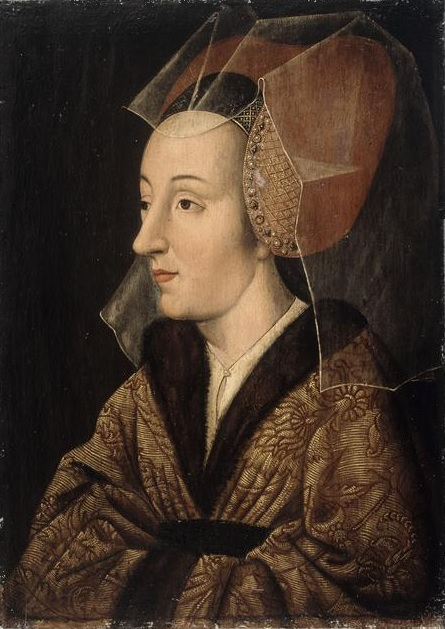
Isabella von Portugal mit Marderpelz (Zobel, Baummarder oder Nerz) (15. Jh., Darstellung aus dem 16. Jh.)

### Barock, Rokoko, Empire, Biedermeier (Ende 15. Jahrhundert bis Mitte 19. Jahrhundert)
In der zweiten Hälfte des 15. Jahrhunderts wurde die Mode erneut enger. Diesmal blieb das Interesse am Pelz jedoch erhalten, man ging lediglich etwas sparsamer damit um. Das änderte sich erneut, als in den beiden letzten Jahrzehnten die Schaube als männliches, bürgerliches Bekleidungsstück den Tappert ablöste, sie taucht jetzt aber auch in der Frauentracht auf. Richtig entfaltete sich die Schaube jedoch erst in der ersten Hälfte des folgenden, 16. Jahrhunderts. Jetzt war der Pelz nicht mehr nur ein schmaler Besatz, sondern ging in einen breiten, ausladenden Schulterkragen über, auch an den Ärmelschlitzen guckte der Pelz hervor. Oder aber die Vorderteile waren derart geschnitten, dass das prächtige Innenfutter sich breit auf den Mantel legte. Auch unter der meist farbenfrohen Schaube ist häufig ein schlichter Rock mit Pelzfutter zu sehen und ein umrandeter Pelzbesatz am Ausschnitt und am vorderen Schlitz. Dürer, Holbein der Jüngere und alle bedeutenden Porträtmaler bildeten ihre Auftraggeber bevorzugt in einer, deren Wohlstand signalisierenden, pelzgefütterten Schaube ab. Kaum jemals wieder kam der Pelz „so dekorativ und würdeverleihend zur Geltung“ wie in dieser Zeit mit diesem Kleidungsstück.
Der Preis einer pelzgefütterten Schaube schwankte. Michael Beheim vermerkte 1590 in seinem Haushaltsbuch „für ein schwartze schamlottene mederein schauben oder hasz socken mit einem mederein ladtz für 28 Gulden rein“. Lukas Reim schenkt 1518 seinem Bruder Dr. Gilg eine Marderschaube für 75 fl., während Anton Tucher 1507 für eine allerdings schon getragene schwarze Schaube mit Marderfellfutter 35 fl. bezahlt.
Man versuchte die Anschaffungskosten meist dadurch geringer zu halten, indem man den beim Tragen nicht sichtbaren Teil des Futters aus einem deutlich billigeren Material arbeitete als den Besatz und die Verbrämung. In der Zimmerischen Chronik (1540/1558 bis 1566) heißt es, dass die Marder- und Zobelschauben meist nur mit Schaffell gefüttert waren. Am englischen Hof fütterte man die Mäntel der Bediensteten mit den billigen grauen Kaninfellen, Heinrich VIII. (1491–1547) hatte in seinem rostbraunen Mantel ein Pelzfutter aus den selteneren Sorten, schwarze Kanin waren etwa zwölfmal teurer als graue.
Die Schaube verkürzte sich in der zweiten Hälfte des 16. Jahrhunderts zur Harzkappe oder zum kurzen, um die Schultern gehängten spanischen Mäntelchen mit Pelzbesatz oder zumindest mit einer Pelzverbrämung. In der Tracht mancher deutscher Städte, zum Beispiel in Stettin oder in Schlesien, verlor der Mantel seinen kurzen modischen Schnitt und wurde zum halblangen, modischen Umhängemantel des Bürgertums, während er sich in mehr traditionsgebundeneren Orten, etwa den deutschen Reichsstädten, weiterhin behauptete. Hier finden sich mancherorts sogar regelrechte Pelzmäntel, mit dem Haar nach außen getragen.
Gegen Ende des 16. Jahrhunderts, mit der beginnenden Epoche des Barocks und seiner üppigen Prachtentfaltung, endete langsam die führende Rolle der männlichen Tracht für die Entwicklung der Mode. Es entstand eine eigene Damenmode, die seit dem 18. Jahrhundert letztlich die gesamte Mode dominiert. Auch wurden die Pelzbesätze der Männerkleidung weniger, im Gegensatz zu den im 18. Jahrhundert eher zunehmend mit Pelz verbrämten Frauengarderoben. Insgesamt gesehen bestimmte der Pelz das Modebild kaum noch mit, bis vielleicht auf den um 1600 in Mode gekommenen Muff. Louis Gordon, ein französischer Arzt, schrieb um die Wende zum 17. Jahrhundert, überrascht von einem ihm inzwischen fremdartig erscheinenden Brauch: „Ich habe von älteren Damen aus guter Familie gehört, die in dieser Zeit lebten, sie haben Leute gesehen, die in ihren bodenlangen Mänteln mit ihren Schleppen fast erstickten. Und darüber hinaus, ob Winter oder Sommer, war es Ehrensache, sie mit Hermelin oder Marder gefüttert zu tragen“.
Ab den letzten Jahrzehnten des 18. Jahrhunderts erfreute sich als Herrenmantel der Redingote modischer Beliebtheit. Er konnte mit Pelz gefüttert und verbrämt sein. Häufig war eine Pelzverbrämung und ein wärmendes Pelzfutter beim Hausmantel oder Hausrock, in dem man sich auch gern porträtieren ließ, manchmal ergänzt durch eine Pelz- oder pelzbesetzte Hausmütze. Er war entweder dreiviertellang oder reichte als Schlafrock meist bis auf die Füße. Unter den noch erhaltenen Rechnungen der Kurfürstin Anna Maria Luisa de’ Medici findet sich eine Anweisung vom Dezember 1717 an ihren Düsseldorfer Hofkürschner Franz David Geillmeyer über 20 Rtl. 30 Sbr. für das „Füttern eines Nachtrocks mit 2 Moskowitiwschen Luchs-Fellen (10 RTL), für die Ärmel 36 Stück Grau-Wercks-Felle (9 Rtl.) und Macherlohn (1 Rtl. 30 Sbr.)“.
In Wien fielen bis in das 18. Jahrhundert die griechischen Kaufleute mit ihren langen pelzgefütterten kaftanähnlichen Mänteln auf. In der zweiten Hälfte des 18. Jahrhunderts waren die vielfältigen Umhänge, Mäntel und Hüllen vielfältiger Art mit Pelz gefüttert oder verbrämt, nachdem man sich in der ersten Hälfte jenes Jahrhunderts sich oft mit einem gefütterten Manteau oder einem damals beliebten wärmenden Stepprock begnügt hatte.
Seit dem 17. Jahrhundert hatte die Vielfalt der für modische Kleidung verarbeiteten Fellarten erheblich zugenommen, vor allem auch durch den Pelzhandel mit Nordamerika. Die erste Erwähnung des russischen Astrachan als Innenfutter (ein leichtes, gelocktes Lammfell, hier meint es den gelockten Persianer), war im Jahr 1764, als ein Earl of March auf „Meinen schwarzen Seidenmantel, gefüttert mit Astrachan“ verwies.
Johann Georg Krünitz nannte um 1775 folgende Fellarten:
Zobel, hauptsächlich zur Ausstaffierung von Mützen
Marder und Iltis für Mannsmuffen, zu Mützen und Kleiderbesatz
Hermelin für Pelzfutter für Frauen vom Stande, außerdem für Schärpen, Müffe, Mützen und Verbrämungen
Lammfelle, die manchmal auch als Hermelinersatz herhalten mussten
Kaninchen, die zu Frauenzimmerpelzen sehr beliebt waren ebenfalls gern zu Hermelin veredelt
Hamster, der für den späteren Gehpelz typische Futterpelz fand Erwähnung
Grauwerk, die Fehrücken, wurden für Mannspelze verwendet
Nerze für Ausschläge der Frauenzimmer-Pelze und für Mützen
Genetten-Katzen, ebenfalls für Ausschläge, gelegentlich auch für Innenfutter
Fischotter-, Murmel- und Seehundfelle jedoch nur für Mützenverbrämungen, nur Fischotter auch für Manns-Müffen
Fuchsfelle, Wolfsfelle und Bärenhäute ergaben ein gutes Unterfutter von Manns-Kleidern, ebenso Luchs-, Katzen-, Hasenfelle sowie die Felle der Hasel- oder Zieselmäuse und des weißen Winterwiesels
Tiger-, Panther- und Vielfraßfelle wurden zu Muffen verarbeitet
Inländische Schaf- und Hammelfelle wurden als gutes Futter für Handschuhe und Mützen angesehen, außerdem wurden ausländische Lammfelle genutzt
Das erst im 18. Jahrhundert in Europa bekannt gewordene Chinchillafell erwähnte Krünitz noch nicht, allerdings wies er darauf hin, dass die von ihm angeführte Liste der verwendeten Pelzarten keineswegs vollständig sei.
Einer der berühmtesten Pelze des 18. Jahrhunderts war der Zobelumhang von Voltaire. Als Voltaire im Jahr 1778 im Alter von 84 Jahren nach 30 Jahren Exil nach Paris zurückkam, wurde er von der Académie française am 10. März mit einem Festakt begrüßt und zu ihrem Präsidenten gewählt. Sein Auftritt wurde so beschrieben: „Seine grau gepuderte Perücke war von der Art, die vor vierzig Jahren in Mode war. Darauf eine quadratische Kappe, während er über seinem Mantel und der Hose einen hermelingefütterten roten Mantel trug, und darüber diesen Katharina-der-Großen-Zobelumhang“.
Mit dem Biedermeier endet die raffinierte Mode, das Leben wie auch die Mode wird schlichter, anspruchsloser und bürgerlich behaglich. Der pelzgefütterte Herrenmantel wird eng anliegend oder nimmt die Form des „Blüchermantels“ an, einem Reisemantel mit einem mehrlagigen Schulterkragen. War bis dahin der Pelz in der Herrenmode eher mehr ein schmückendes Beiwerk, wirkte er als Pelzrock „zunächst geradezu sensationell“.

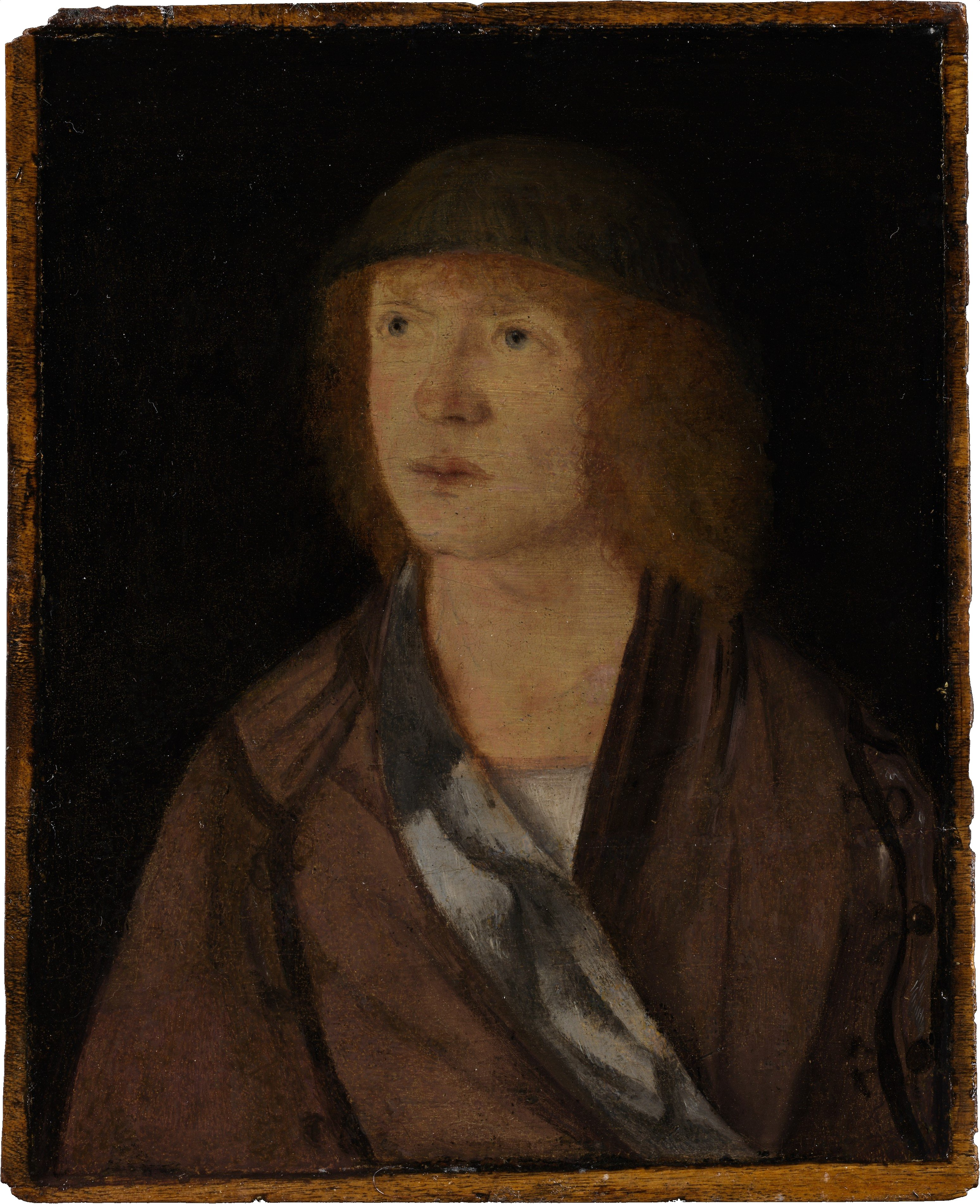
Mann mit Fehwammenfutter (15. oder 16. Jh.)
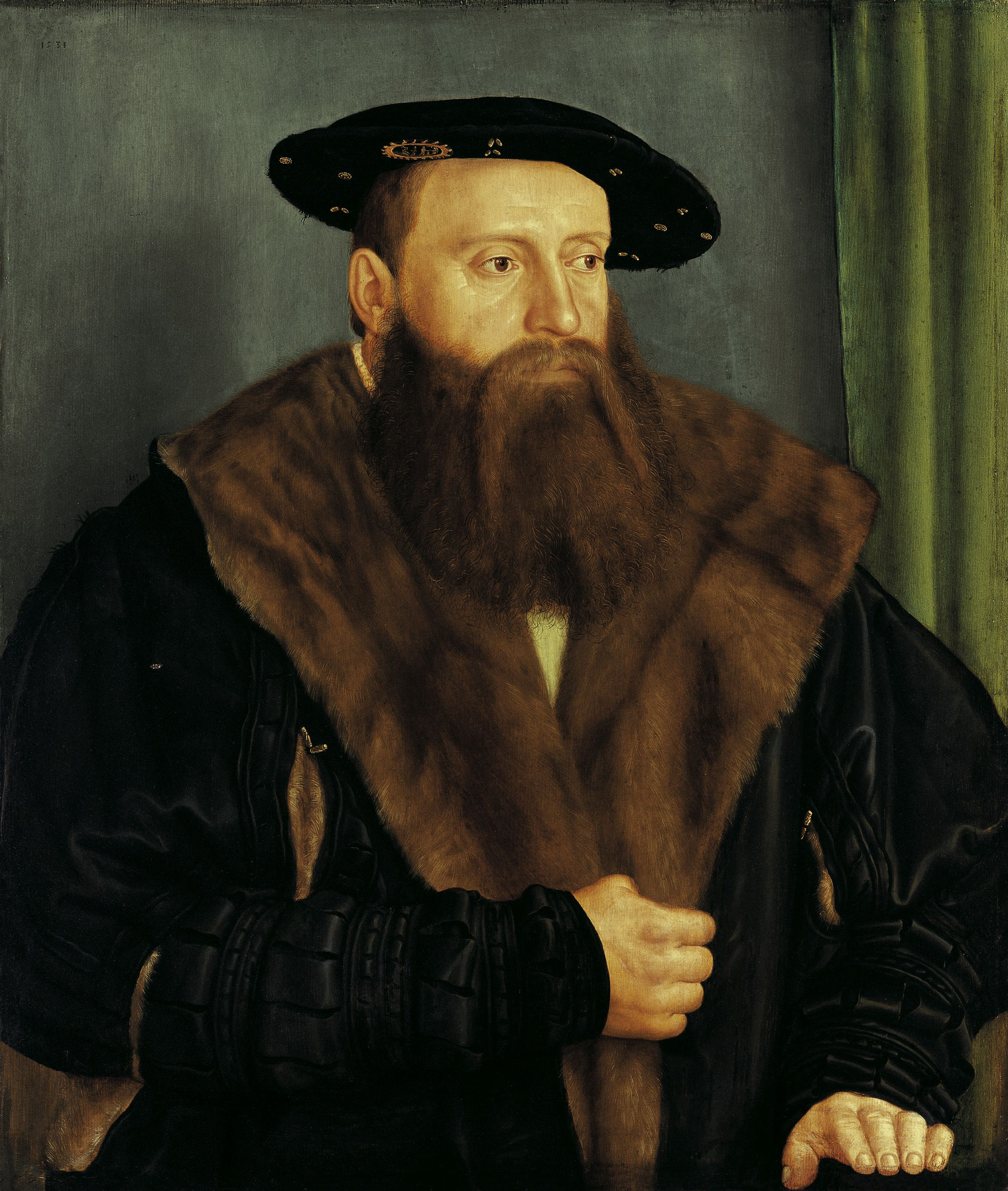
Ludwig X. von Bayern mit Marder (1531)
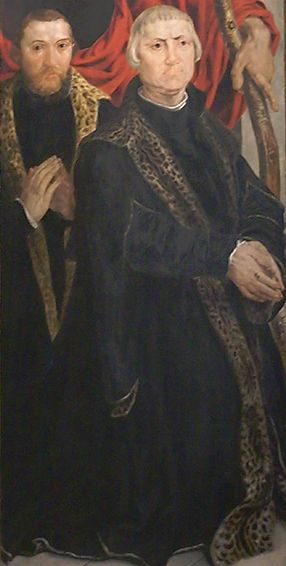
Wildkatzen-Futter (1532)
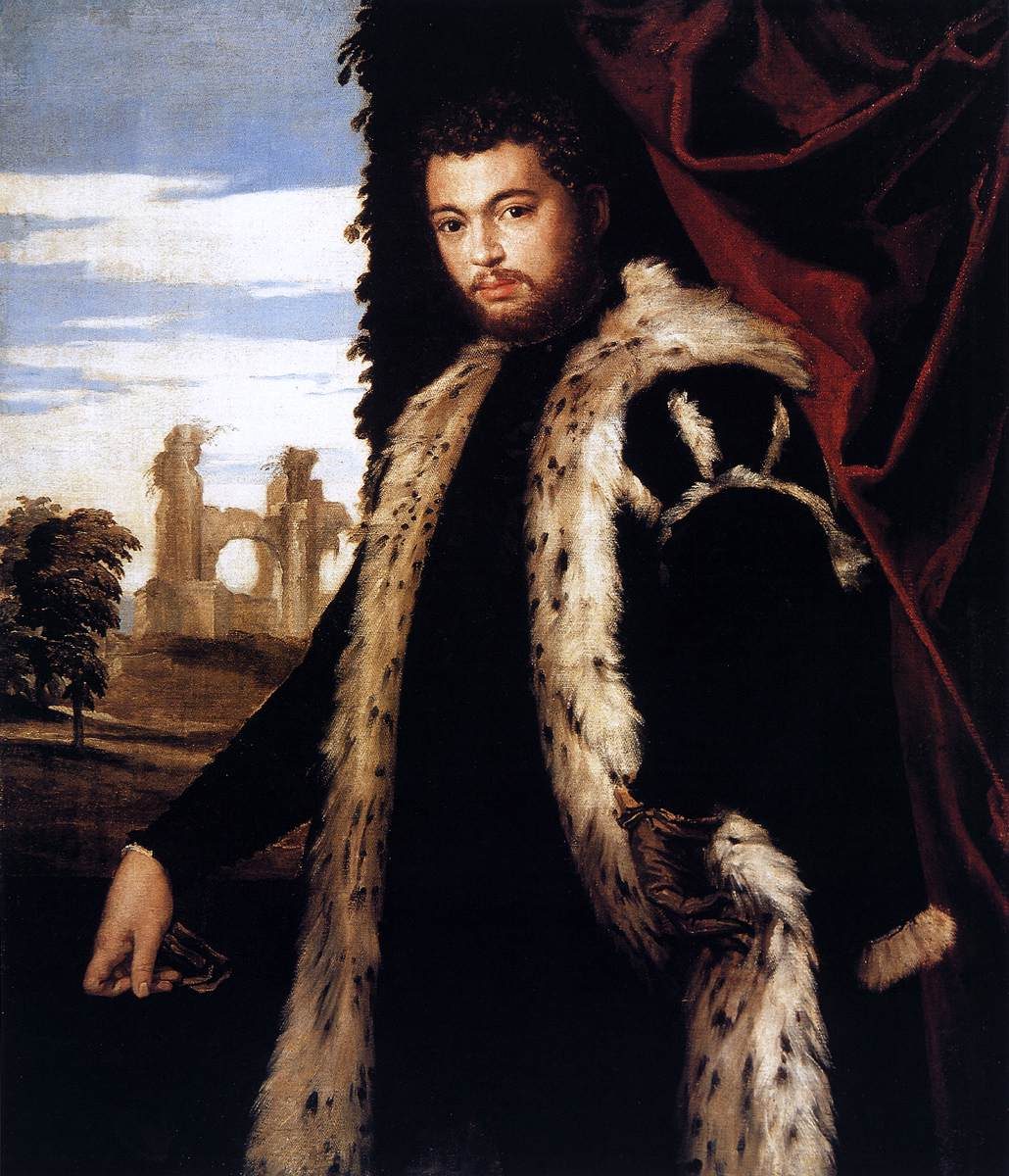
Luchsfutter (Italien, um 1552)
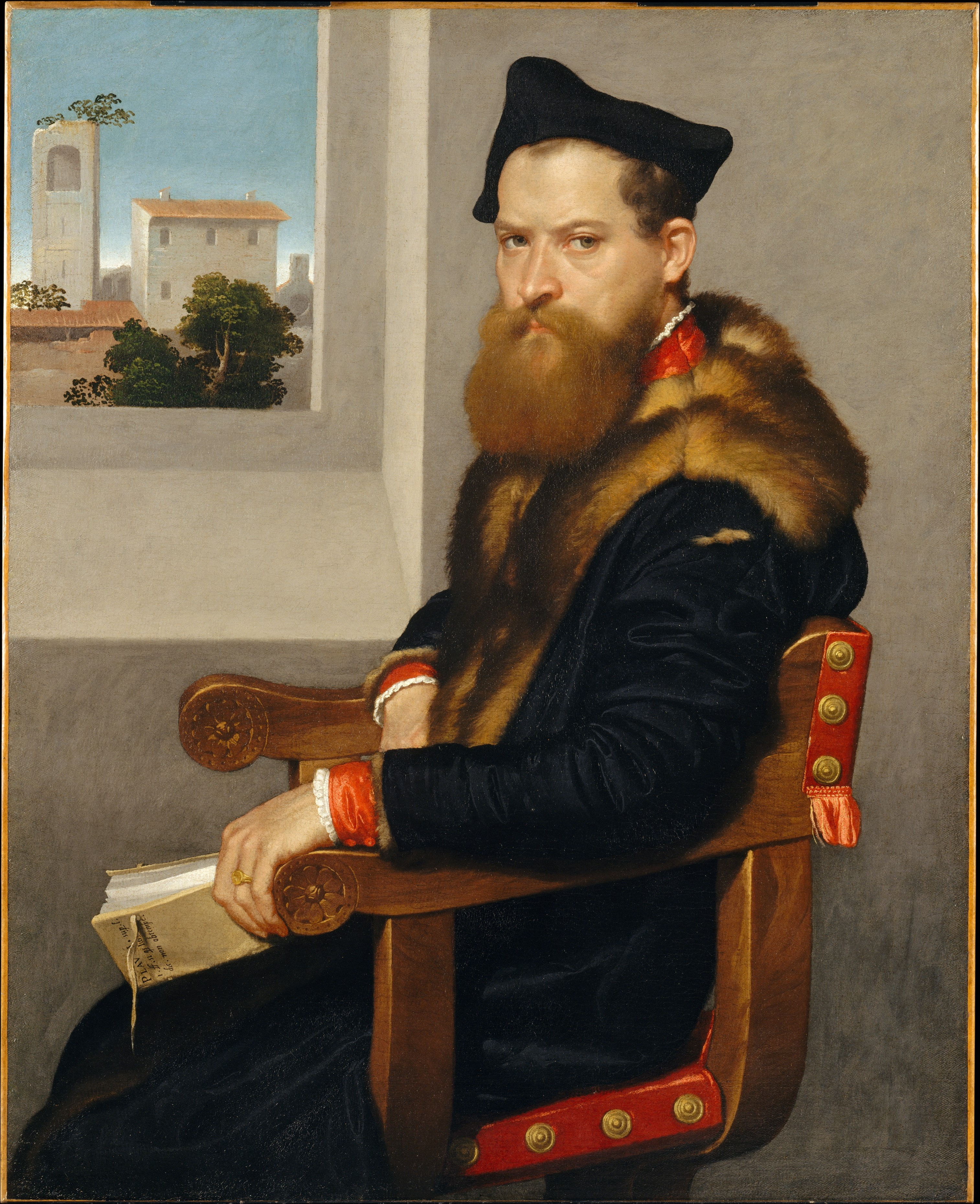
Italienischer Kanoniker mit Iltisfutter (um 1561)
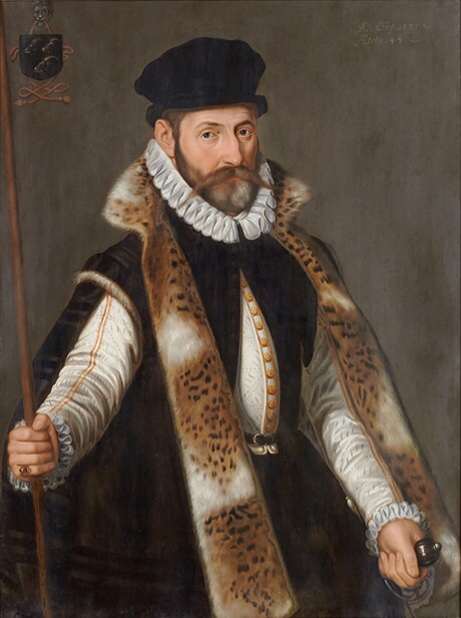
Mann mit Pelzfutter (Wildkatze?) (Holland, 1575)

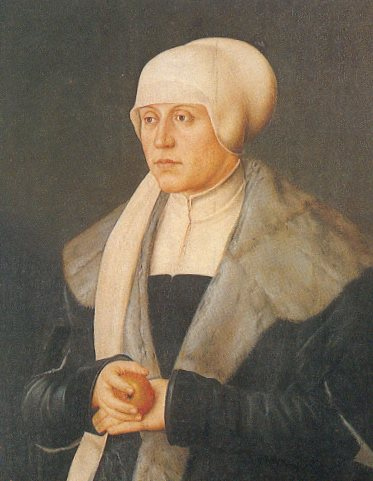
Kunigunde von Bayern mit Fehrücken (16. Jh.)
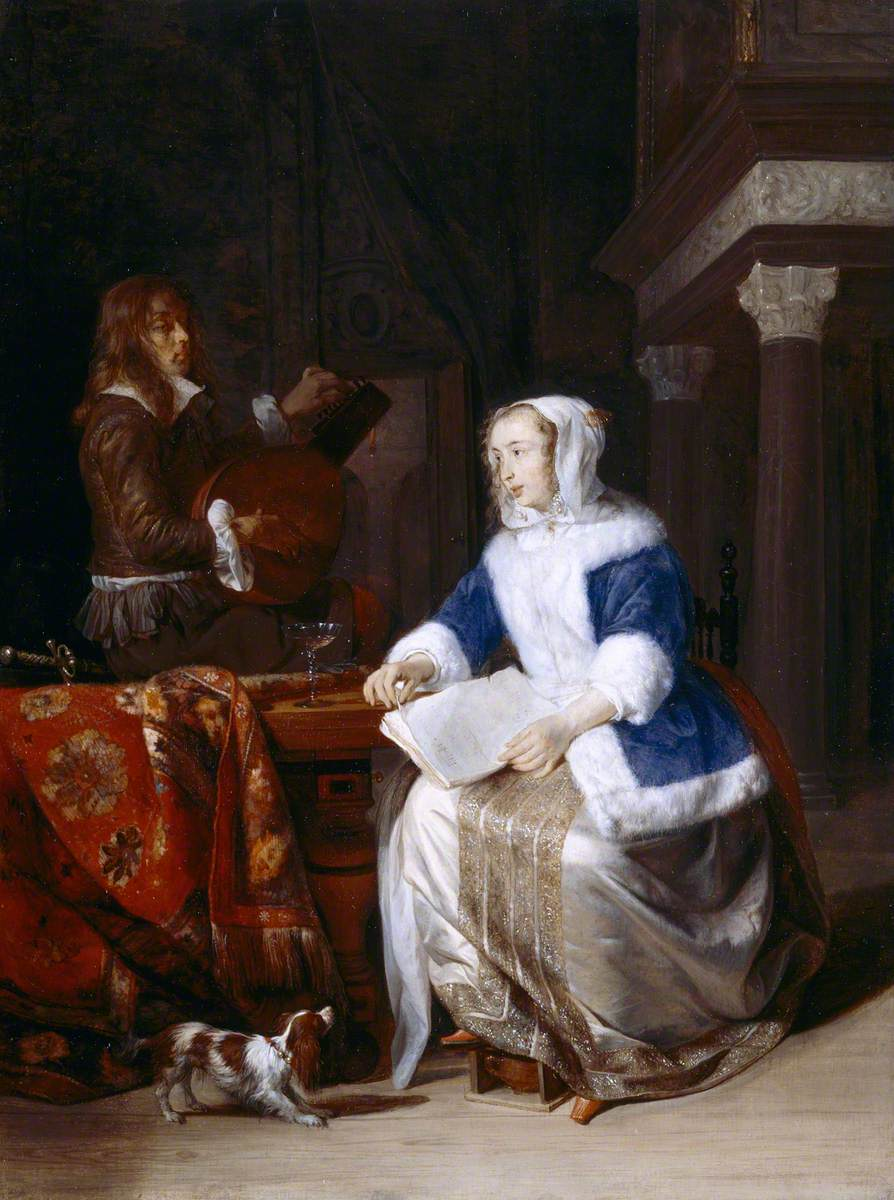
Die Damen-Hausjacke mit Pelzverbrämung aus weißem Kanin (ca. 1660er Jahre) war für die Niederlande einige Zeit typisch
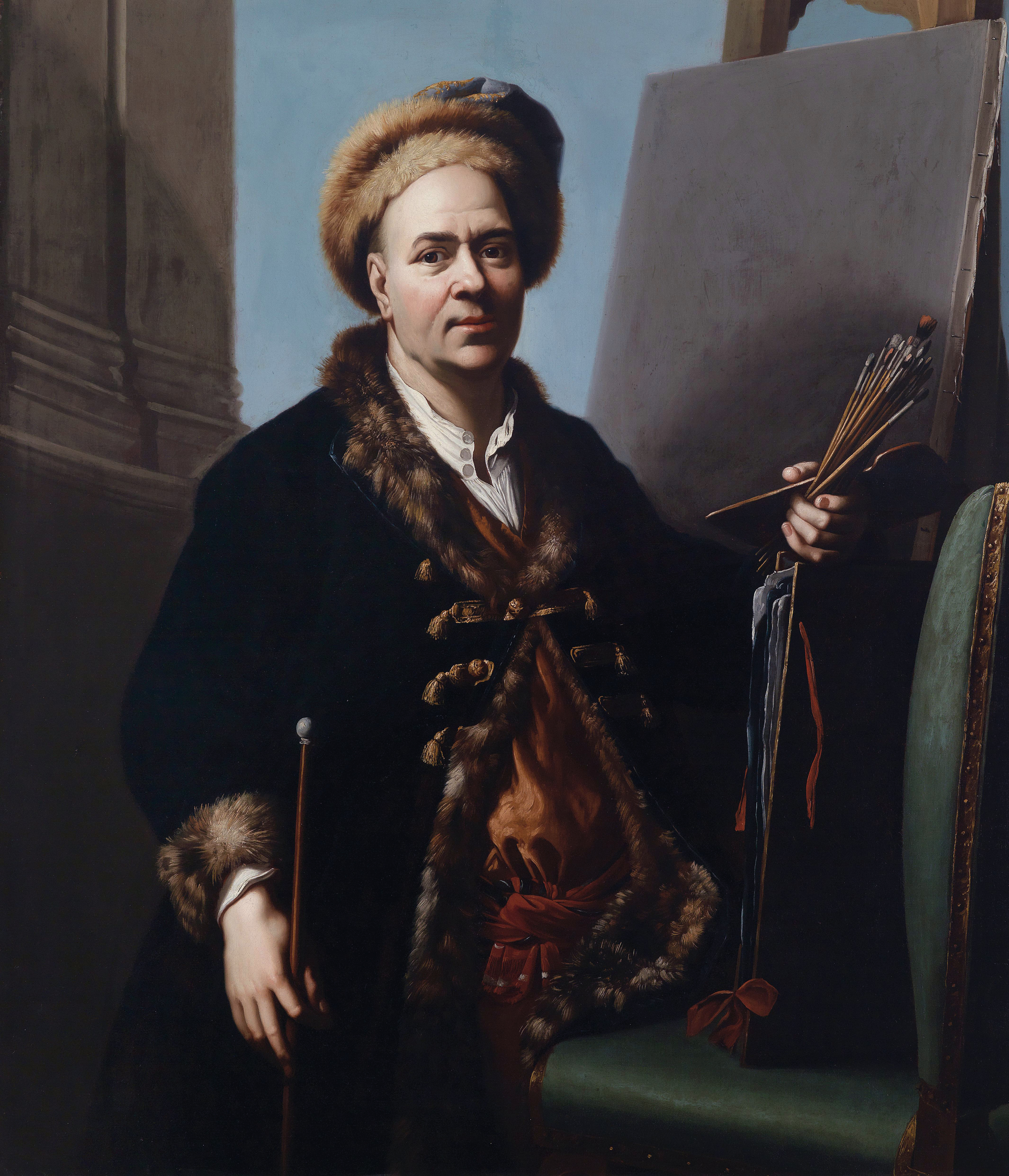
Der Maler Jacob van Schuppen (1670–1751) im mit Pelzstücken gefütterten Hausmantel und mit Pelzmütze
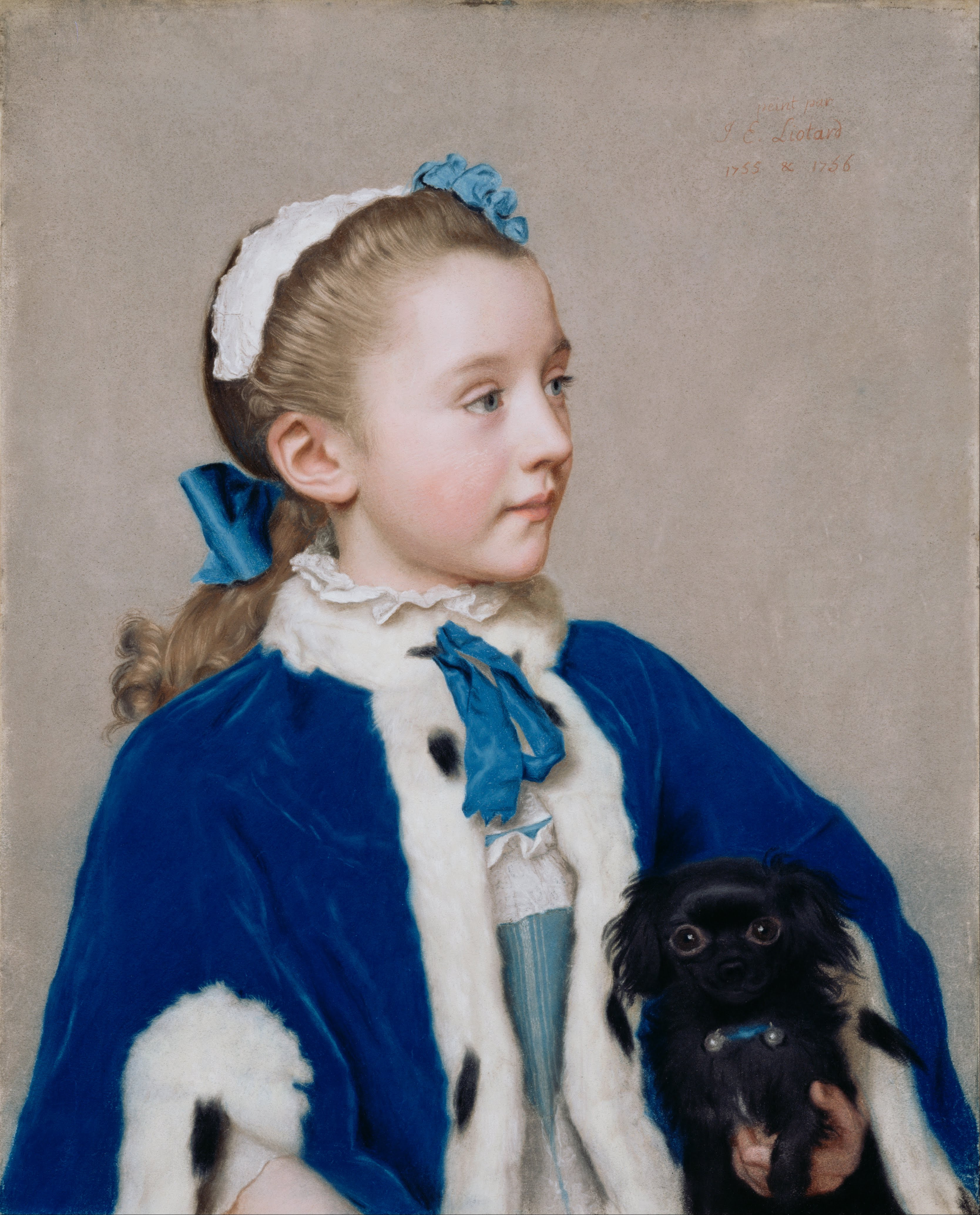
Mädchencape mit Hermelin imitierendem Kaninfell (1755/56)
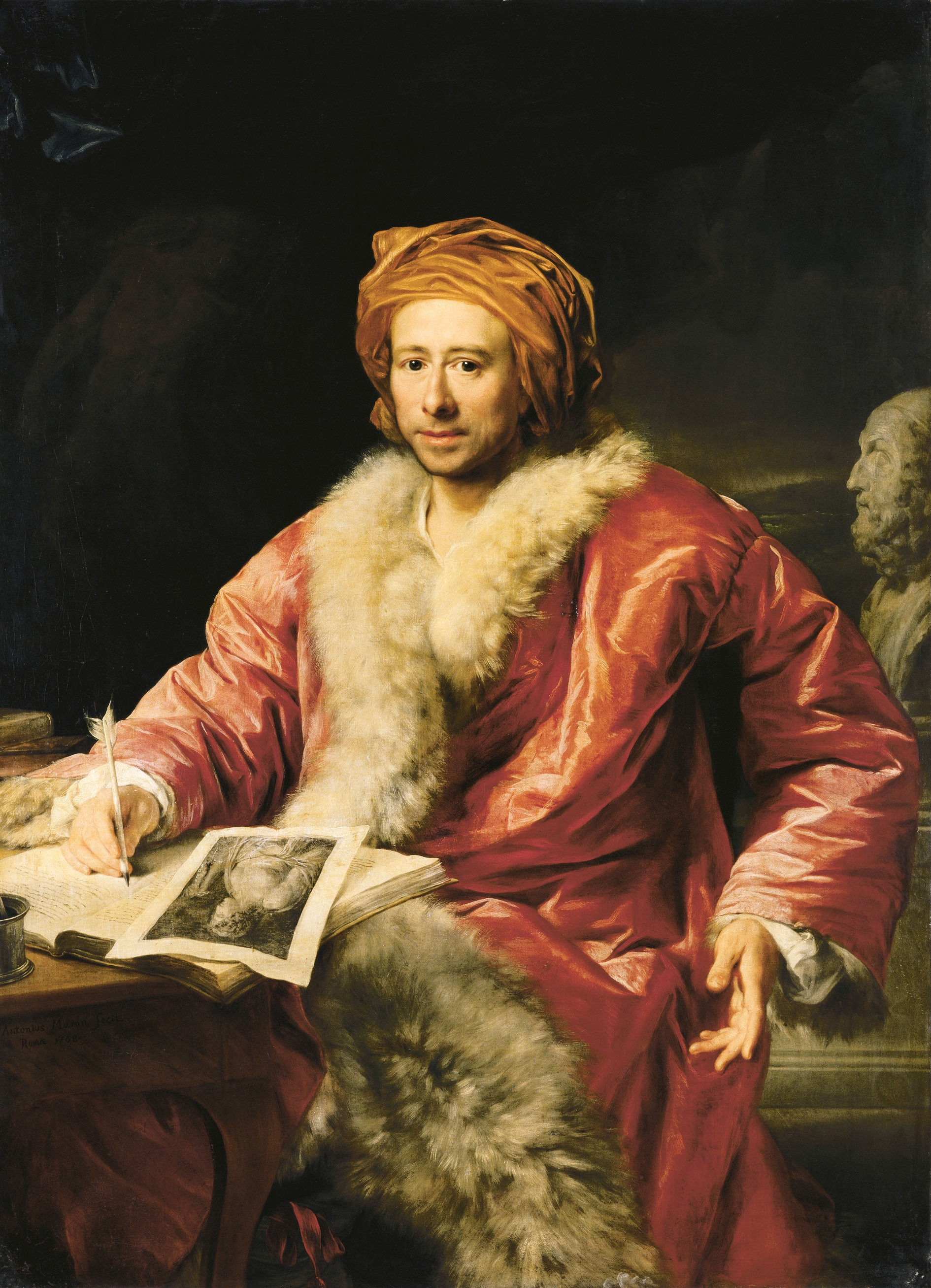
Johann Joachim Winckelmann, Hausmantel mit Wolfsfutter (1768)
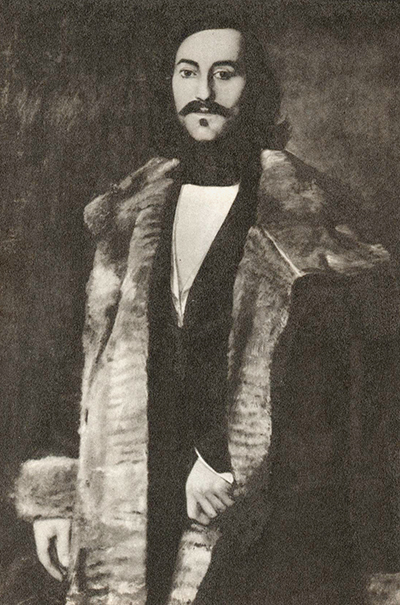
Katzenfellfutter (1839)

### Gründerzeit (seit Mitte 19. Jahrhundert) bis Erster Weltkrieg
Während im 17. Jahrhundert das Pelzfutter auch in der praktischen winterlichen Bekleidung noch eine Notwendigkeit war, änderte sich dies in der Zeit der industriellen Revolution, einer Zeit allgemeinen Modewandels. Für den Pelz bedeutete das unter anderem, die Wohnungen wurden durch andere Bauweisen, neuartiges Fensterglas und Fenster sowie bessere Öfen wärmer, den pelzgefütterten Hausmantel benötigte man eigentlich kaum mehr. Die Damenmode jedoch wurde anliegender und die Kleiderstoffe dünner und feiner und eine wärmere Oberbekleidung wurde eine Notwendigkeit.
Insgesamt gesehen war das 19. Jahrhundert sehr pelzfreudig, in der Herrenkleidung jedoch etwas zurückhaltend. Das wichtigste mit Pelz gefütterte Kleidungsstück war seit den letzten Jahrzehnten des 18. Jahrhunderts der allgemein als Redingote bezeichnete Mantel, ein langer Leibrock, tailliert mit eingesetzten Schößen und Aufschlägen. Das Pelzfutter setzte sich als Kragen und Manschetten fort, falls der Pelz nicht nur ein verbrämender Randbesatz war. Der in den 1830er Jahren erscheinende Havelock, ein Mantel mit halblanger Pelerine, wurde im Winter ebenfalls mit Pelzfutter, Pelzkragen und Pelzmanschetten an den Ärmeln getragen. Er stellte zu seiner Zeit den Höhepunkt an Eleganz dar und wurde nach und nach zur Winterkleidung würdiger Herren vornehmlich gesetzten Alters. Die sonst sehr zurückhaltende englische Herrenmantelmode gab in ihrer Zeit den Trend vor und blieb bestimmend für künftige Zeiten. Als sich um 1900 in der Damenmode der Damenpelz mit dem Haar nach außen durchzusetzen begann und die Herren in den neuen, offenen Automobilen Zottelpelze trugen, erklärte die Firma Burberry ihren Kunden in ihrem in den ersten Jahren des 20. Jahrhunderts erschienenem Katalog: „Englische Herren nehmen die kontinentalen Monstrositäten in der Form von Pferdefell, Schaffell, Wolfsfell, und anderen Variationen, die Haar, Wolle und Pelz außen haben, nicht gut an. Die distinguiertere Art ist es, den Pelz einfach als Futter zu benutzen“.
Johann Heinrich Zedlers Grosses Universal-Lexicon von 1741 beschreibt den „Pelz“ für Frauenzimmer sehr eingeschränkt als „eigentlich ein kurzer, mit zartem Pelz und Rauchwerck gefütterter Unterrock, so gleich über das Hemde getragen wird, nicht allzuviel Falten hat, und insgemein mit einem bunten leichten Catone überzogen ist. Dahin gehöret ein gefütterter Contusch mit Polnischen Ermeln und Kragen, ein Überhangpelz oder Polonoise, ein Ungarischer Pelz mit einem glatten Leibe, und von forne mit Ungrischen Schleiffen besetzet.“
Die Pelze der Stadtbevölkerung Russlands unterschied sich von der bäuerlichen zwar nicht im Schnitt, sie hatte jedoch einen Überzug aus Tuch, wobei das sorgfältiger ausgearbeitete Pelzfutter üblicherweise als Randverbrämung sichtbar war. Während die deutschen Kürschnern von den Fähigkeiten ihrer russischen Kollegen keine hohe Meinung hatten – bis auf die mustergültige kaiserliche Kabinettskürschnerei in St. Petersburg – erkannten sie deren Leistungen im Bereich der Pelzfutterherstellung als gute und korrekte Arbeit an. Die russischen Pelzverarbeiter zerteilten die Felle in mehrere Stücke, aus denen dann aus „massenhaft zur Verfügung gestellten Rauchwaren“ besonders gleichmäßige Futtertafeln aus Rücken, Wammen, Pfoten und Köpfen fabrikmäßig hergestellt wurden. Je einflussreicher und vermögender der Pelzträger war, desto feiner war das Tuch und umso edler wurde das Pelzwerk, mit dem der Herrenpelz ausgefüttert oder verbrämt war. Auch der russische Soldatenrock war im 18. Jahrhundert mit Pelz gefüttert. Während in den 1880er Jahren in Russland, wo das Pelzfutter ein normaler Gebrauchsartikel war, immer noch die traditionelle Kleidung getragen wurde, vollzog sich unter ähnlichen klimatischen Notwendigkeiten in Polen, wo ebenfalls „viel Luxus in selbigem herrschte“, bereits ein Wandel. Während die unteren Stände an ihrer mit Schaf-, Fuchs- oder Wolfspelz gefütterten Kleidung an der herkömmlichen Form festhielten, wollten „die höhern und reichern Stände, sowie diejenigen, die sich das Ansehen geben, mit zu diesen zu gehören, nur mit edlerem Pelzwerk gefütterte und besetzte Gewänder tragen, deren Facon der von Paris ausgehenden Mode“ entsprach.
Im Jahr 1842 begann in London mit einem Sealjacket, bei dem das Haar nach außen getragen wurde, die moderne Damenpelzmode. Populär wurde sie, nachdem die spätere Königin Alexandra bei ihrer Ankunft in London zur Heirat mit dem Prince of Wales (1863) eine schwarze Sealjacke trug. Die Neuerung kam in einer dafür aufgeschlossenen Zeit, als Pelz bei allen weiblichen Kleidungsstücken, bei Kragen, Umhängen, Verbrämungen und den aus Muff, Schal und Mütze bestehenden Garnituren, eingesetzt wurde. Auch pelzgefütterte oder umrandete Überkleider, den Mänteln, Jacken und Umhängen, gab es in mannigfaltiger Art. Die wesentlichsten Formen waren die Redingoten, Douilletten, Envelopen und ähnlich genannte Überröcke, die oftmals Kleid und Mantel zugleich waren. Wärmendes Futter oder Verbrämung waren gerade bei ihnen „sehr erwünscht, da sie unbedingt notwendige Ergänzung sind zu den aus sehr dünnen Soffen beliebten Chemisenkleidern der Jahrhundertwende“. Der große Umfang und die Bedeutung des Pelzes in der damaligen Mode wurden 1851 auf der Londoner Industrieausstellung, der Great Exhibition, dargestellt. Die Vielfalt der aus Amerika kommenden Felle demonstrierte die Hudson’s Bay Company. Rotfüchse und Kreuzfüchse wurden hauptsächlich nach Russland und China für Innenfutter und Verbrämungen exportiert. Nerzfell findet erstmals Erwähnung, als „hauptsächlich von Damen gemocht“. Luchsfelle wurden ebenfalls für Futter verwendet, andere Fellarten wurden in verschiedenen europäischen Gegenden für regionale Trachten benötigt. Ein anderer Aussteller empfiehlt Waschbär, aber auch Luchs, Nerz und Graufuchs zum Ausfüttern von Mänteln der Schuba, eine ungarische Trachtenjacke, „exklusiv für Männer, in Russland und ganz Deutschland“.
Weniger auffällig war der Herrengehpelz, der seit der 2. Hälfte des 19. Jahrhunderts die Winter-Herrenmode immer mehr dominierte und in seiner Art, ohne die Bezeichnung Gehpelz, bis heute erhalten blieb. Je nach allgemeiner Mode war er länger oder kürzer, die Stofffarben waren meist zurückhaltend. Bei wintersportlicher Betätigung trug der Herr wohl auch schon mal eine pelzgefütterte Jacke mit Fellkragen und -manschetten, auch pelzgefütterte Handschuhe waren in Gebrauch. Bis in die erste Hälfte des 19. Jahrhunderts blieb auch noch ein ärmelloser Mantel beliebt, bei dem der Pelzbesatz sich meist noch unterhalb des Pelzkragens in den Mantelrändern fortsetzte. 1810 bis in die 1860er Jahre bildeten ihn die Modezeitschriften als für die Zeit charakteristisches Kleidungsstück in beliebiger Länge und ganz mit Pelz umrandet und einem kleinen Pelzkragen ab.

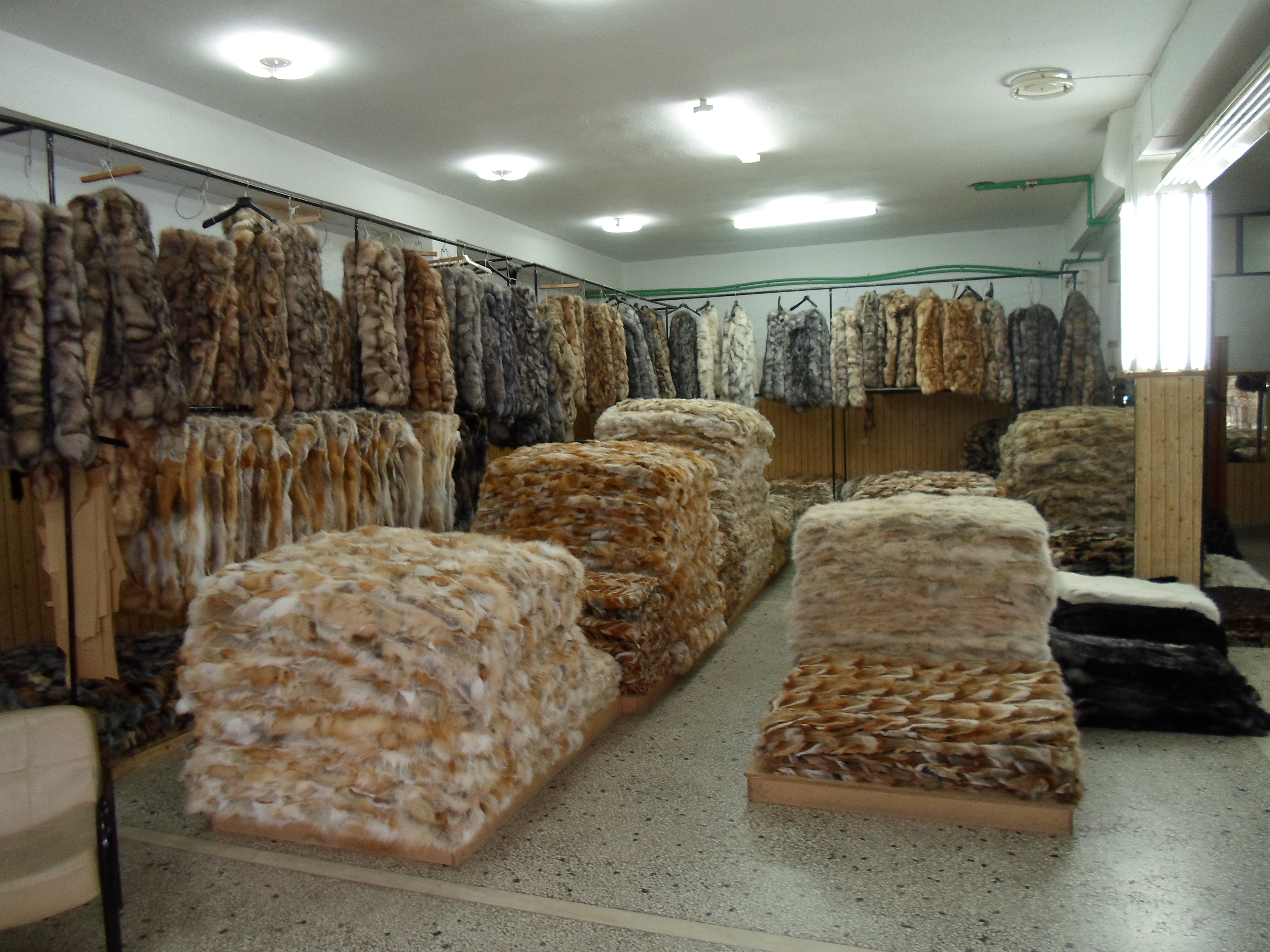
Fellreste-Tafeln für Innenfutter und andere Pelzkonfektion in Kastoria, Griechenland (2013)

In diese Zeit fällt auch die Erfindung der Pelznähmaschine, die eine wesentlich preisgünstigere Verarbeitung ermöglichte. Dies wirkte sich auch auf die Pelzfutter aus, die oft aus kleinen Fellen arbeitsaufwändig zusammengenäht waren. Lebhaft gemusterte Hamster-, Susliki- und Burundukfelle oder einfarbige Maulwurffelle ergaben leichte Futtermaterialien. Aus Pelzabfällen werden besonders preiswerte Futter gearbeitet, in der griechischen Pelznäherstadt Kastoria und ihrer Umgebung sowie im nördlichen China bis weit in das 20. Jahrhundert hinein jedoch oft noch mit der Hand genäht, beides Gegenden, aus denen noch heute die für die Weiterverarbeitung vorkonfektionierten Pelzfutter kommen.
Für die Schlittenfahrten in entsprechenden Gegenden gab es schon länger ganz besonders warm gefütterte, lange Mäntel, ebenso den sogenannten Kutscherpelz oder Fahrerpelz. Dieser war für den Diener oftmals als Livree gestaltet, zweireihig mit Metallknöpfen und Ärmelaufschlägen aus Fell. Gefüttert war er für den besonders der Kälte ausgesetzten Fahrzeuglenker meist mit dicken Schaffellen, der Kragen war häufig mit Waschbär oder Biber besetzt. Vor allem die Gutsbesitzer im Osten Deutschlands besaßen für Schlitten- und Kutschfahrten pelzgefütterte Mäntel aus kräftigem Stoff, viel verwendet wurden Fehrückenfutter, Bisamfelle, billige Nerze und Marder, Nutrias und leichte Lammfelle. Vor allem in Breslau bestanden Spezialfirmen, die den überwiegenden Teil dieser Pelze herstellten. Füße und Beine der Passagiere wurden durch hohe, pelzgefütterte Fußsäcke warmgehalten, die es bis in über Kniehöhe gab, hauptsächlich mit Schaffell gefüttert, in den besseren Ausführungen mit australischem Opossum, Wallaby oder Wolfsfell. Außen bestanden sie aus Leder, Samt oder Ripsstoff. Auch die Reisedecken wurden gern mit Pelz unterfüttert, je nach Vermögen mit Schaffellen, Landfüchsen, Wölfen, Luchsen oder Skunks.
Da die ersten Motorfahrzeuge noch unbeheizt und offen waren, benötigte der Fahrer oder die damals noch seltene Fahrerin jetzt ebenfalls ein besonders gut wärmendes Kleidungsstück, den Automobilistenmantel. Unter der Bezeichnung wurde allerdings ein mit dem Haar nach außen zu tragender Pelz verstanden, meist langhaarig mit recht martialischem Aussehen. Die Automäntel der Damen dagegen waren aus Stoff, pelzgefüttert und besetzt. Auch die Deutsche Reichsbahn erteilte große Aufträge für ihr Fahrpersonal, da die Personenzüge noch nicht beheizt waren.
Einen Anhaltspunkt für die vor Ausbruch des Ersten Weltkriegs getragenen Pelz gibt die Preisliste „Winter 1913/1914“ des großen und traditionsreichen Pelzhandelsunternehmens Heinrich Lomer auf dem Leipziger Brühl. Gleichzeitig vermittelt die Liste einen Eindruck von der Vielfalt und Abstufung der verschiedenen Fellqualitäten.
Die Farbbezeichnung „blau“ meint fachsprachlich ein besonders dunkles, dabei meist etwas blaustichiges Winterfell. Die gegensätzlich Bezeichnung ist „rot“, für die weniger geschätzten helleren Sommerfelle. „Rauche“ Felle sind besonders dichthaarig. „Schwarten“ sind geringwertige nicht ausgewachsene oder im Sommer angefallene Felle. An vorgefertigten Pelzfuttertafeln bot er den Kürschnern an:
Fehrücken-Futter, in 14 Qualitäts-, Sorten- und Preisabstufungen, von 30 (geringere) bis 225 Mark (extra dunkelblaue)
Fehkopf-Futter, von 30 (naturelle, hellere und rötliche) bis 130 Mark (naturelle, extradunkle und dunkle)
Fehwammen-Futter (Weissenfelser Arbeit), von 8 (rote und geringere) bis 55 Mark (extra dunkelblaue feine)
Bisamrücken-Futter, von 45 (geringere) bis 135 Mark (extradunkle prima rauche)
Bisamkopffutter, von 35 bis 45 Mark
Braune oder schwarze Bisamwammenfutter, von 28 bis 100 Mark
Gefärbte und elektrisch enthaarte Sealbisamfellstreifen (Länge 100 cm, Breite 35 cm), von 25 bis 45 Mark; Sealbisamwammenstreifen 20 bis 35 Mark
Civetkatzen-Futter, von 135 (geringere) bis 270 Mark (beste rauche feine)
Hamster-Futter, Tafeln (gute) 15 bis 21 Mark; Rotunden 8 (geringere) bis 13 Mark (gute)
Landiltis-Futter, von 175 (geringere) bis 475 Mark (gute rauche dunkle)
Kolinsky-Futter, von 100 (flachere große oder kleinere gute) bis 175 Mark (naturelle feine rauche große); zobelartiggefärbt von 80 bis 125 Mark
Nerz-Futter, von 125 (Schwartenfutter) bis 1700 Mark (extradunkle hochfeine)
Nutria-Futter, 110 (geringere) bis 260 Mark (feine rauche); Sealnutriafutter 150 bis 200 Mark
Australische Opossumrücken-Futter, 125 (hellere oder rötliche) bis 260 Mark (dunkle feine blaue)
Australische Opossumseiten-Futter, 15 bis 28 Mark (verschiedene Qualitäten)
Gefärbte Astrachan-Futter, von 30 (geringere) bis 250 Mark (feingemusterte)
Zobelseiten-Futter, von 100 bis 450 Mark
Zobelklauen-Futter, von 150 bis 450 Mark
Zobelkehlen-Futter, von 70 bis 160 Mark.

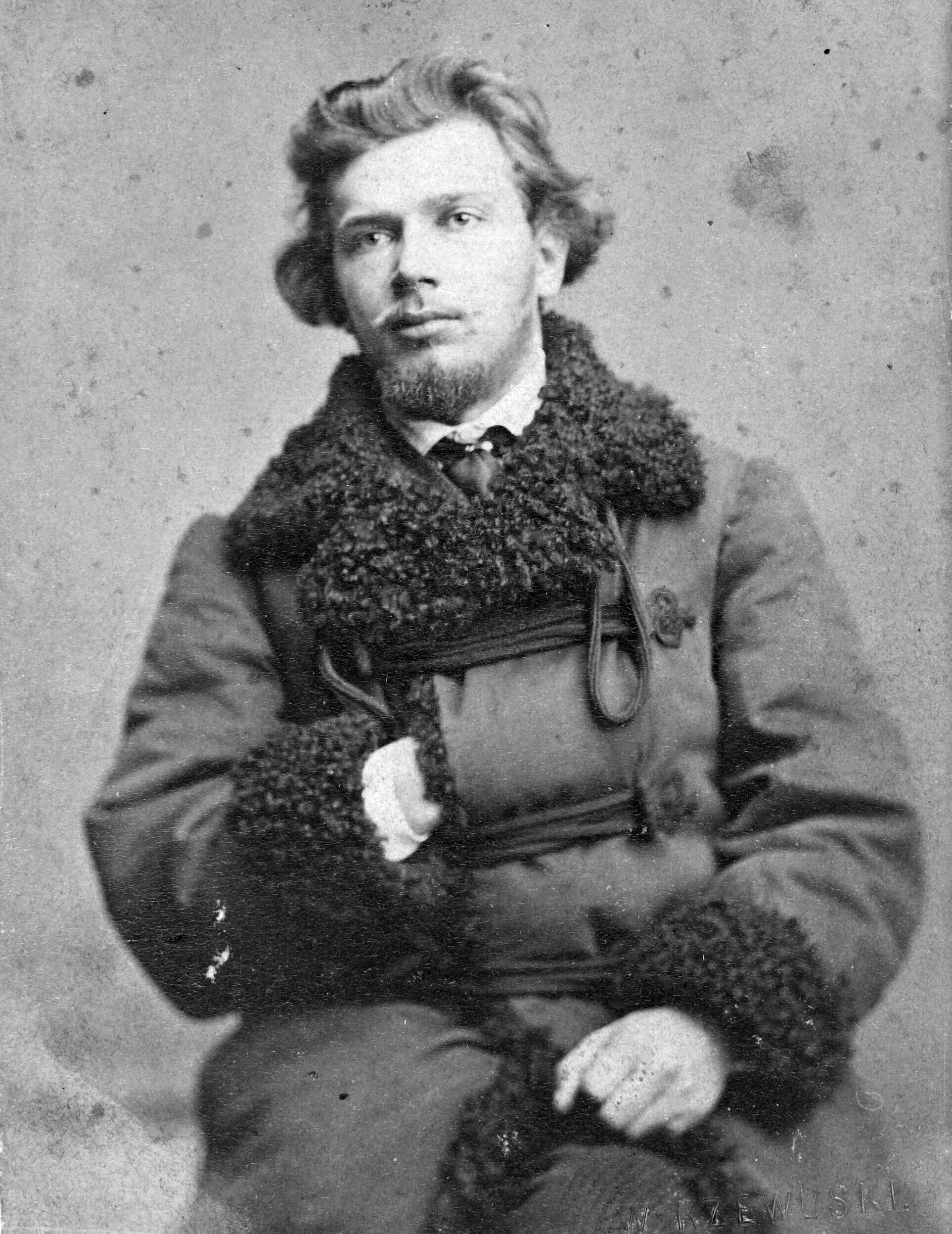
Władysław Daniłowski, Mantel mit Halbpersianer (1863)
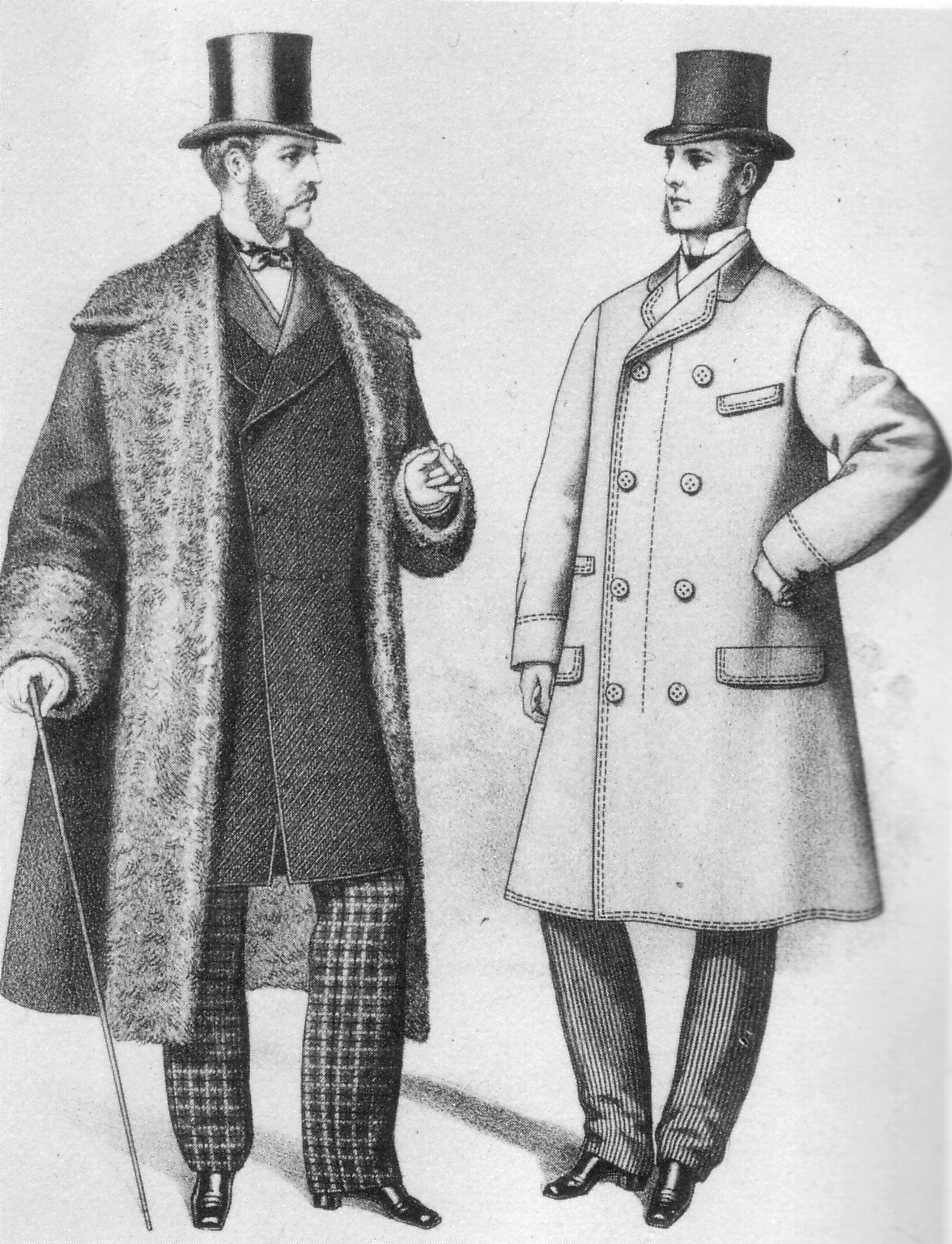
Links Gehpelz (1872)
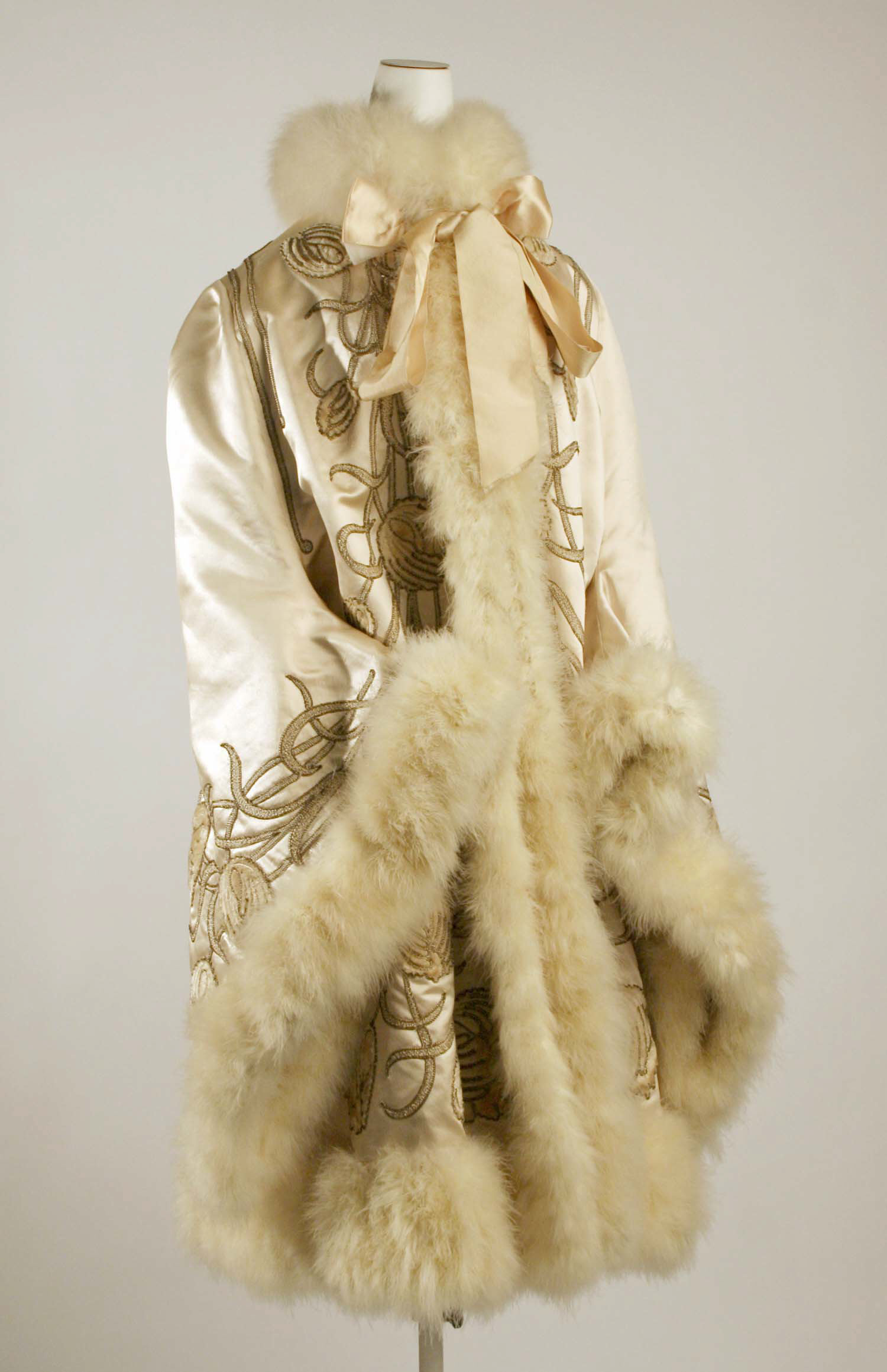
Cape mit Futter aus Vogelfell (ca. 1882, Metropolitan Museum of Art)
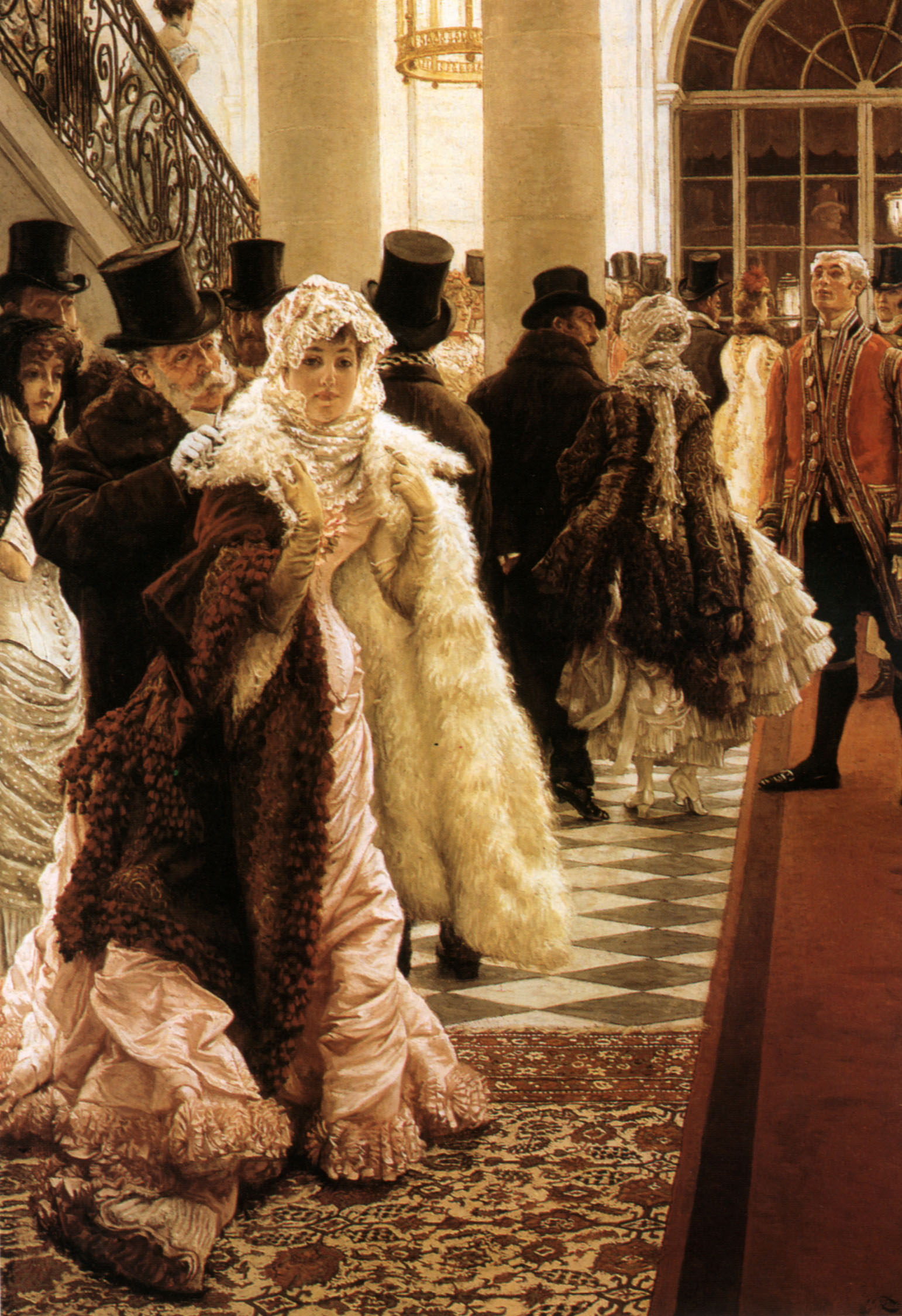
Abendliches Cape mit Lammfellfutter (ca. 1884)
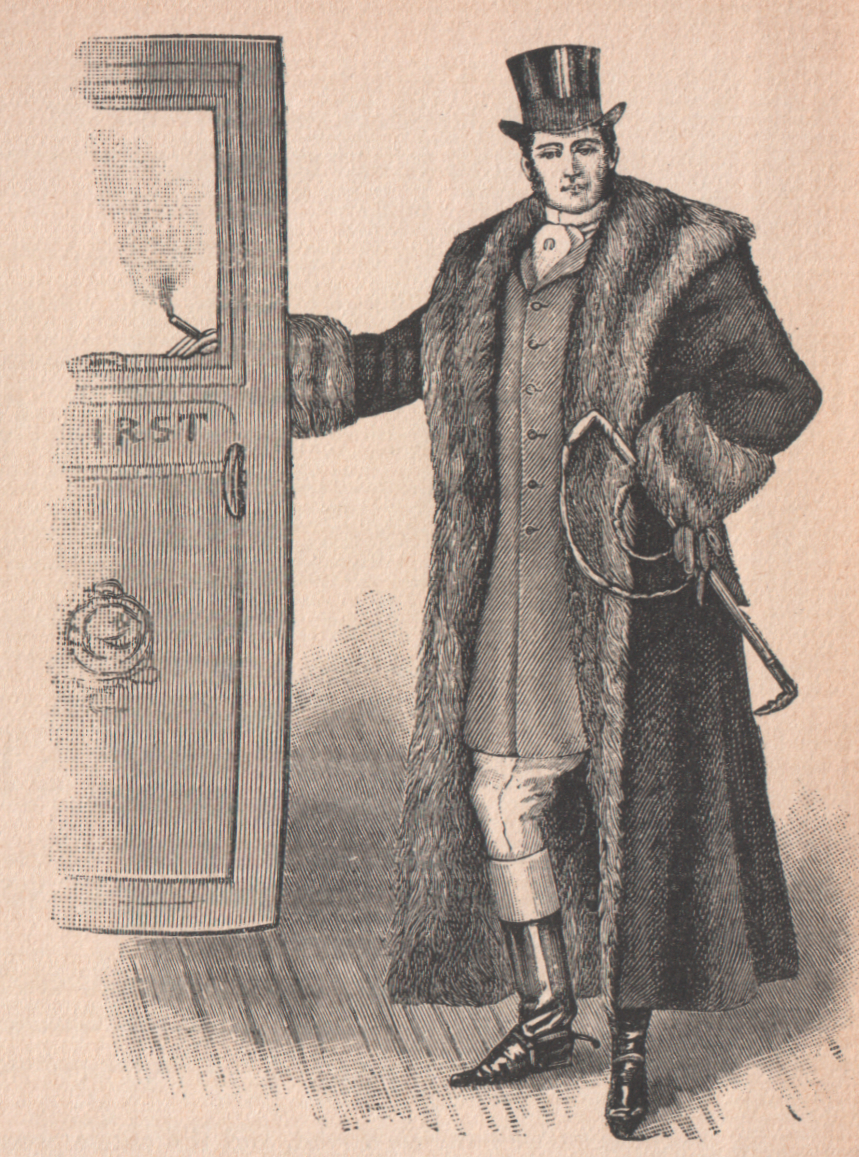
Kutschen-Herrenmantel (1895)
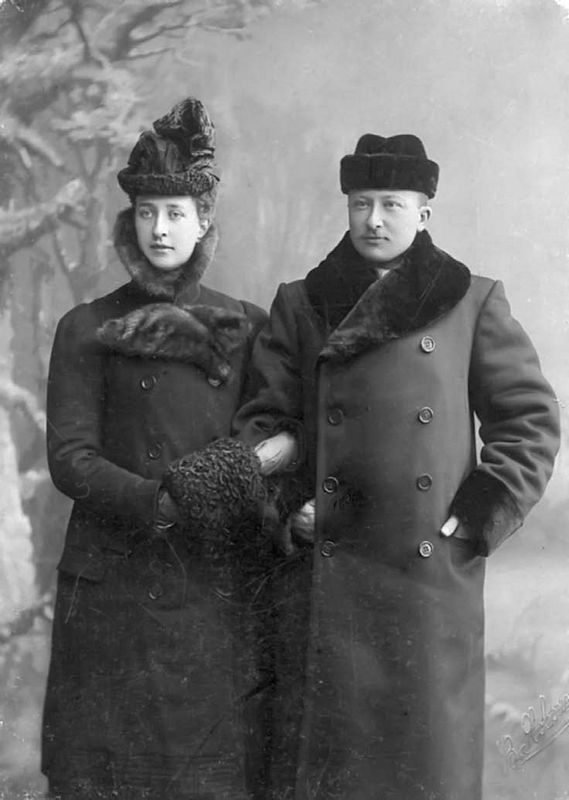
Herren- und Damenmantel (1901)

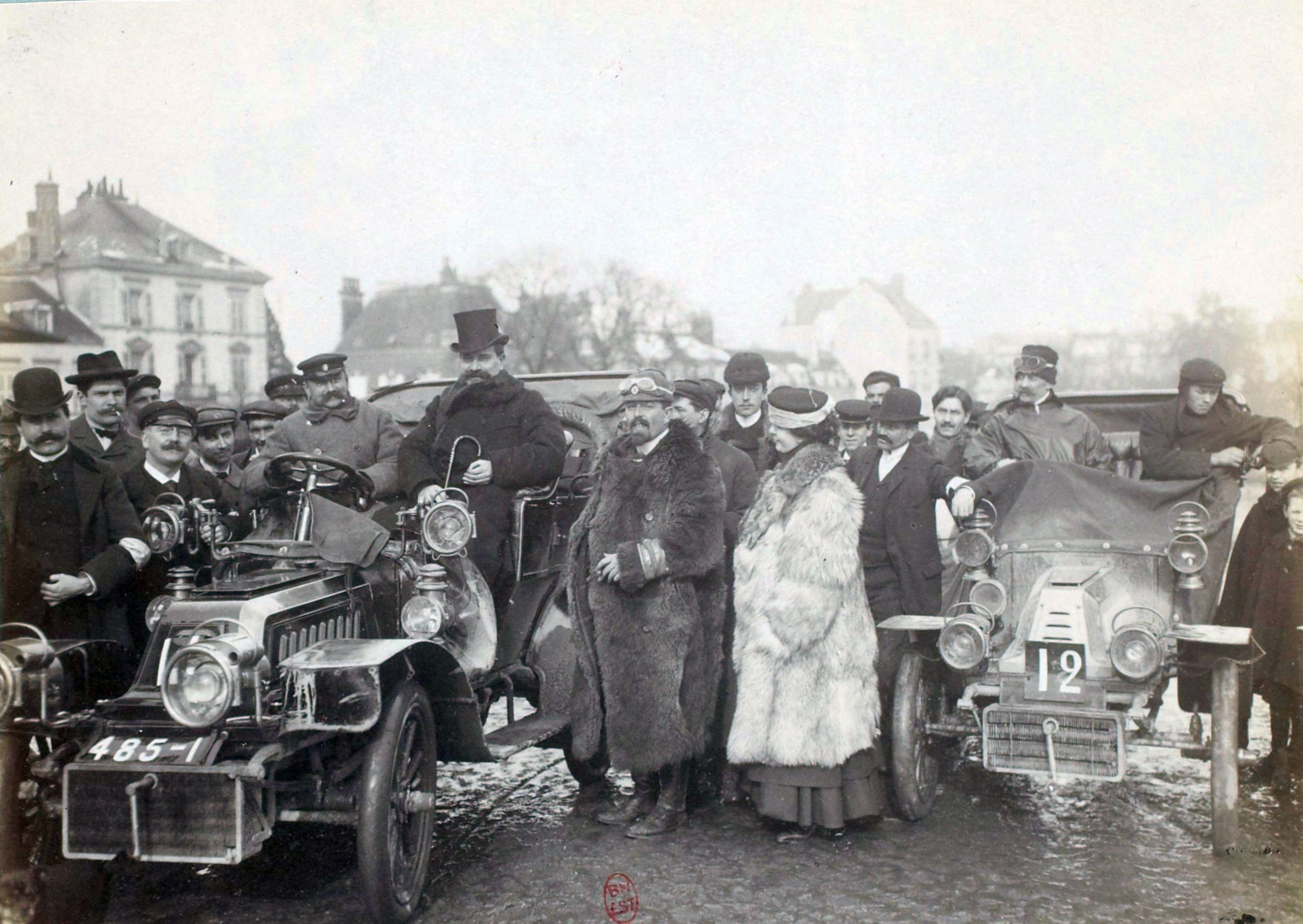
Erste Automobilisten-Pelze, meist mit Fell außen (1905)
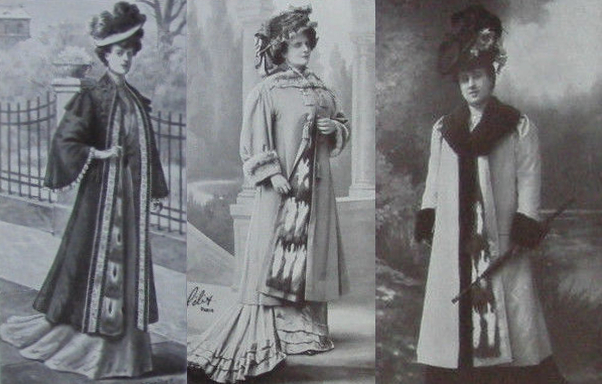
Unterschiedliche Damen-Fehwammen- oder Steinmarderwammen-Futter (Anfang 20. Jh.)
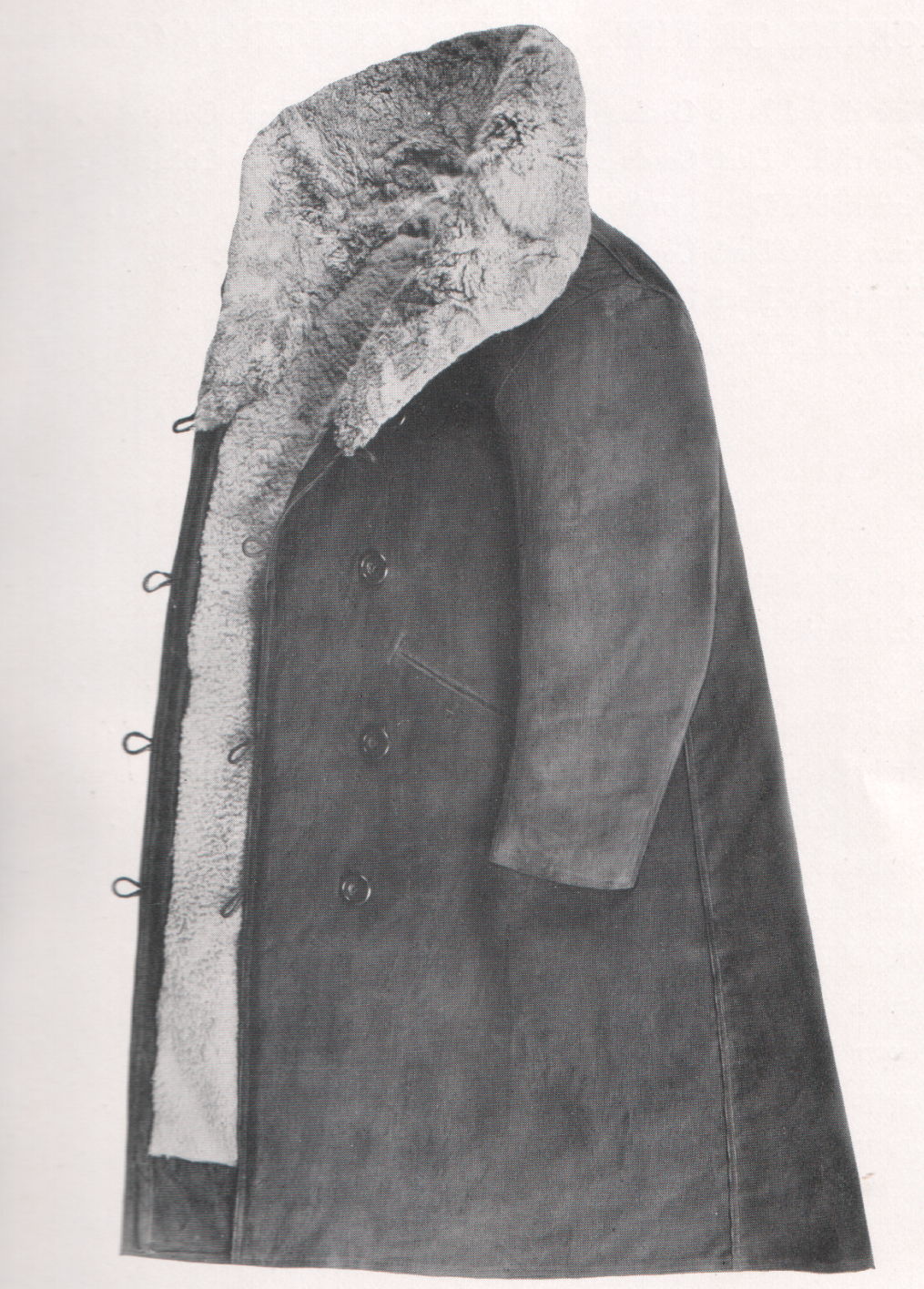
Kordsamt-Herren-Ulster mit Lammfellfutter und Wombatkragen (1910)
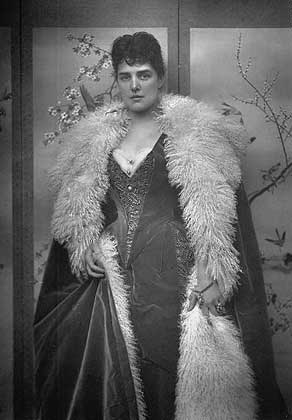
Jennie Churchill mit Tibetlamm-Futter (vor 1914)
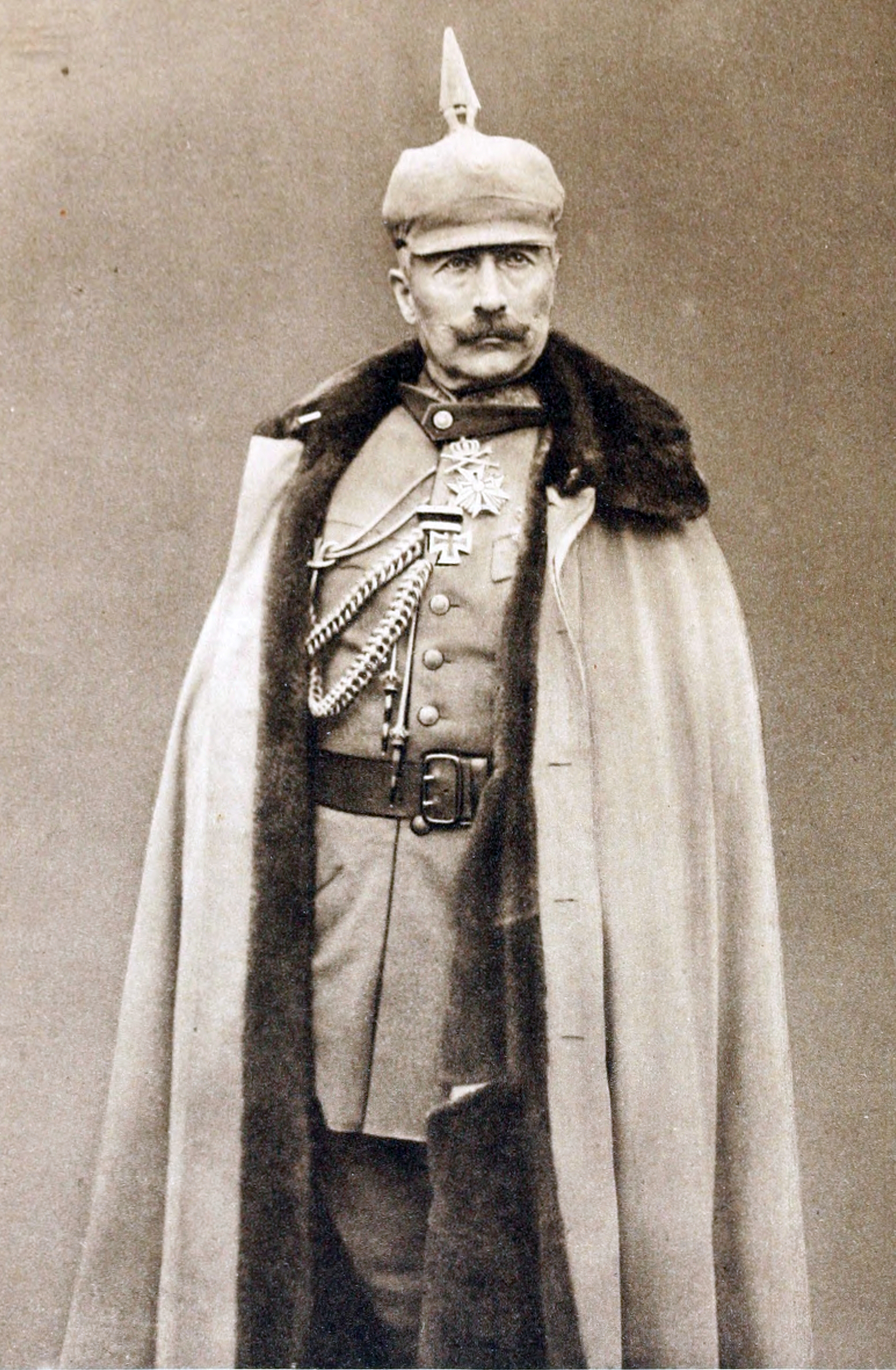
Kaiser Wilhelm II. mit nutriagefüttertem Cape (1914)

#### Pelzfutter-Herstellung und Vertrieb am Beispiel Frankenberg in Sachsen, 1895
Während um die Wende zum 20. Jahrhundert der Außenpelz anfing die Pelzmode zu dominieren, verstand im Jahr 1895 der Autor einer detaillierten Beschreibung der Kürschnerei in der sächsischen Stadt Frankenberg, damals etwa 12.000 Einwohner, unter einem Pelz ganz selbstverständlich noch ein pelzgefüttertes Bekleidungsstück: „Pelze bedürfen außer dem Fellwerk eines Überzuges, in den das Futter und auf den der Besatz geheftet wird.“
Die Kalkulation der Kürschner für einen Herrenpelz sah dort etwa folgendermaßen aus (an Damenpelzen wurde meist etwas mehr verdient):
| 14 bis 15 Schaffelle für das Futter à 1,50 Mark                                              | 22,50 Mark |
| 2 große oder 4 kleine Schaffelle für die Ärmel                                               | 5,00 Mark  |
| 7 Bisamfelle für Kragen, Klappen und Aufschläge à 2,50 Mark                                  | 17,50 Mark |
| 2 ¾ Meter Tuch für den Überzug à 7 Mark                                                      | 19,25 Mark |
| Schneiderlohn für die Anfertigung des Überzugs                                               | 7,00 Mark  |
| = Direkte Selbstkosten, ohne Kürschnerlohn und ohne kalkulatorische und sonstige Nebenkosten | 71,25 Mark |

Der Pelz wurde im günstigsten Fall für 90 Mark verkauft.

Die Arbeitszeit, die der Kürschner zur Herstellung benötigte, betrug zwei Tage.
Jedoch waren in Frankenberg mit seinen damals fünf Kürschnereien die Aufträge für Pelzfutter in den zurückliegenden dreißig Jahren dramatisch zurückgegangen, „die Kürschnerwerkstatt war verödet“. Während der pelzgefütterte Mantel bis dahin für viele Bürger eine Notwendigkeit darstellte, war inzwischen der Personenverkehr der Postwagen und Fuhrwerke fast ganz von der Eisenbahn verdrängt worden, in der man besser geschützt reiste. Die im Jahr 1869 fertig gestellte Eisenbahnverbindung nach Chemnitz ermöglichte den Frankenbergern zudem den Einkauf in einer wesentlich größeren Stadt mit besser ausgestatteten Pelzbetrieben, selbst aus Leipzig und Dresden warb man um die hiesige Kundschaft. Die Kirchen und andere öffentliche Einrichtungen waren inzwischen mit Heizungsanlagen versehen worden. Die früher überwiegend schweren und mittleren und damit größeren und preiswerteren Schaffellqualitäten wurden daher nicht mehr nachgefragt. Nur bei einem kleinen Teil der Damen- und Herrenpelze gelangten noch leichte Lammfelle zur Verarbeitung, bei Damenmänteln auch Fehwammen-, Fehrücken- und Bisamwammen- und Hamsterfutter. Ein weiterer Wegfall an Einkommen bestand darin, dass die Kürschner diese kleinfelligen Futter, bis auf die selten verlangten Bisamwammenfutter, nicht mehr aus einzelnen Fellen herstellten, sondern aus vorfabrizierten Futtertafeln, die hauptsächlich von Frauen in schlecht bezahlter Handarbeit in Fabriken oder Heimarbeit zusammengenäht waren. Da der Verdienst aus der Kürschnerei nicht ausreichte, waren die Frankenberger Kürschner seit jeher, wie auch in anderen Orten vergleichbarer Größe, gleichzeitig auch Mützenmacher und betrieben den An- und Verkauf von einheimischen Rohfellen. Auch richteten sie die einheimischen Felle großteils noch selbst zu (gerben).
Die Verödung der Kürschnerei hing zudem mit einem Modewechsel zusammen, die beim Pelzbesatz, beim Überzug und auch bei den Kleinpelzen, den sogenannten Galanteriewaren stattgefunden hatte. Herrenpelze wurden herkömmlich um den Hals, über der Brust und um den vorderen Rand der Ärmel mit Fell verbrämt, sie hatten Kragen, Taschenklappen und Aufschläge aus Fell. Bei Frauenpelzen verlief der Besatz um den gesamten oberen und vorderen Rand sowie um die Enden der Ärmel. Noch in den 1860er und 1870er Jahren wurde fast kein Wintermantel ohne Besatz gemacht. Bei den Frauenjacken war er gewöhnlich schmal, bei halblangen und langen Mänteln erreichte er manchmal fast die Breite einer Bisamfelllänge. Seit Ende der 1980er Jahre wurde ein kleiner Teil der Herrenpelze als „Pelzrock“ ganz ohne Besatz gearbeitet. Der halblange und lange Frauenpelz verlängerte sich gegen Ende der 1870er und Anfang der 1880er Jahre zum „Taillen- und Radmantel“. Beim Letzteren entfiel der Besatz sofort, beim Ersteren nach und nach. 1895 wurden nur noch wenige Taillenmäntel besetzt, die Jacken hatten dagegen den Besatz behalten. Die Nachfrage nach den „herabwallenden Überkleidern“ war nicht unbedeutend gestiegen, die nach den Jacken jedoch außerordentlich gesunken. Es wurde zu der Zeit weniger als der vierte Teil der Jacken produziert, „eine Entwicklung die der Kürschner nicht müde wird zu beklagen und die ihm eine Fülle von Arbeit und Verdienst geraubt hat“. Auch kam mit den taillierten Mänteln erstmals fertige Konfektion in den Handel, anfangs nur pelzverbrämt, normalerweise mit russischem, billigem, wenig haltbarem aber „in die Augen stechendem“ schwarzen Hasenfell, später auch gefüttert, am liebsten mit billigem Feh. Aufgrund des niedrigen Preises wurden diese Fertigwaren gut gekauft, zwar noch nicht in Frankental selbst, wo es noch keine Konfektionshäuser gab, aber in Chemnitz.
Während die Besätze weniger nachgefragt wurden, nahm die Vielfalt der dafür verwendeten Fellarten zu. In den 1860er Jahren gebrauchte man für den Herrenpelzbesatz Bisam, Biber, Bochara [Buchara?, nach heutigem Verständnis identisch mit russischem Persianer], Astrachan, Persianer („drei feine Schaffellsorten“) und Virginischer Otter, in den 1870er Jahren kamen Nerzfell und Iltisfell hinzu. Frauenmäntel waren zu dieser Zeit überwiegend mit Kaninfell gefüttert, die besseren und die halblangen Jacken mit Bisam. Während Kanin mit der Abnahme der Jackenproduktion zugunsten naturfarbenem und gefärbtem Bisam verschwand, kamen in den 1870er Jahren auch beim Frauenpelz Nerz und Iltis dazu, später Skunks und das schwarzgefärbte, samtig geschorene „Sealbisam“. Zusammen mit Sealbisam kehrte auch das Kaninfell als schwarzgefärbtes, geschorenes „Sealkanin“ wieder zurück. Durch die Mannigfaltigkeit der Pelzarten konnten die Kürschner jeweils nur noch kleinere Fellmengen zu deshalb ungünstigeren Konditionen einkaufen. Für die Pelzstiefel hatte der Kürschner bisher die Lammfellfutter geliefert. Filzstiefel waren jedoch so sehr in Mode gekommen, dass sie überhaupt nicht mehr nachgefragt wurden.
Auch die Mode des Überzugs hatte sich in Form und Stoffart gewandelt. Bis weit in die 1870er Jahre wurden Damen- und Herrenmäntel nicht auf Taille gearbeitet, sie waren „Sackpelze“. Die schon immer von den Schneidern hergestellten Herrenpelzbezüge bekamen „ein wenig Schnitt“, der Taillenmantel der Damen arbeitete die Körperform völlig, das „Rad“ teilweise nach. Mit dem komplizierter werden des Schnittmusters verlagerte sich auch die Herstellung der Frauenhüllen auf den Damenschneider. Den Kürschnern verblieb noch die Fertigung der aus der Mode kommenden Jackenüberzüge, selbst die zu der Zeit gerade aktuell werdenden Jackettüberzüge konnte er nicht selbst herstellen. Da die sackartigen Pelze einer Größe mehr Kunden passten als die neuen körpernahen Formen, konnten die Kürschner in den Sommermonaten wegen des höheren Verkaufsrisikos auch kaum noch fertige Hüllen oder Pelze vorfabrizieren.

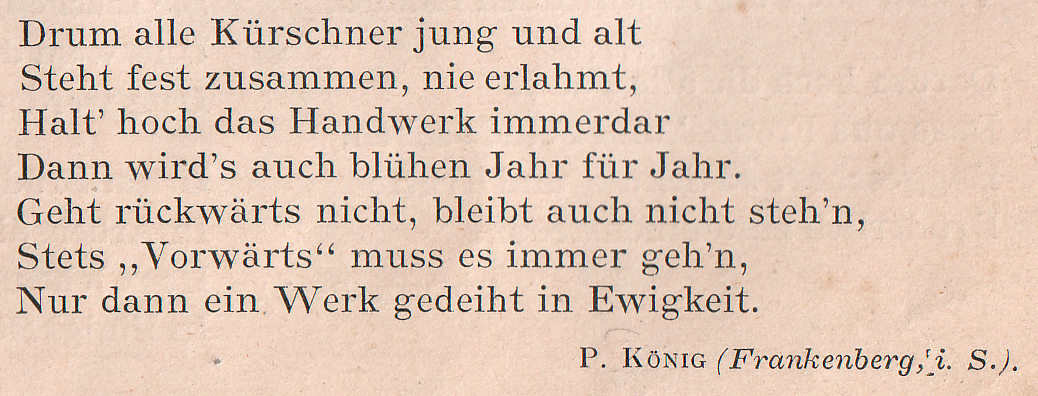
Letzte Strophe eines Liedes, gereimt von einem Frankenberger Kürschner (1902):
Drum alle Kürschner jung und alt
Steht fest zusammen, nie erlahmt,
Halt' hoch das Handwerk immerdar
Dann wird’s auch blühen Jahr für Jahr.
Geht rückwärts nicht, bleibt auch nicht steh’n,
Stets „Vorwärts“ muss es immer geh’n,
Nur dann ein Werk gedeiht in Ewigkeit.

Der Überzug für Herren bestand früher aus dunkelgrünem, später dunkelblauem Tuch. Dies hatte keine Auswirkung für den Kürschner, der weiterhin den Stoff in ganzen oder halben Ballen von den Fabriken bezog. Für die Frauenpelze wurde anfangs überwiegend schwarzes Tuch, später teilweise Samt und „außerordentlich viel Plüsch“ verarbeitet. In der Mitte der 1880er Jahre wurden für die Damen, besonders für auf Taille gearbeitete Pelze, Konfektionsstoffe Mode. Die Vielfalt und der jähe Wechsel der Stoffmuster machte es für die Kürschner zu riskant, diese Stoffe am Lager zu halten. Das führte zum Entstehen eines Zwischenhandels, der diese Materialien am Lager hielt – was zwangsläufig zu einer weiteren Minderung des Verdienstes beim Kürschner führen musste.
Zugenommen hatten jedoch die vorher seltenen Reparaturarbeiten, die bis dahin häufig von den Schneidern ausgeführt worden waren. Auch waren in den 1860er bis 1870er Jahren besonders viele Pelze gekauft worden. In dieser Zeit hatten die Kürschner sommers wie winters zu tun, teils wurde unter Mithilfe der Ehefrau und einer weiteren Hilfskraft, im Winter zwei, bis in die Nächte hinein gearbeitet. Zu den Dienstleistungen gehörte das Ersetzen alter Pelzüberzüge durch neue, Umgestaltungen nach der jüngsten Mode, das Ausbessern von durch Mottenfraß entstandenen Schäden und anderes mehr. Neben der Pflege der über den Sommer in Aufbewahrung gegebenen Pelzteile bildeten diese Arbeiten die Hauptbeschäftigung der Kürschner während der warmen Jahreszeit. Jetzt vermochten die Kürschner die Arbeit auch im Winter fast allein zu bewältigen. Das beständige Anwachsen der „Flickarbeit“ konnte die Verluste „nicht im entferntesten“ ersetzen.
Die handwerkliche Arbeit, die einmal den fast ausschließlichen Umsatz der Frankentaler Kürschner dargestellt hatte, war 1895 zum Nebenerwerb verkommen. Auch die Hut und Mützenherstellung fand wegen der Konkurrenz durch die Fabriken kaum noch in der eigenen Werkstatt statt. Der Verdienst an den Kopfbedeckungen war jedoch keineswegs besser, eine Kindermütze kaufte der Kürschner für 25 Pfennig ein, um sie für 30 Pfennig weiter zu verkaufen. Wobei ihm beim raschen Modewandel oft noch Mützen liegen blieben. Trotz aller Beschwernisse wurde das Bestehen des Berufsstandes der Kürschner in Frankenberg jedoch als weiterhin gesichert angesehen.

### Zwischen zwei Weltkriegen, Zweiter Weltkrieg
In den 1920er Jahren wurden auch die ersten Lederjacken und -mäntel mit Pelz ausgefüttert, damals vor allem zur Nutzung als Autofahrerpelz. Ein Jahrzehnt später wurde die Herrenmode eleganter und der Pelz verschwand weitgehend nach innen, anstelle auffälliger Felle wurden eher die kurzhaarigen Sorten verwendet. In den 1930er Jahren war der Umsatz an Pelzfuttern zudem erheblich zurückgegangen und auch die pelzgefütterten Damenmäntel waren vom Pelzmantel fast ganz verdrängt worden. Kürschnerei und Schneiderei vermischten sich zu der Zeit stark, es wurde wieder viel besetzt und verbrämt. Maggy Rouff fütterte Reisemäntel sogar mit Leopardfell aus, wobei der Pelz jedoch in den großen Musketier-Manschetten gut sichtbar blieb, die mit einem sehr kleinen Kragen kontrastierten.

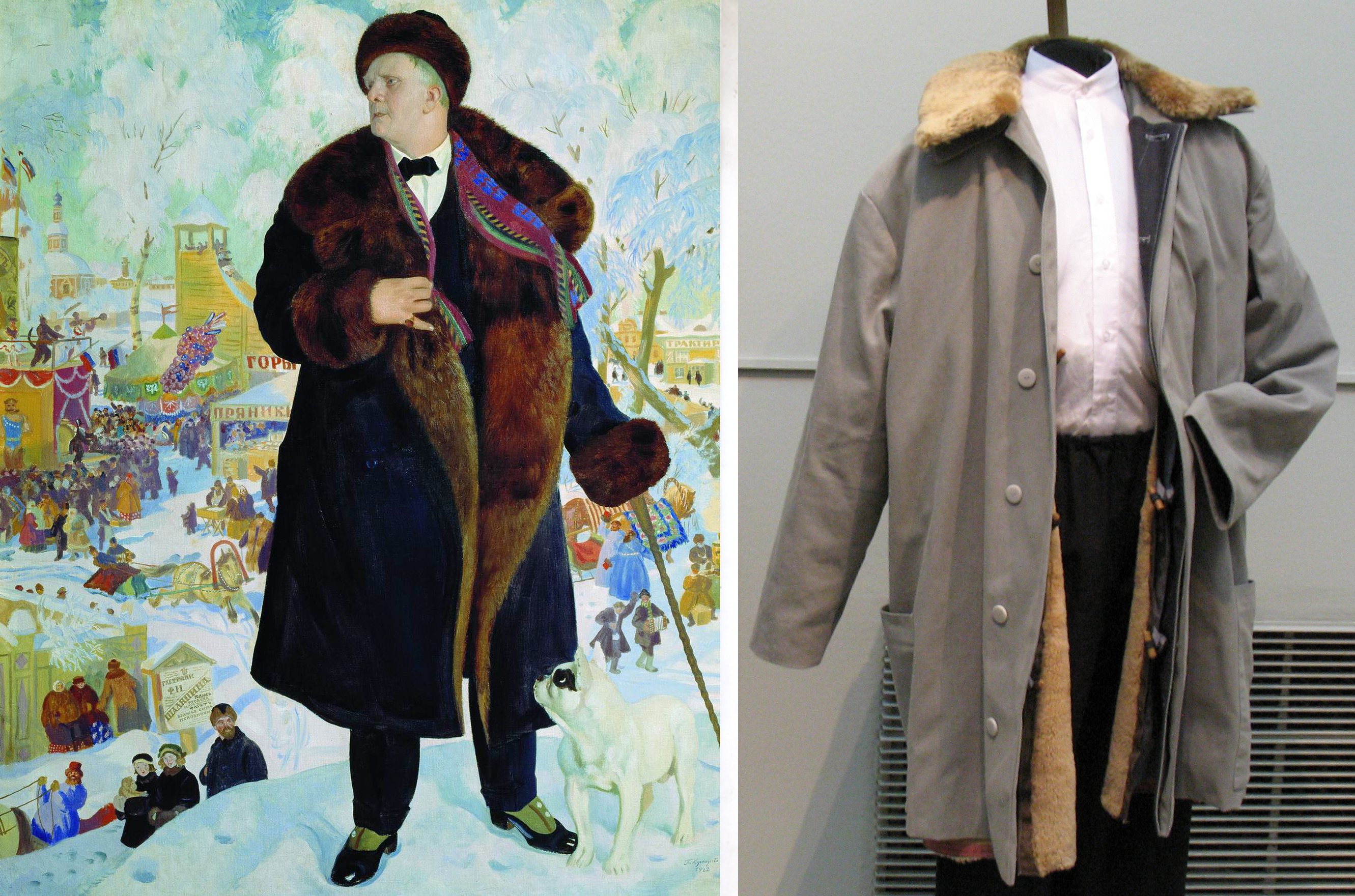
Russland, 1921: Fjodor Iwanowitsch Schaljapin mit Biberfell, rechts ein lammfellgefütterer Staubmantel
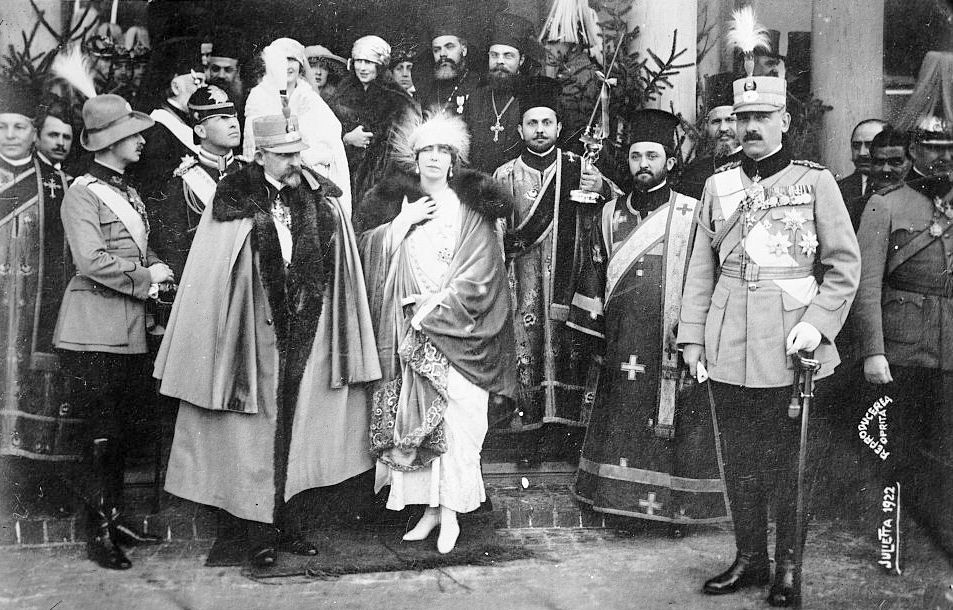
König Ferdinand von Rumänien im pelzgefütterten Cape und Ehefrau Königin Maria (1922)
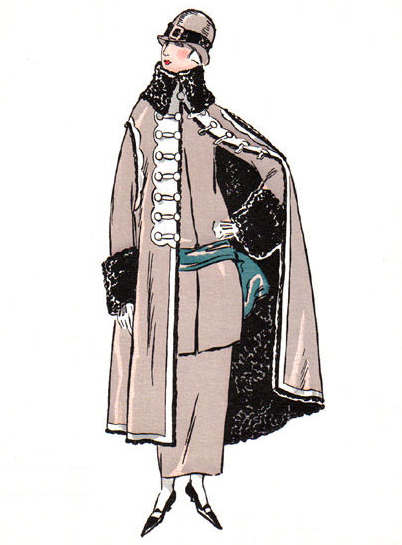
Mantel mit Astrachanfutter (Frankreich, 1922)
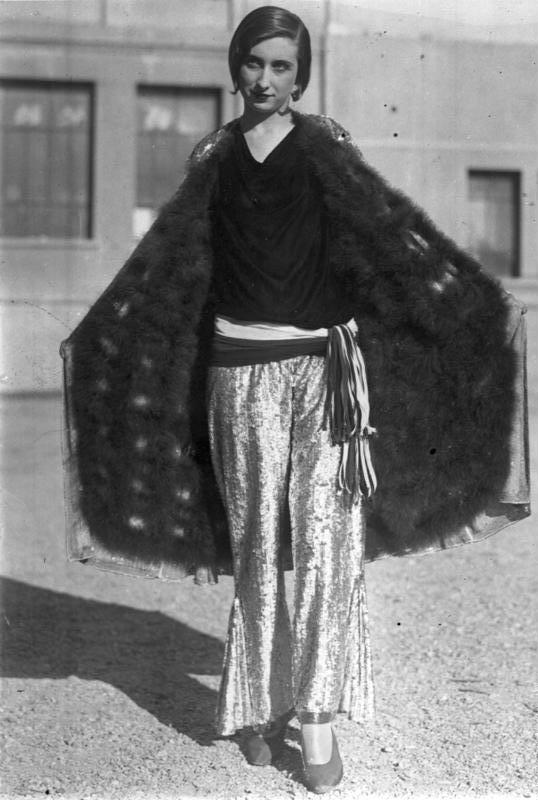
Strandanzug und „Sommerpelz“ (Italien, „Pariser Modell“, 1930)
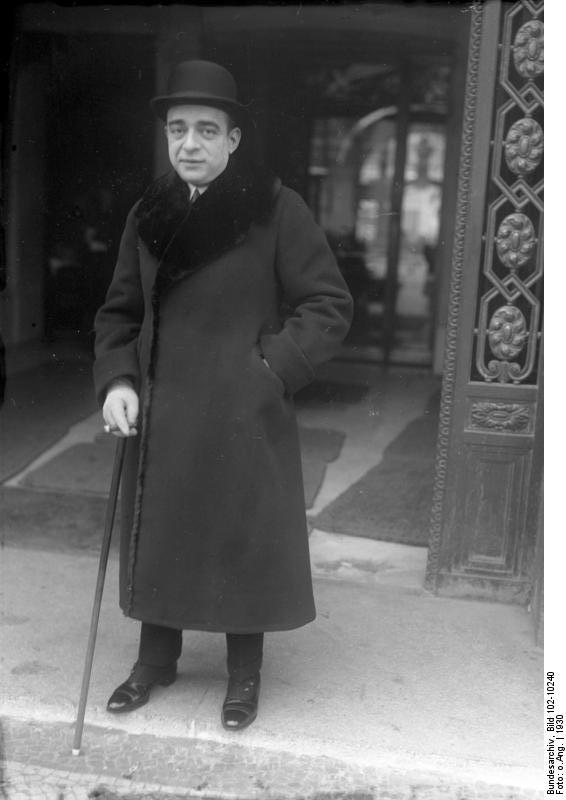
Klassischer pelzgefütterter Herrenmantel (USA, 1930)
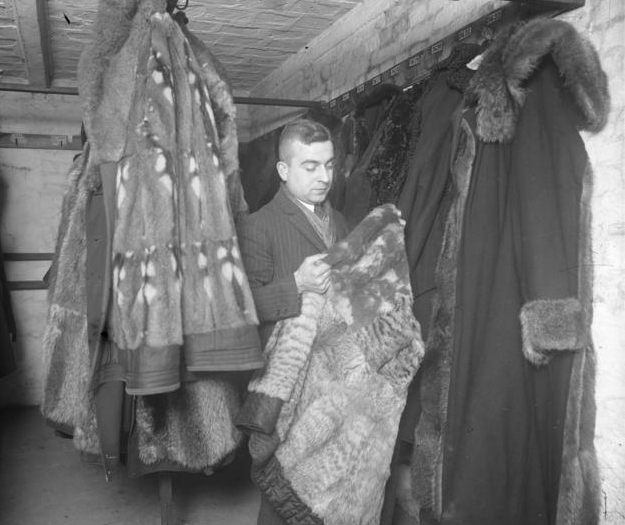
„Die Räume der städt. Pfandkammer in Berlin überfüllt, ein Zeichen unserer Not!“ (1931)

### Nach dem Zweiten Weltkrieg
Im Februar 1947 kreierte Christian Dior New Look eine, während die Kriegszeit verschwundene, nun wieder elegante Modelinie für die Dame. Etwa gleichzeitig begann „das Zeitalter des Nerzpelzes“, nur in Deutschland noch einige Jahrzehnte etwas verdrängt durch den südwestafrikanischen Persianerpelz (Swakara). Die Pelzmode verlagerte sich ganz auf den Außenpelz, Pelzfutter wurden eine Zeitlang nur noch selten gefertigt. In den 1950ern zeigte Dior einen mit Nerz gefütterten Regenmantel.
Erica Pappritz, die umstrittene Anstandsdame der späten deutschen Nachkriegszeit, erteilte 1956 eine besondere Empfehlung: „Grundsätzlich aber sollten wir davon absehen, einen Mantel, der kein Pelzfutter hat, mit Pelzkragen zu tragen. Dagegen ist es beileibe kein Fehler, wenn man einem gutgearbeiteten Stadtmantel sein Pelzfutter und damit seinen Charakter von außen nicht ansieht, weil sein Träger auf einen Kragen verzichtet hat“.
Etwa Mitte der 1990er Jahre wurden von Karl Lagerfeld zwei vom Wert her noch gegensätzlichere Materialien zusammengeführt, Zobel und ein bereits etwas abgetragen aussehender Jeansstoff. Die kurzen Jäckchen wurden schnell auch in Nerz oder mit dem billigeren, weniger provokanten Kaninfell kopiert, teils pelzgefüttert, meist jedoch nur pelzverbrämt. In den 1960er Jahren verbreitete sich die Pelzmode weltweit und erfasste auch die jüngeren Generationen, preiswertere Pelze und steigende Einkommen machten ihn ganz besonders im prosperierenden Deutschland für fast jedermann erschwinglich. In Wien war die Mode, und mit ihr die Pelzmode, beständig etwas opulenter als im offenbar nüchterneren Deutschland.
Eine deutsche Marktstudie im Jahr 1978 hatte als Ergebnis, dass 20 Prozent der befragten 506 Männer ein Bekleidungsstück mit Pelz besaßen (einschließlich Lammfell), 17 Prozent der Befragten hatten eine Jacke oder einen Mantel mit dem Pelz nach innen.
Etwa seit Ende der 1980er Jahre verlor der Pelz in der Mode zunehmend an Bedeutung. Eine Reihe von ungewöhnlich warmen Wintern, begleitet von Antipelzkampagnen, verleidete der mitteleuropäischen Bevölkerung nach und nach den Pelzkauf. Die vorhandenen Pelze ließ man bevorzugt zu Innenfuttern umgestalten. Der Klimaerwärmung entsprechend wurden die Pelzfutter leichter, Samtwiesel und Samtnerz, Fehwamme, Bisam, Nutria und die leichteren Sorten der Pelzstücken sind seitdem bevorzugte Materialien für Innenpelze. Seit Anfang des 21. Jahrhunderts wird wieder vermehrt verbrämt, vor allem an Kapuzen, hauptsächlich mit Fuchs und Waschbär.
Als Oberstoffe für Mäntel werden heute ebenfalls fast ausschließlich leichte Materialien verwendet, wie Microfaser-, Baumwoll- und Seidenstoffe, für Jacken und Westen auch Wollstoffe. In weitaus geringerem Umfang wird auch noch Lederkleidung mit Fell ausgefüttert.

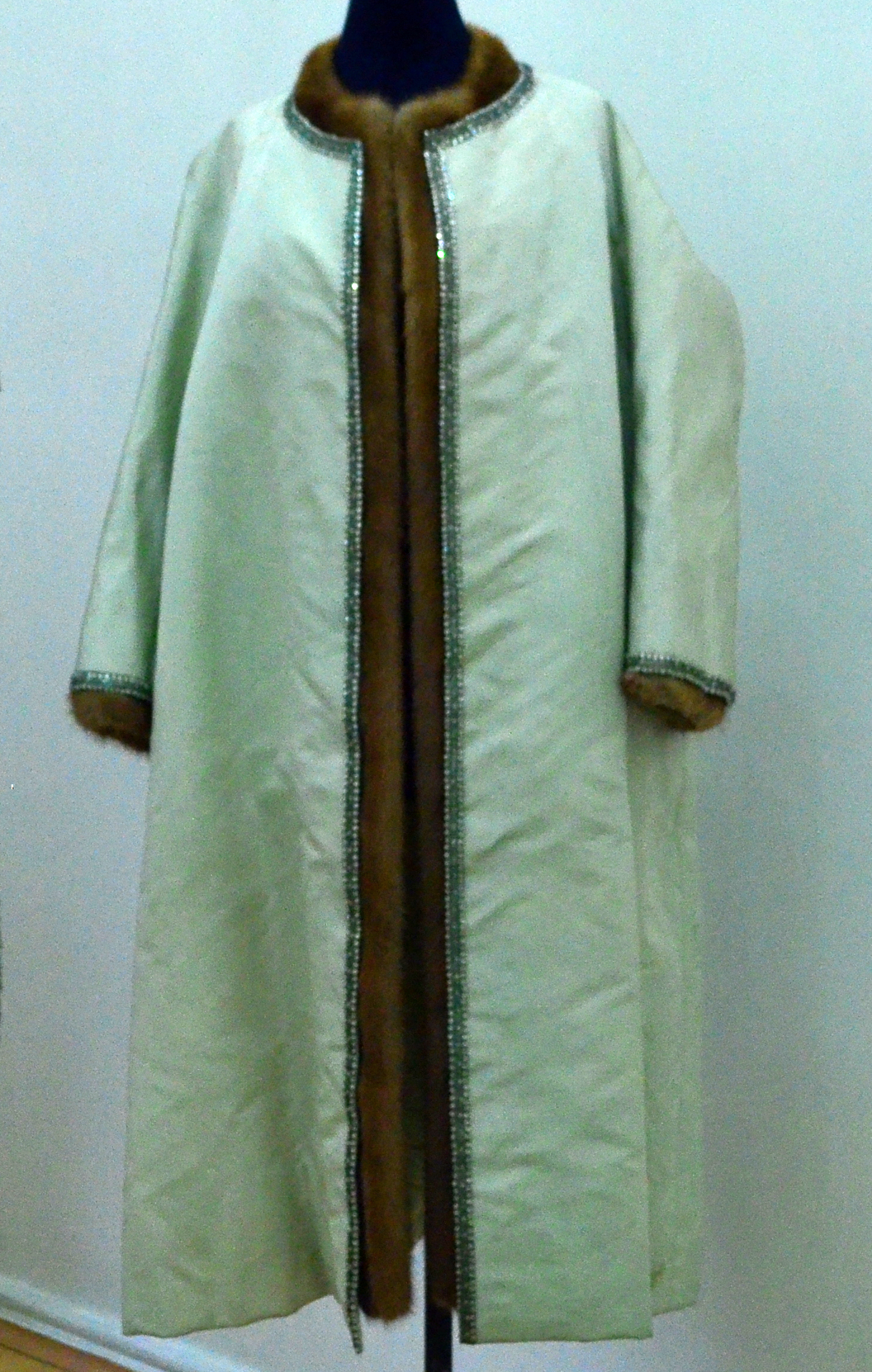
Mantel mit Nerzfutter der Farah Pahlavi (1957)
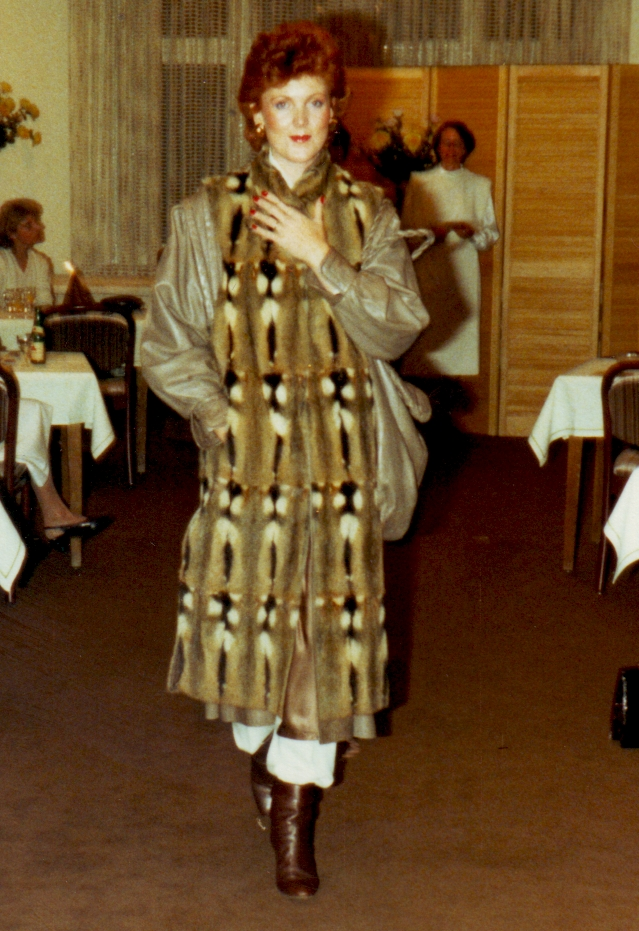
Ledermantel mit Hamsterfutter, gewendet (1983)
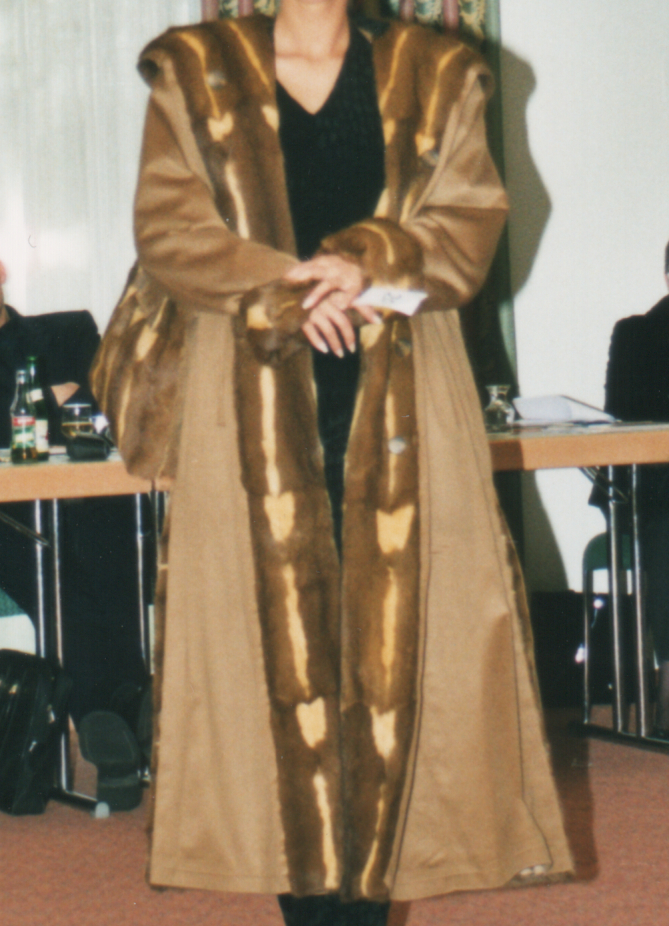
Wendemantel Wolle und Pine-Weasel (1999)
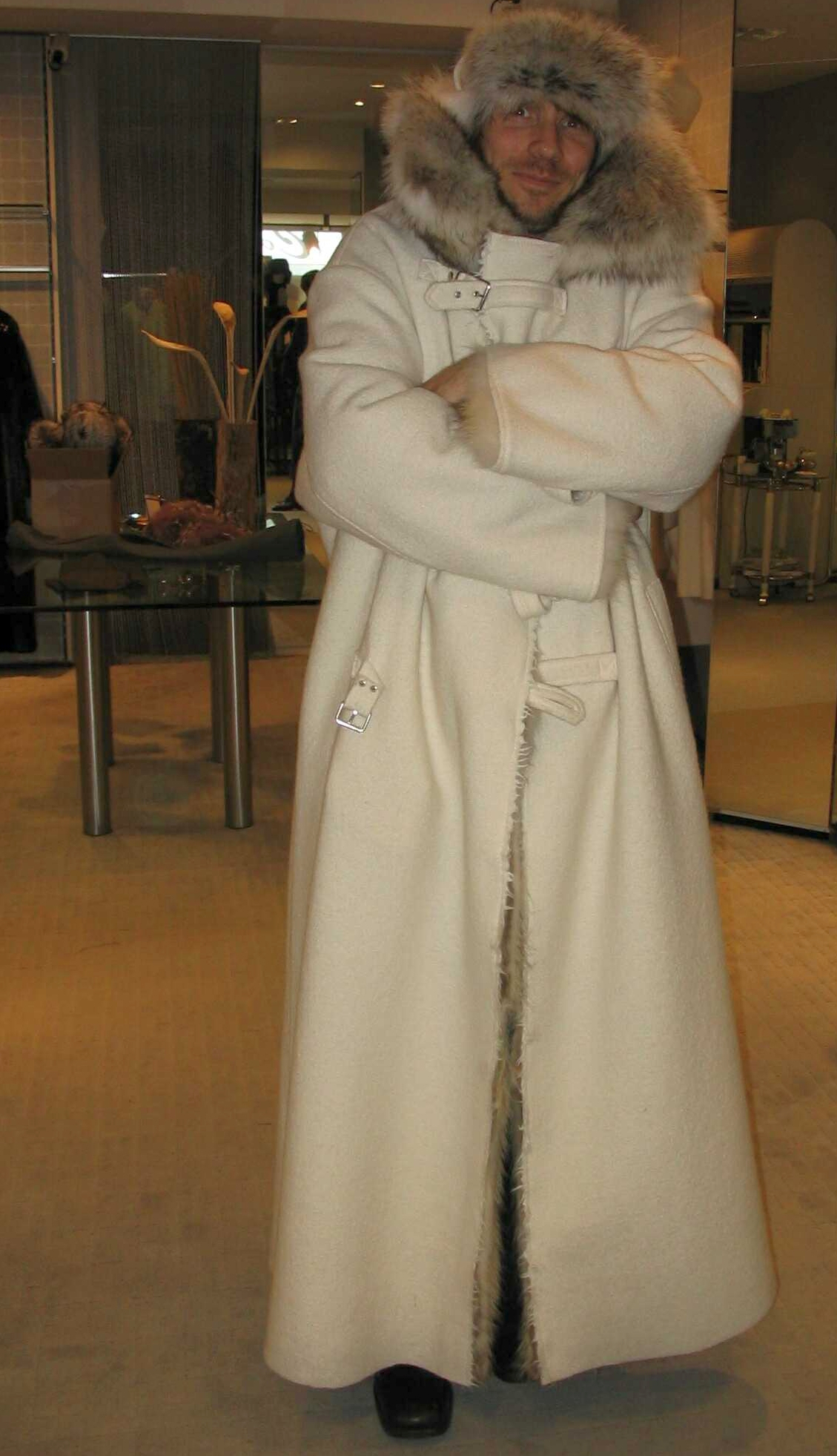
Männermantel mit Waschbärfutter (2005)
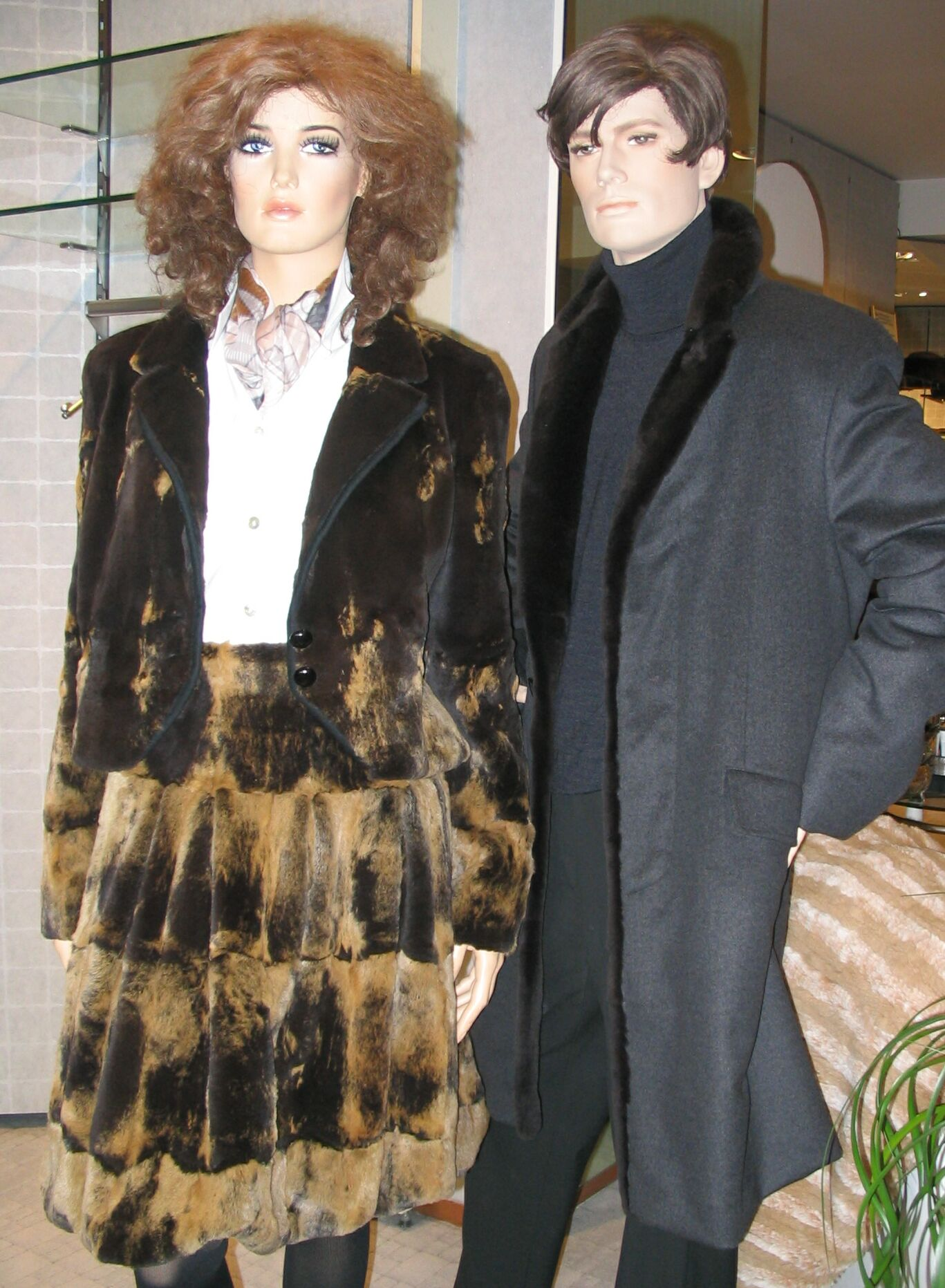
Damen-Samtfeh-Kostüm, Herrenmantel mit Samtnerzfutter (2006)
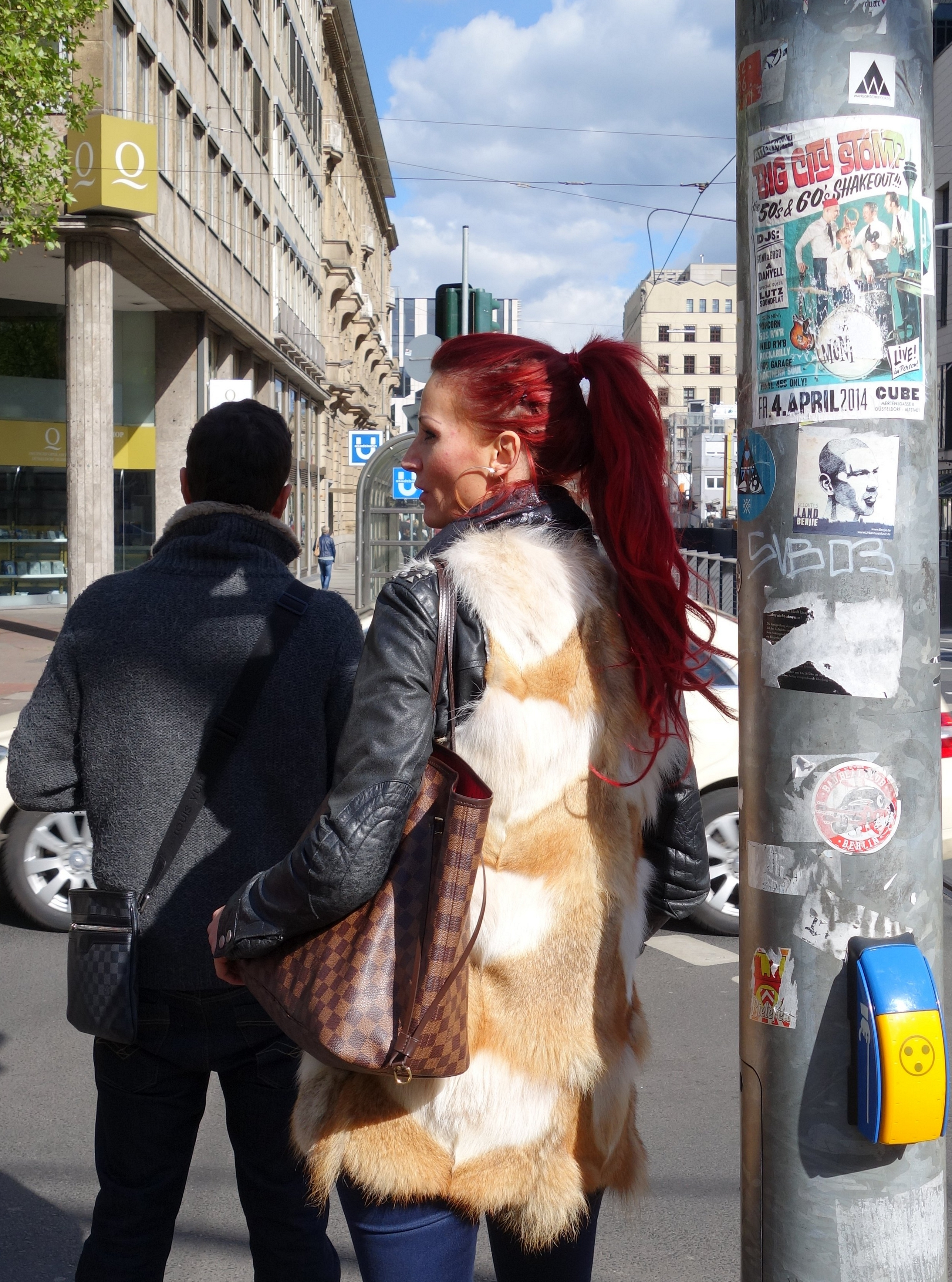
Futter aus Kojotenpfoten, über der Lederjacke getragen (2014)
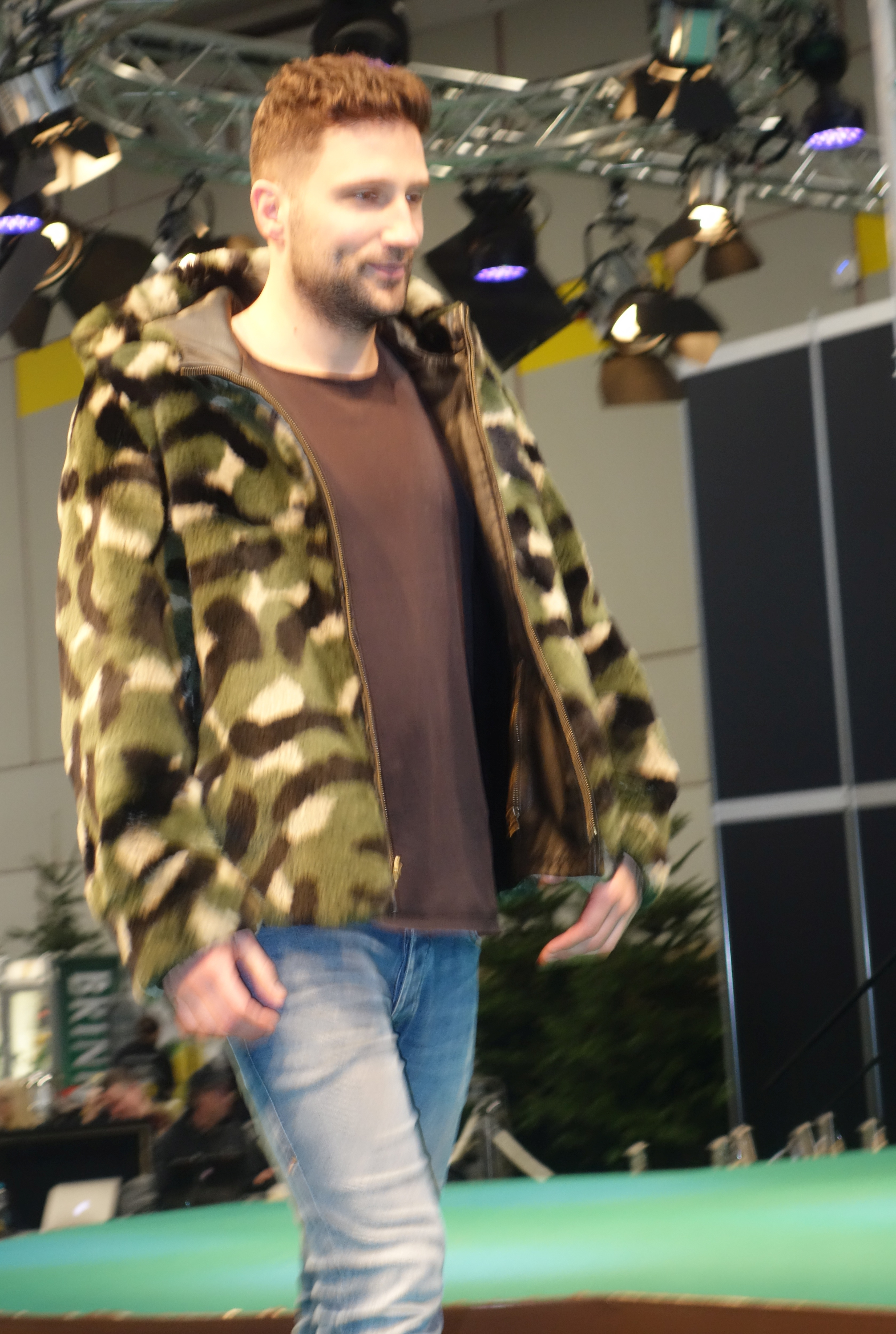
Herrenjacke, camouflage gefärbter, geschorener Rotfuchs, gewendet (2020)

## Pelzfutter in lokaler Tracht und in nichtindustrialisierten Kulturen
Die europäische Landbevölkerung bediente sich für ihre Pelzbekleidung fast ausschließlich regional vorhandener Pelzarten. Sie trug in der Regel Lammpelze, die vor allem in Ungarn, Rumänien und anderen östlichen Ländern auf der Außenseite oft mit Borten, Tressen und sehr kunstvollen Stickereien geschmückt waren. Die Jacken der Bauern, die sie zuhause bei der Arbeit trugen und auch unter dem Mantel nicht auszogen, wie auch die festtägliche, waren mit Pelz gefüttert. Ebenso besaßen die Frauen eine mit Pelz gefütterte Überkleidung, die oft noch reichlicher verbrämt war als die der Männer und häufig zudem Pelzaufschläge und -taschen aufwies. Schwedische, russische oder polnische Bauern bevorzugten den Schafspelz dagegen meist ohne Stoffbezug, mit der Lederseite nach außen. In den meisten europäischen Volkstrachten trugen die Frauen in vielfältiger Form eine kurze Miederjacke, die im Winter mit Pelz gefüttert und verbrämt war. Ihre modische Form entstand im 17. und 18. Jahrhundert.
Im Laufe des 19. Jahrhunderts verschoben sich die Unterschiede zwischen Tracht und modischer Bekleidung zugunsten der Mode, vor allem in den Städten, wobei der Bauernpelz weiterhin in Gebrauch blieb. In den nicht ganz östlichen Gebieten, wie in Polen, überwog bei der Landbevölkerung der mit Pelz gefütterte, halblange oder lange Tuchmantel. Auch im übrigen Mittel- und Westeuropa gab es landschaftliche charakteristische Unterschiede in Schnitt und Farbe sowie in den schmückenden Zutaten, den Aufschlägen, Borten, Tressen.
Bis in das 18. Jahrhundert hinein war die Amtskleidung der bürgerlichen Stände die Schaube, bezeichnenderweise auch Ehrrock genannt, nachdem die talarartigen Gewänder der Beamten verschwunden waren, in der Mode gab es sie schon lange nicht mehr. Sie war gewöhnlich mit einem braunen Pelz ausgeschlagen. Die sächsische Polizeiordnung von 1612 bestimmte, dass nur „Schösser, Bürgermeister und die denen gleich zu rechnen“ Baum- und Steinmarder verwenden dürfen, die übrigen Ratspersonen aber außer zum Besatz der Mützen sich mit Wolf und Fuchs begnügen sollen. Die sächsische Kleiderordnung von 1750 gesteht den Bürgermeistern und Ratspersonen sowie „graduierten Personen und Professoren der Universität“ bereits schwarze Füchse, Zobel und dergleichen zu.
Die 1. Württembergische Polizeiordnung von 1549 fordert unter Strafandrohung: „Die Bauersleut’ auf dem Land sollen keinen andern, denn schlechten Pelz von Lämmern, Geißen und dergleichen schlechte Pelzfutter tragen und unverbrämt machen lassen. Gemeine Bürger (das heißt die Stadtbewohner), Handwerker und Krämer in Städten dürfen keine verbrämten Kleider, auch keine Marder oder dergleichen köstliche Futter tragen, sondern sich an rauhen Pelzfuttern begnügen lassen, desgleichen ihre Frauen und Kinder. Wenn aber ein Handwerksmann in einer Stadt in Gericht und Rat erwählet und zu andern ehrenvollen Ämtern gebraucht wird, mag er Futter aus Fuchs und dergleichen einfacheren Pelze tragen, ihre Frauen Fehn-Futter.“ Den Beamten waren je nach Rang wertvollere Pelzarten gestattet. Nur Adelspersonen wurden noch kostbarere Kleider- und Pelzausstattungen zugestanden.
Im hohen Norden waren Pelzfutter schon immer eine der Grundlagen der bis dorthin vorgedrungenen Menschen, um bei Temperaturen weit unter dem Gefrierpunkt, oft über Monate hinweg, überhaupt überleben zu können. Weite Pelzkleidung, gegebenenfalls mit dem Haar nach innen und mit einer zweiten Schicht mit dem Haar nach außen, sorgten für die Speicherung der Körperwärme. Besonders schön geschmückt sind die Parkas der Inuit, mit der Besonderheit des Amauti mit seinem aufgeweiteten Rücken, der in eine Kapuze übergeht, in dem die Eskimofrau ihr Kleinkind mit sich führt.

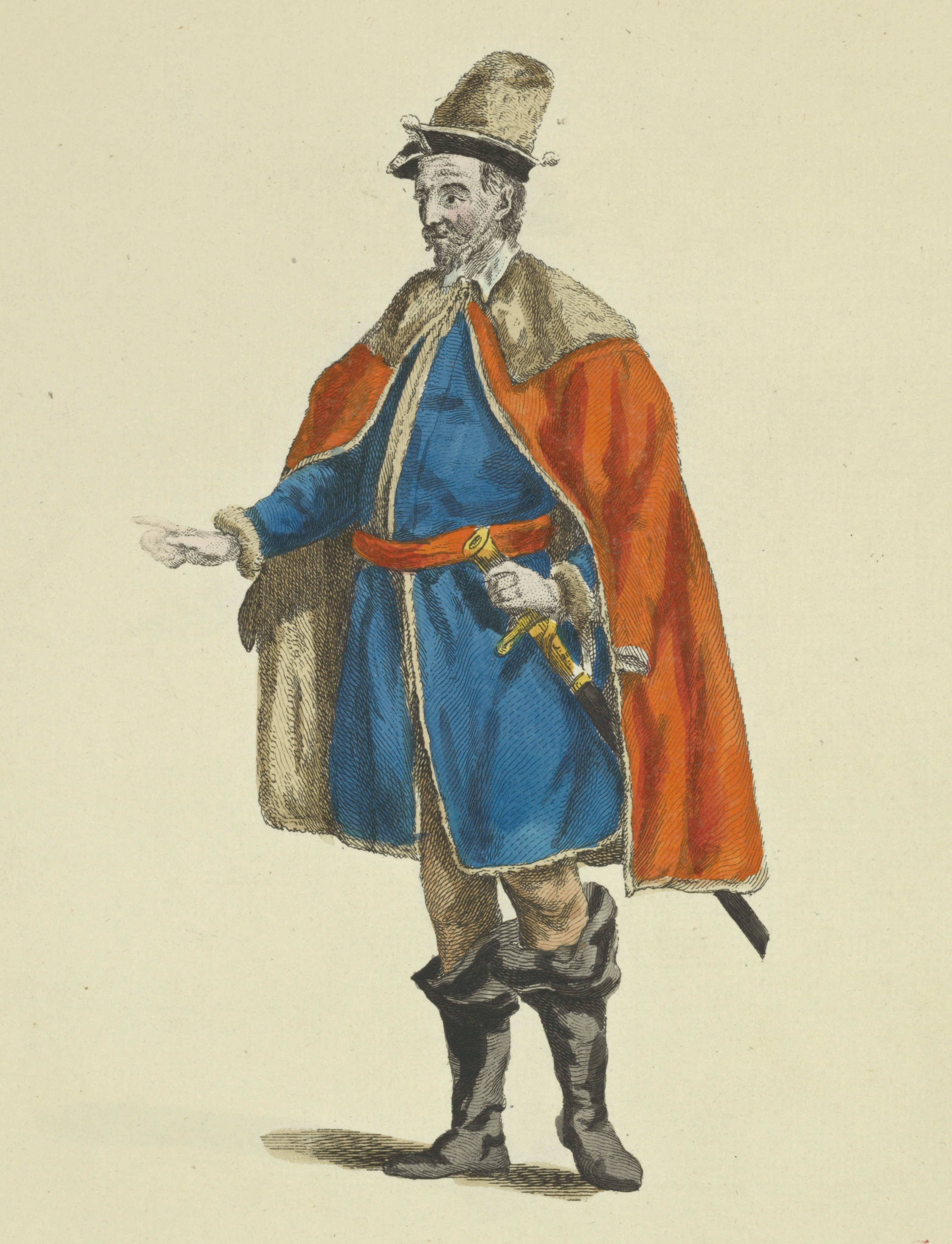
Mann in Böhmen (1577)
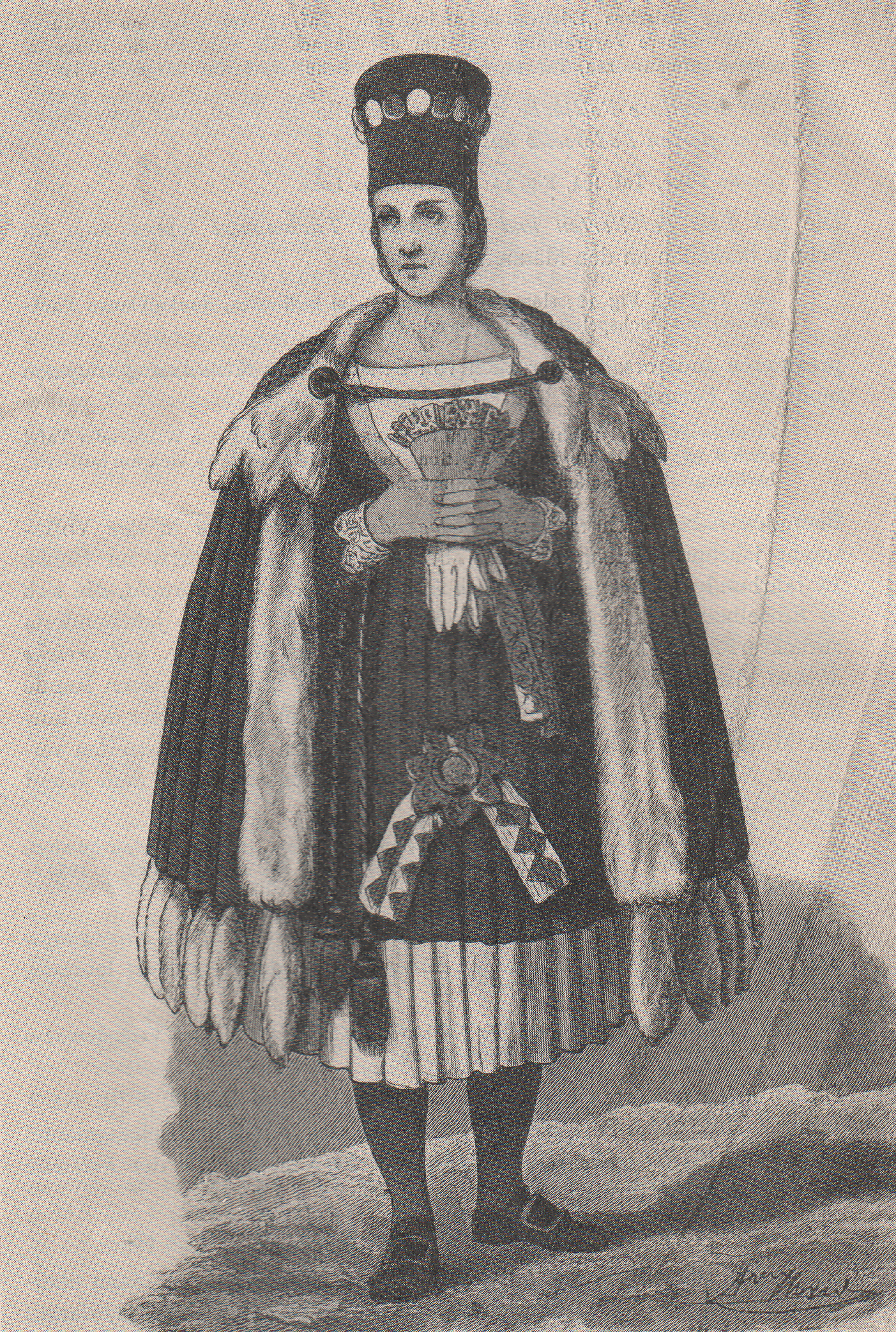
Friesin von der Insel Sylt (um 1760)
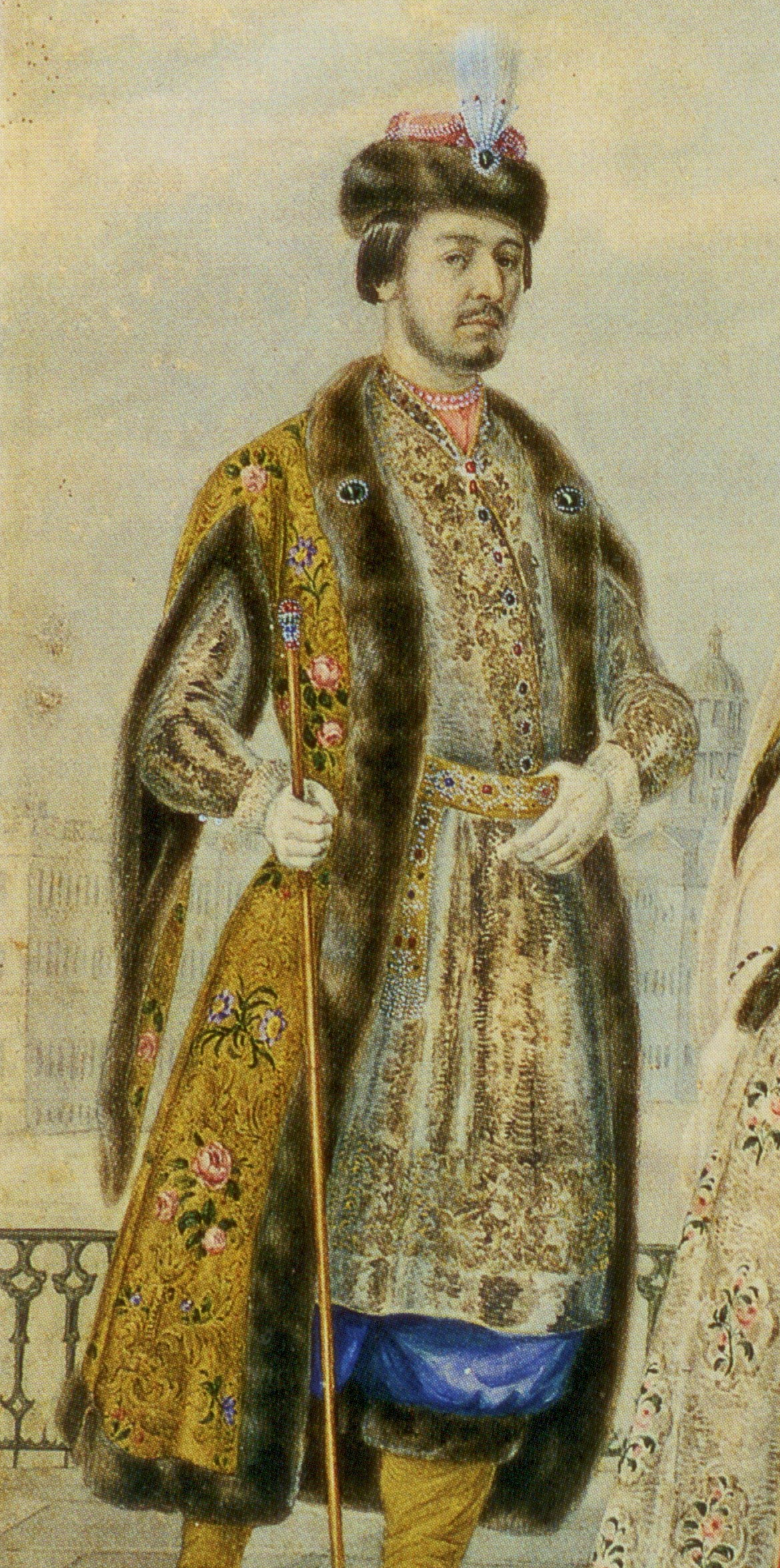
Russischer Edelmann in prächtiger Tracht (1850)
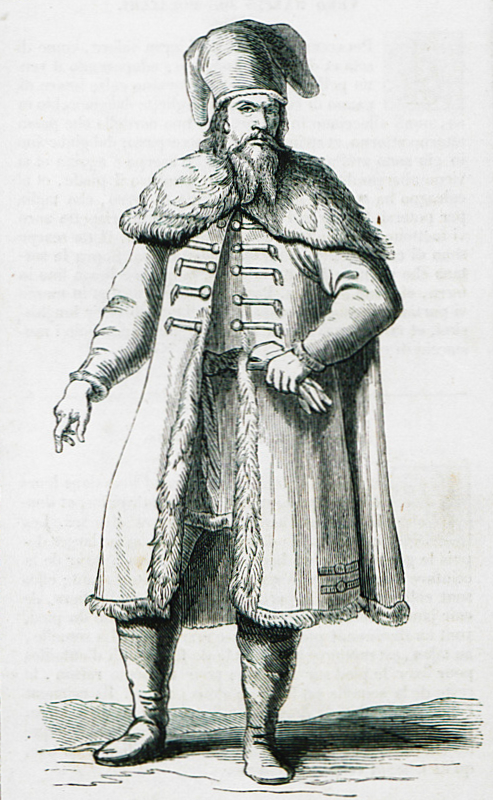
Preußischer Händler (1860)
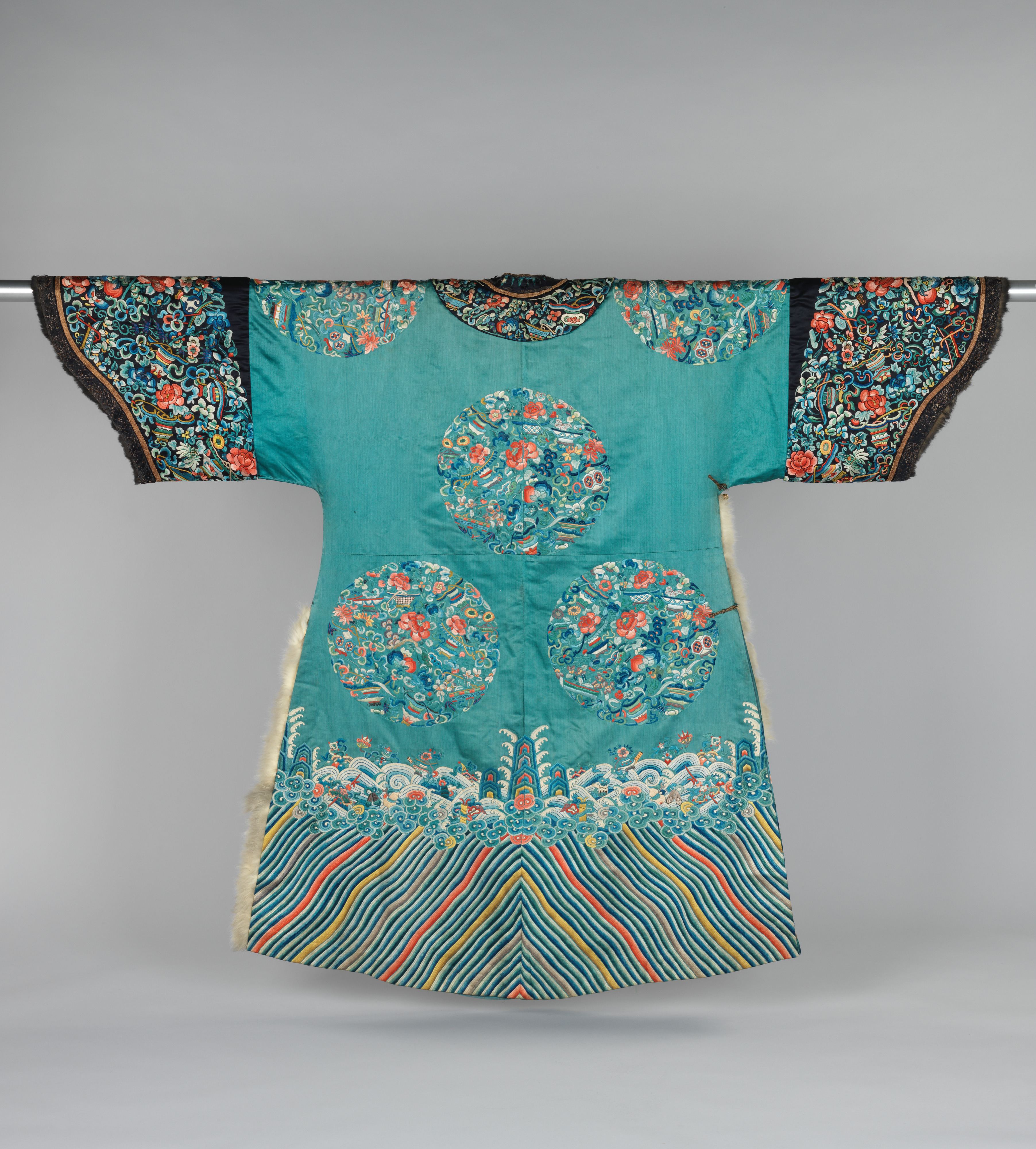
Zeremonielle Frauenrobe China (19. Jh.)
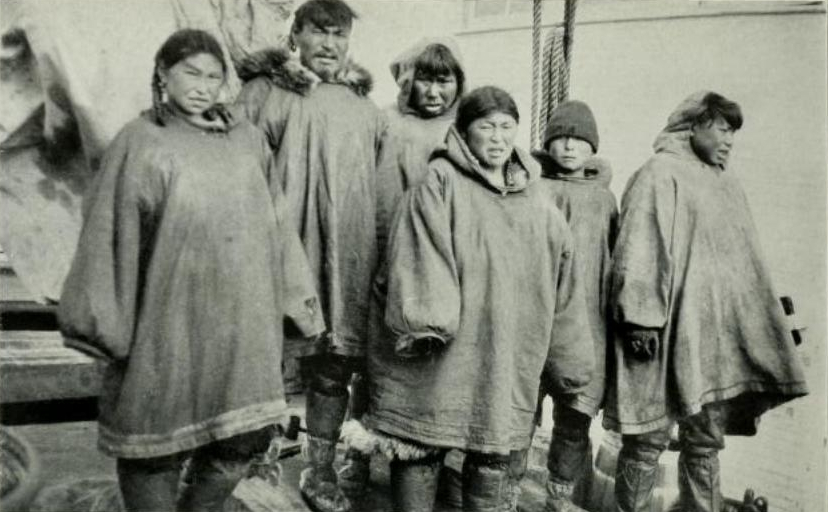
Tschuktschen (1913)
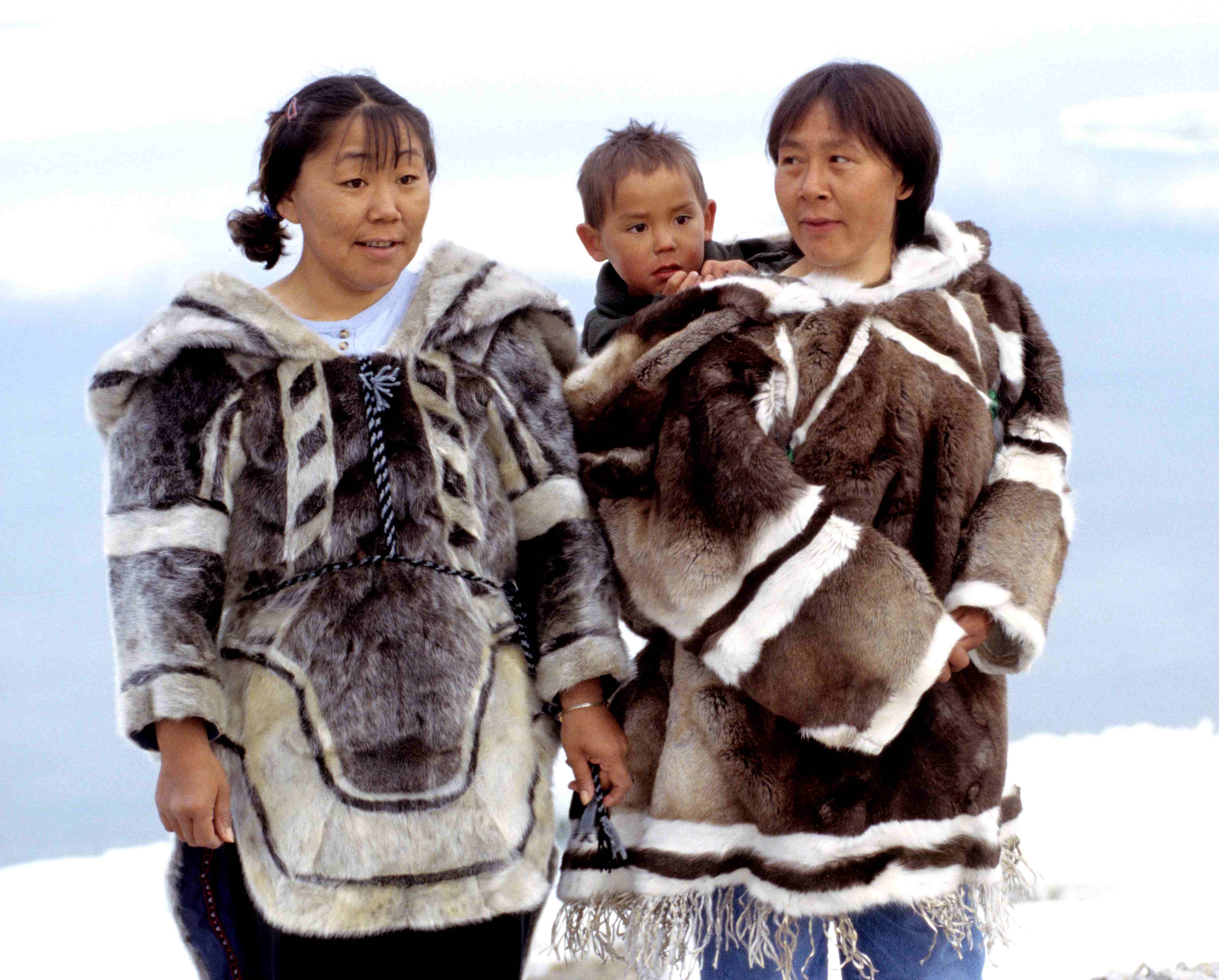
Inuit-Frauen im Amauti, links Seehundfell, rechts Rentierfell (1999)

## Pelzfutter im Herrscherornat

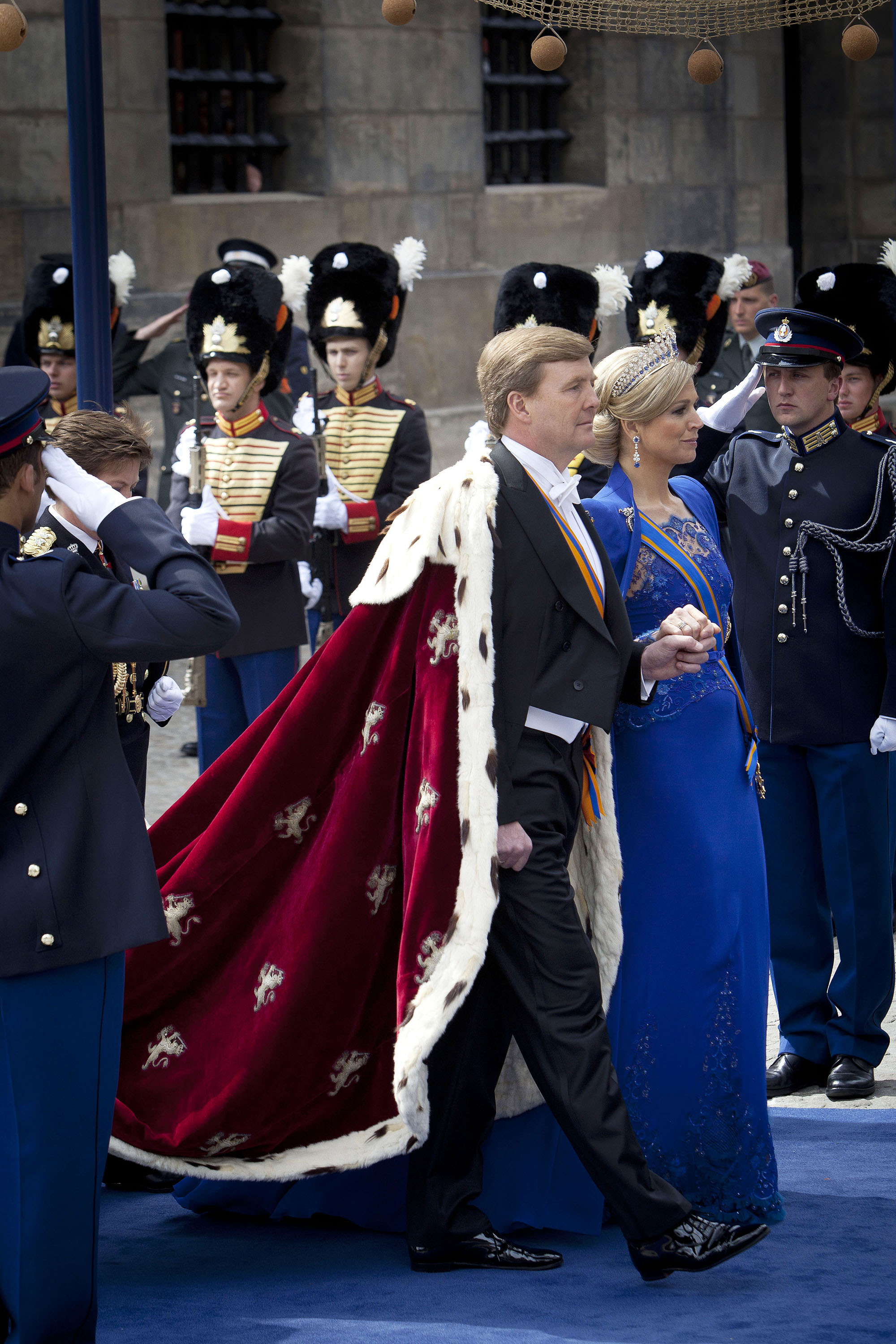
König Willem-Alexander bei seiner Huldigung in dem auf Wilhelm I. der Niederlande zurückgehenden Königsmantel (2013)

- Für die Herstellung und die Anpassung eines Fürstenmantels an die folgenden Generationen siehe als Beispiel den → Königsmantel Wilhelms I. der Niederlande, von 1815 bis heute.

Auch Standes-, Amts- und Würdetrachten sind einmal aus der Modetracht hervorgegangen und dann zu festen Formen erstarrt oder typisiert, in denen sie einen nur begrenzten Modewandel mitmachen. Ihrem überindividuellen, Amt, Stand oder Würde versinnbildlichenden Charakter entsprechend wurden Beschaffenheit, Zusammenstellung und Zuschnitt im Laufe der Zeit genau festgelegt. Dies betraf auch den Pelz, der jeweils verwendet wurde.
Das aufwändigste der pelzgefütterte Kleidungsstücke ist der Fürstenmantel, in der sich der Herrscher am Tag seiner Inthronisation zeigt und in dem er sich auch für die Nachwelt abbilden lässt. Er besteht aus purpurrotem Samt oder aus Seide und ist mit Hermelin gefüttert und verbrämt, dem Symbol der unbefleckten Reinheit. Der Fürstenmantel ist aus allgemeingebräuchlichen mittelalterlichen Mantelformen hervorgegangen und hat sich im Laufe der Zeit zu dem gewaltigen, nur zu festlichen Anlässen tragbaren pompösen Mantel entwickelt, dessen Schleppe von mehreren Personen getragen werden muss. Seit der 2. Hälfte des 12. Jahrhunderts bevorzugte die Mode Pelzfutter und -besatz, und Hermelin wurde allmählich zum Pelz fürstlicher Personen. Der im 14. Jahrhundert aufgekommene, bis zu den Schultern reichende Hermelinkragen an dem langen, auf der rechten Schulter geknöpften Mantel blieb bezeichnend für den Fürstenmantel, nachdem er im 15. Jahrhundert aus der Mode verschwunden war. Auch sonst blieb der Fürstenmantel vom Modewandel weitgehend unberührt, man griff eher auf ältere Formen zurück. Die Entwicklung war nicht regional begrenzt, sondern in allen europäischen Herrscherhäusern etwa gleich. Unterschiede finden sich in der Steigerung ins Feierlich-Repräsentative, zum Beispiel bei deutschen Fürstenmänteln. Die Gemahlin des regierenden Herrschers zeigte sich beim Krönungsakt und bei anderen repräsentativen Gelegenheiten in einem fürstlichen Frauenmantel, meist ohne den großen Hermelinkragen. Auch bei den Trachten der Ritterorden finden sich viele Beispiele für Pelzfutter und -verbrämungen, bevorzugt aus Hermelin. Die Ritterinnen des hl. Georg in der Abtei Nivelles im belgischen Brabant trugen über ihrem am unteren Saum mit Grauwerk verbrämten weißen Kleid „einen langschleppenden, mit Hermelin gefütterten, schwarzen Samtmantel“.
Ähnlich aufwändig waren die Ornate der Dogen von Venedig und von Genua, die eine gewisse Ähnlichkeit mit der Gewandung der höchsten kirchlichen Würdenträger aufwiesen. Wie bei der klerikalen Mozetta unterschied man auch hier zwischen einer Sommer- und einer Wintertracht. Des Öfteren waren deren Ornate nicht nur mit Hermelin gefüttert, sondern besonders auffällig mit der langhaarigen Luchswamme verbrämt, dem weißen, meist schwarz gesprenkelten Bauch des Luchsfells.
Die Mozetta ist ein bis zu den Ellenbogen reichender, über dem Chorhemd getragener Schulterkragen in der Regel für höhere Geistliche der katholischen Kirche. Auch die päpstliche Oster- und die Wintermozetta sind mit Hermelin besetzt. Die rotsamtene Wintermozetta, mit Hermelin gefüttert und verbrämt, wurde zuletzt noch bei Papst Benedikt XVI., bürgerlich Joseph Aloisius Ratzinger, gesehen, ebenfalls die hermelingefütterte Mütze Camauro.

## Pelzfutter in militärischer Uniform und in Kriegskleidung

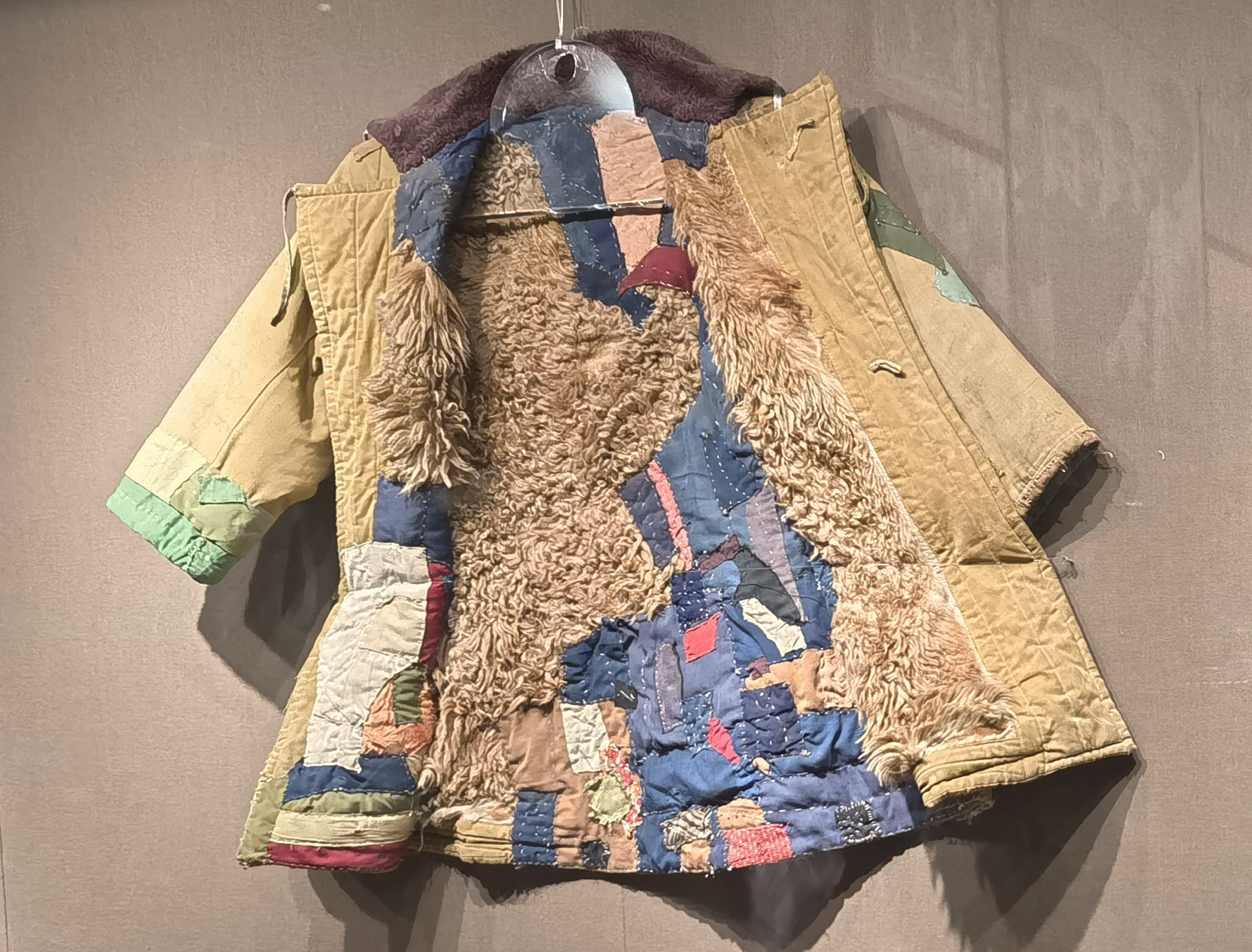
Chinesischer Militär-Baumwoll-Kurzmantel aus dem Jahr 1950, weiter verwendet in einer Bauerndivision. Er hat 296 Flicken im Fellfutter (Xinjiang Corps Army Reclamation Museum)

Mit dem Aufkommen der Schusswaffen verloren die Soldatenrüstungen ihre Bedeutung und stattdessen „stolziert der Soldat in einer ins Martialische gesteigerten Kleidung einher“. Erst etwa zu der Zeit des Dreißigjährigen Krieges trugen Offiziere dann wohl den Hongroline genannten Überrock mit Verbrämung, der Name weist auf die ungarische Herkunft des Kleidungsstückes mit der charakteristischen Posamentenverschnürung hin. Die in den europäischen Armeen nach dem ungarischen Vorbild aufgestellten Husarenregimenter übernahmen diese ungarische Tracht. Das galt vor allem für den Dolman, später dem über die längere Husarka oder Attila gehängten Pelz, eine kurze Ärmeljacke mit reicher Verschnürung und Verbrämung. Die Fellfarbe war hauptsächlich weiß oder grau, oder sie hatte die schwarze Farbe des Persianers, meist zusätzlich nachgetönt.
Besonders den Offizieren stand es jederzeit frei, sich ihren Mantel mit Pelz füttern zu lassen, sofern die Wintermontur der Waffengattungen nicht überhaupt schon pelzgefütterte Mäntel aufwies. In Russland trugen hohe Offiziere wertvolle, mit Zobelfell verbrämte Mäntel. Anstelle von Pelzfuttern wurden auch Pelzwesten unter der Oberbekleidung getragen, vor allem bei der Luftwaffe.
In Kriegszeiten wurde das Pelzfutter auch für den einfachen Soldaten eine Notwendigkeit, ohne seine repräsentative Funktion, die es zusammen mit den Verbrämungen in den oberen Dienstgraden hatte. Für Piloten wurde sogar ein kompletter Anzug aus Pelz vorgeschlagen, ein Overall, den man unter der Kleidung trug. In England gab es den nach dem Piloten Sidney Cotton benannten Sidcot suit, der 1917 in den zivilen Gebrauch kam und mit einigen Veränderungen zwanzig Jahre lang sich einiger Beliebtheit erfreute. Der Sidcot ist ein dreischichtiger Anzug aus wasserdichter Seide mit Innenfutter, Kragen und Manschetten aus Pelz, die Außenhülle aus Burberry. Gleich den zivilen Reisesäcken mit Pelzfutter gab es Feldsäcke für die Soldaten.
Während des Zweiten Weltkrieges arbeiteten US-amerikanische Kürschner in der Aktion „Pelzwesten-Projekt“ lose zu tragende Pelzfutter für die Marine der Vereinigten Staaten und Kanadas. In Deutschland verkündete Joseph Goebbels, Reichspropagandaleiter und Reichsminister für Volksaufklärung und Propaganda, eine „Sammlung von Woll-, Pelz- und Wintersachen für die Front“. Die Bevölkerung wurde dabei zu entsprechenden Sachspenden aufgerufen. Juden wurden bei einer Nichtablieferung ihrer Pelze ausdrücklich mit dem Tod bedroht. Die eingesammelten Pelze wurden von Kürschnern und Pelznäherinnen ebenfalls zu Unterziehfuttern umgearbeitet. Mit Inkrafttreten zum 20. Dezember 1942, während des Krieges, wurde für das Deutsche Reich eine „Tarifordnung für die Herstellung von Pelzwesten aus Kanin- oder Katzenfellen für Angehörige der Wehrmacht in Heimarbeit“ erlassen.

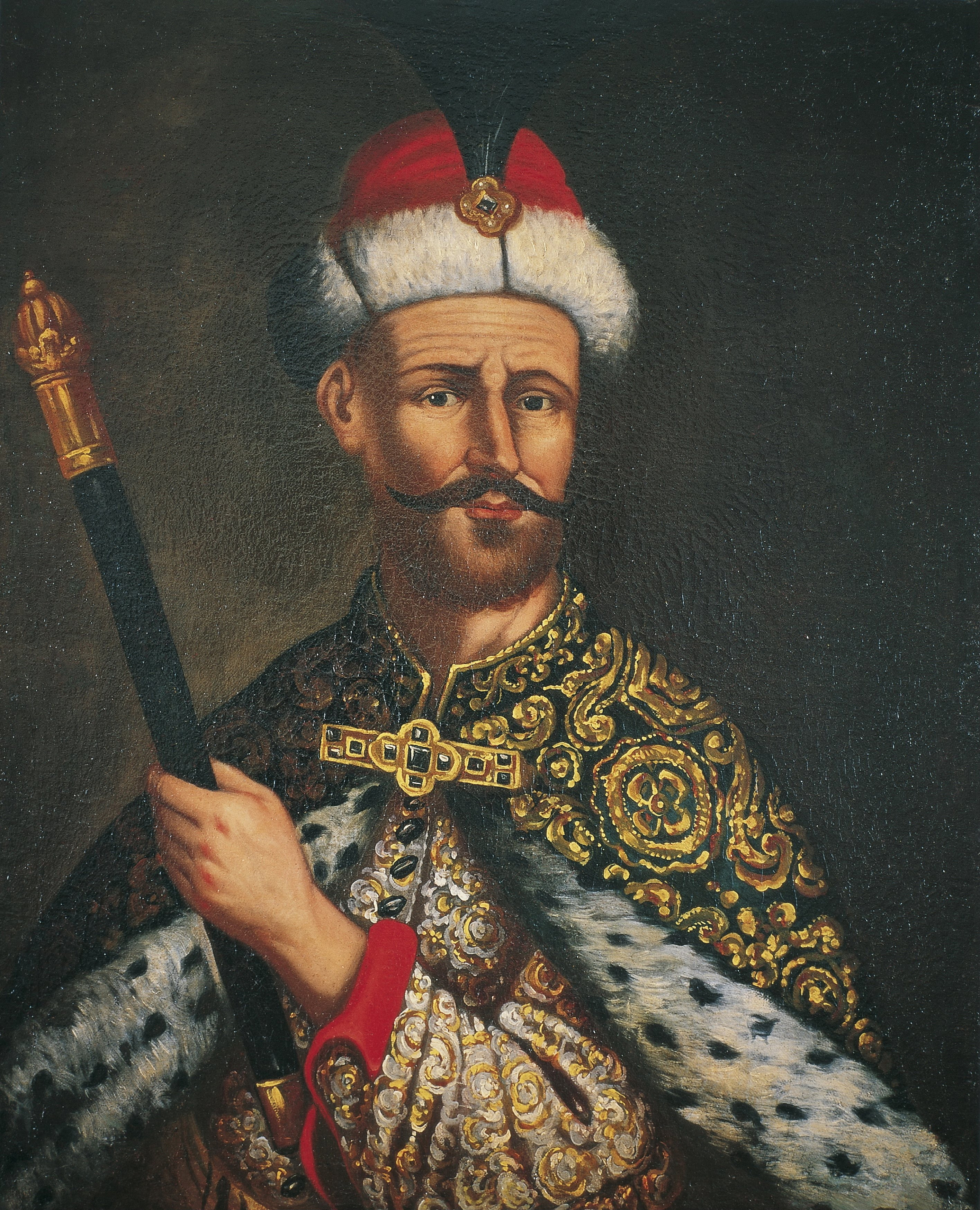
Polnischer General (1670er Jahre)
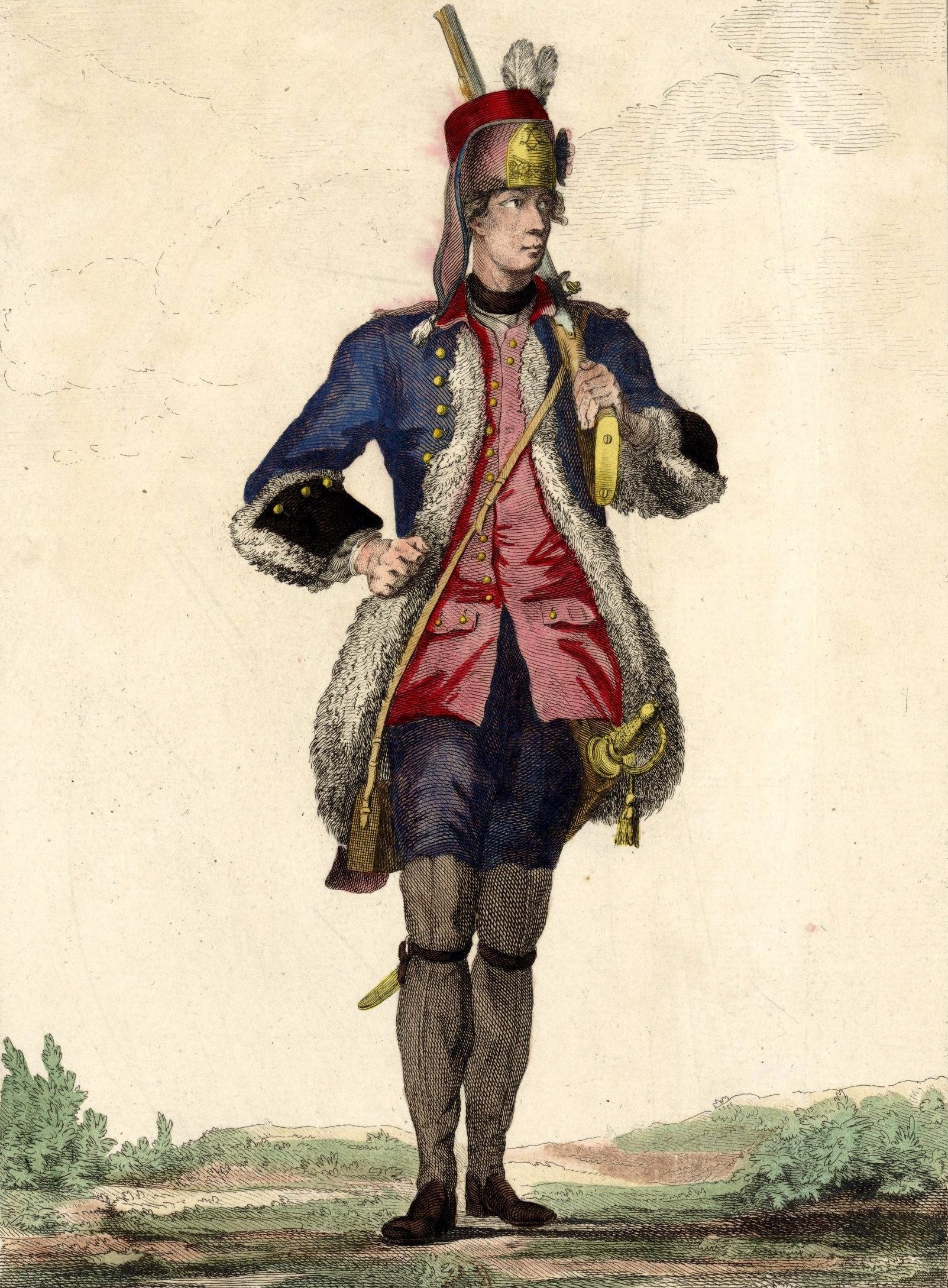
Arkebusier der französischen Infanterie (18. Jh.)
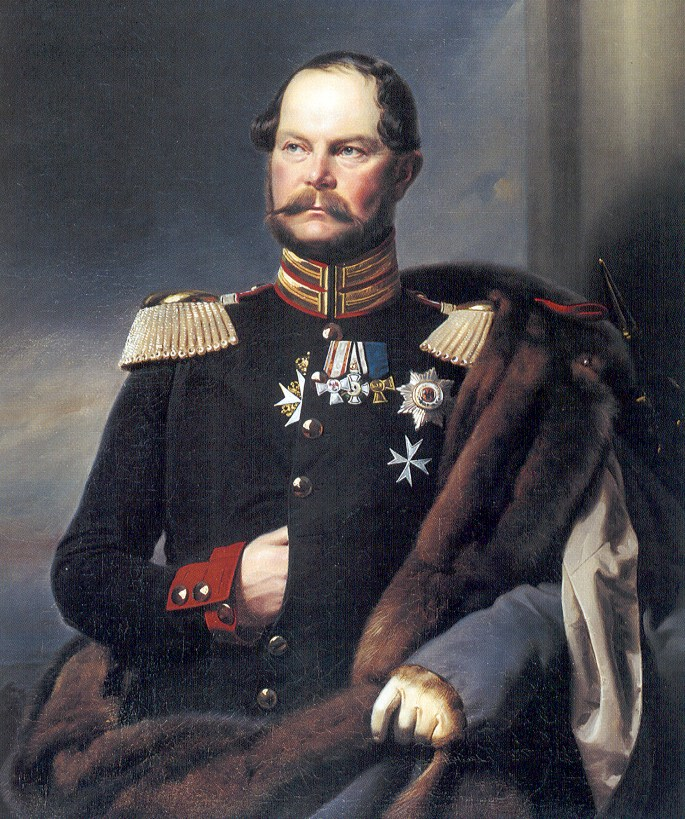
Carl von Preußen mit Zobelfutter (1852)
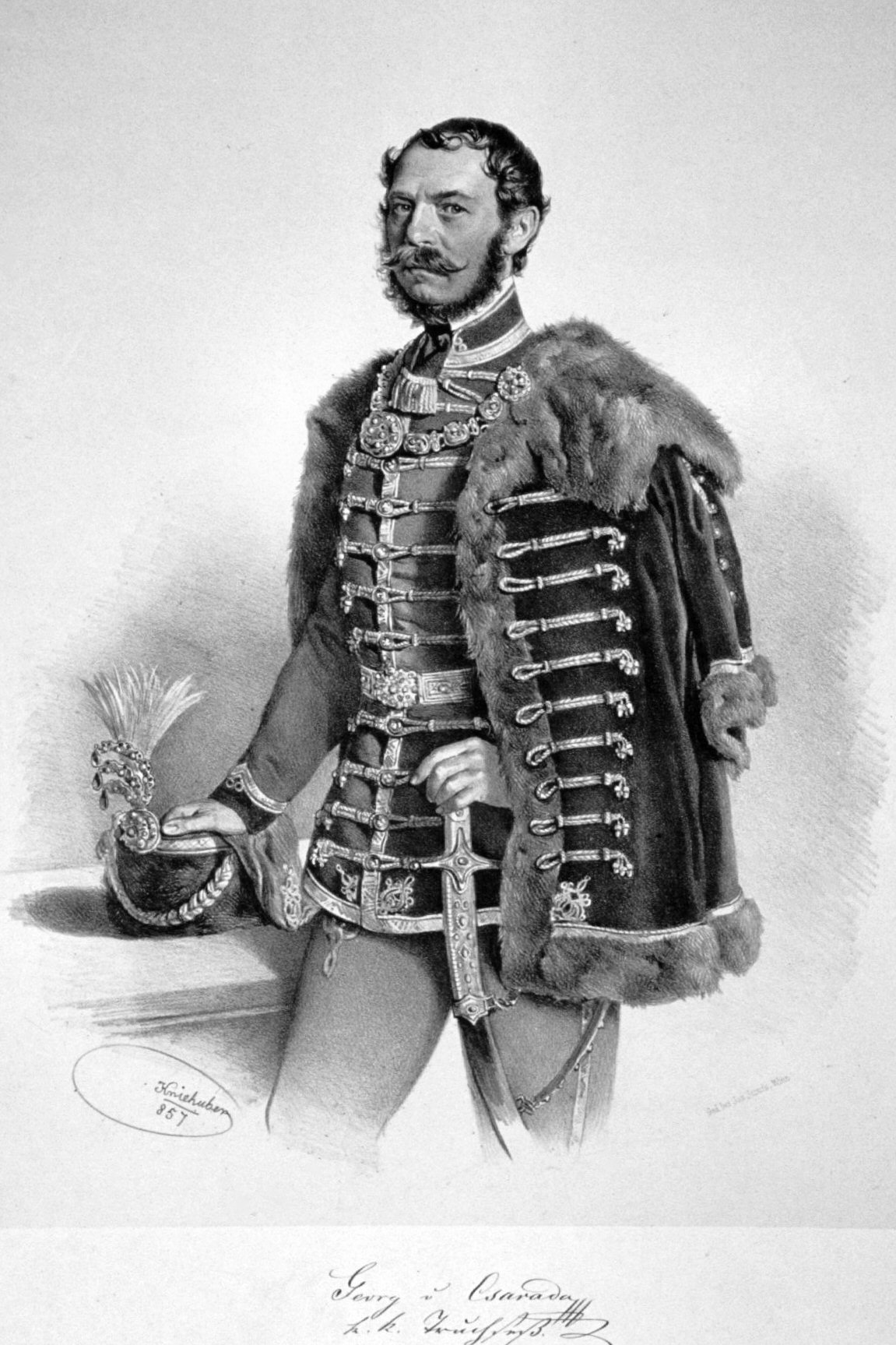
Pelisse (Ungarn, 1857)
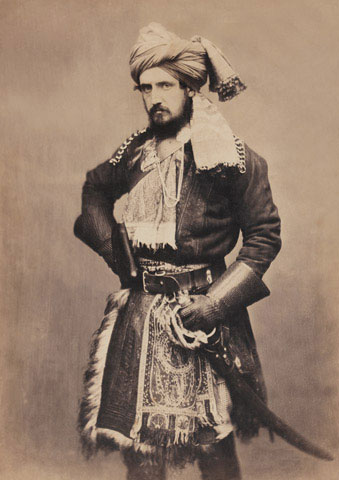
Indischer Kavallerist (1857)
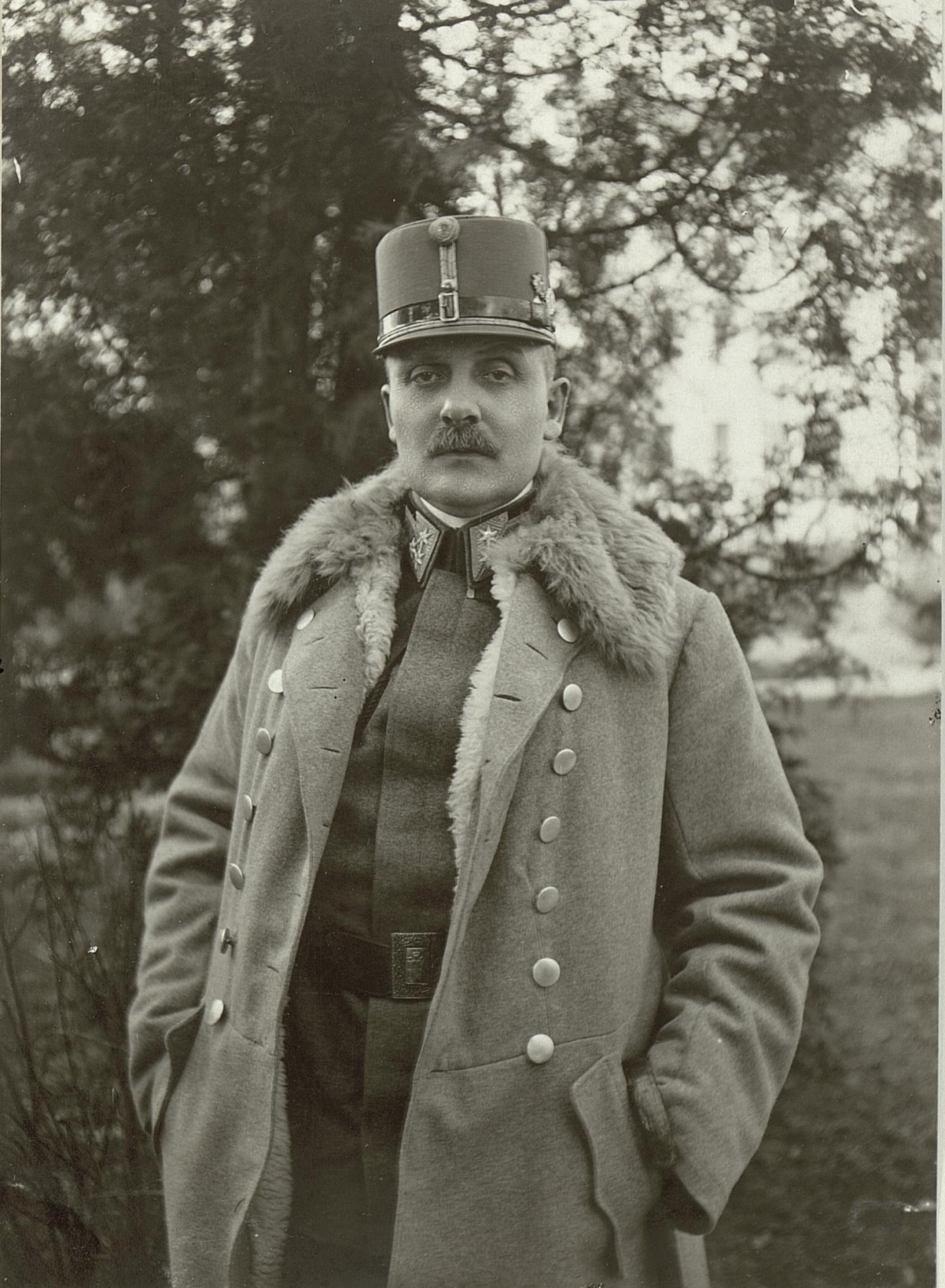
Österreich (1914–1918)
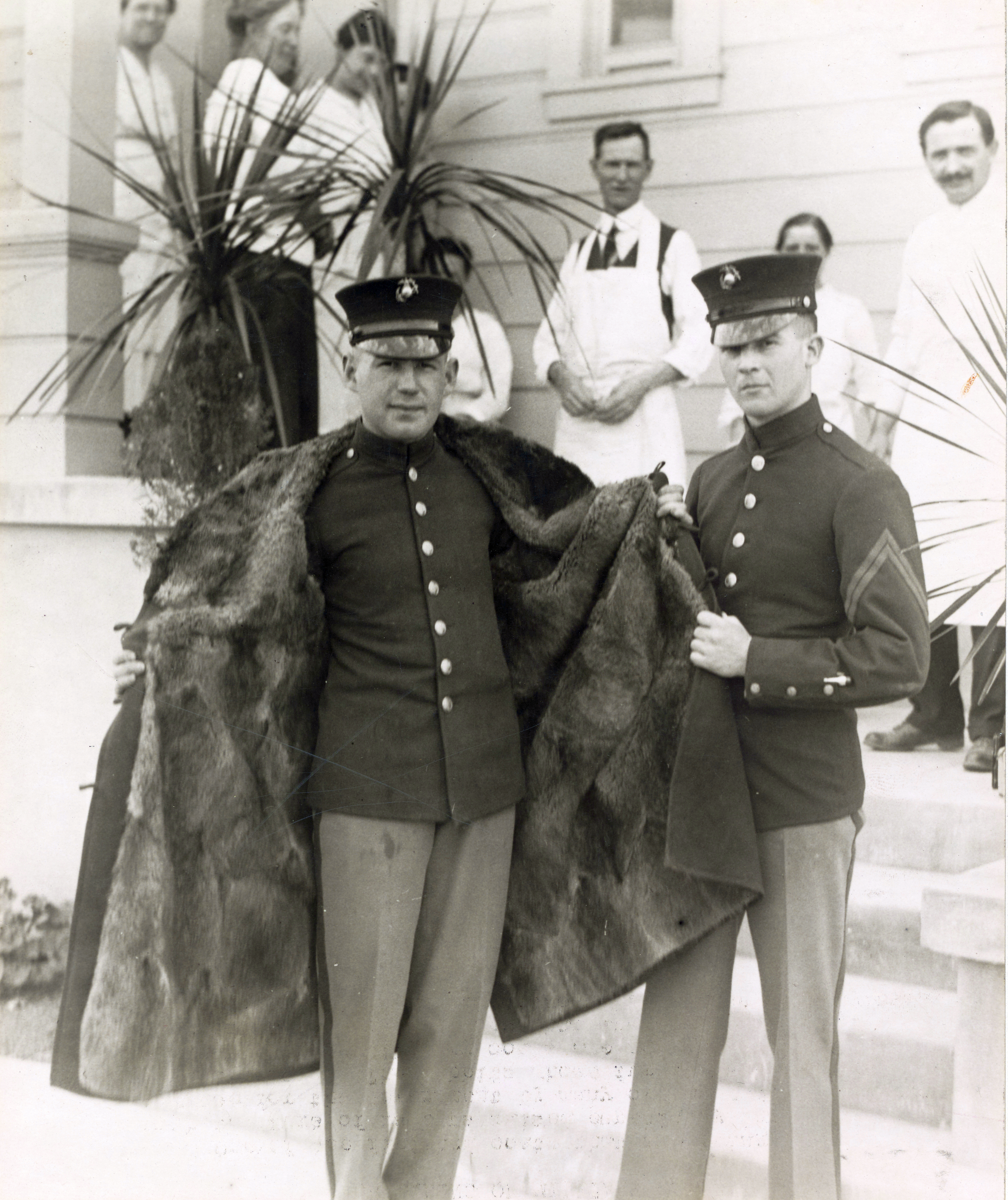
Kaninfellfutter, im Hintergrund Kürschner und Pelznäherinnen (USA, 1917)
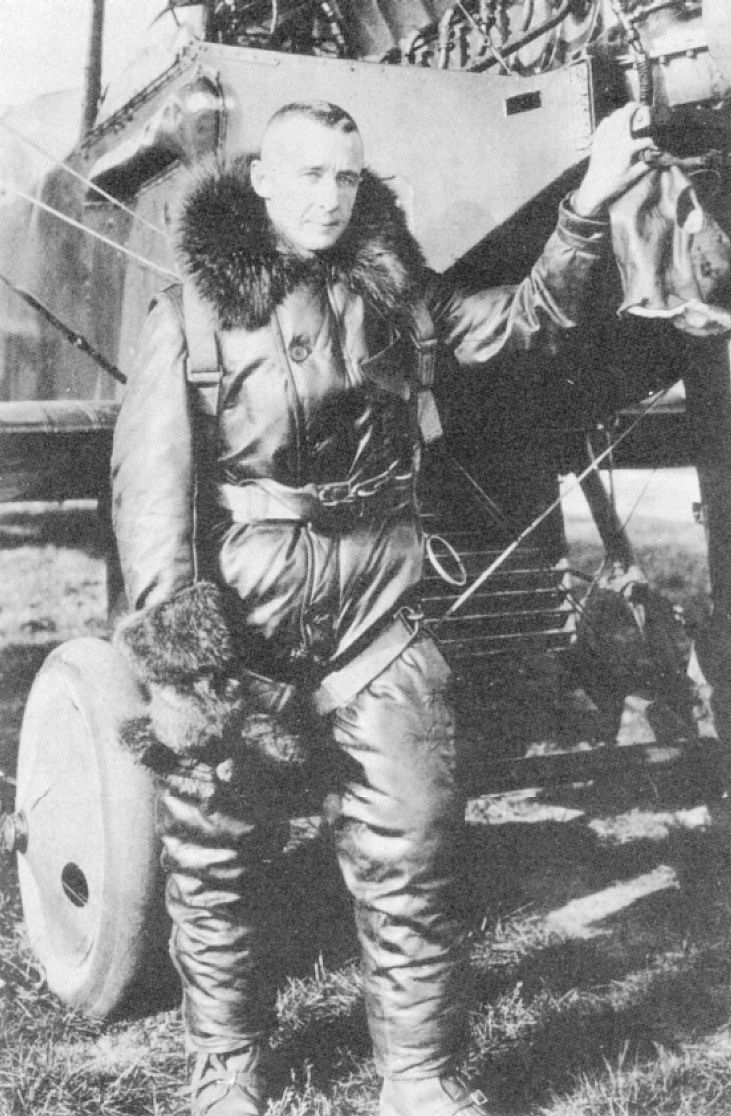
Pilot mit fellgefütterter Fliegerjacke und Hose (USA, 1921)

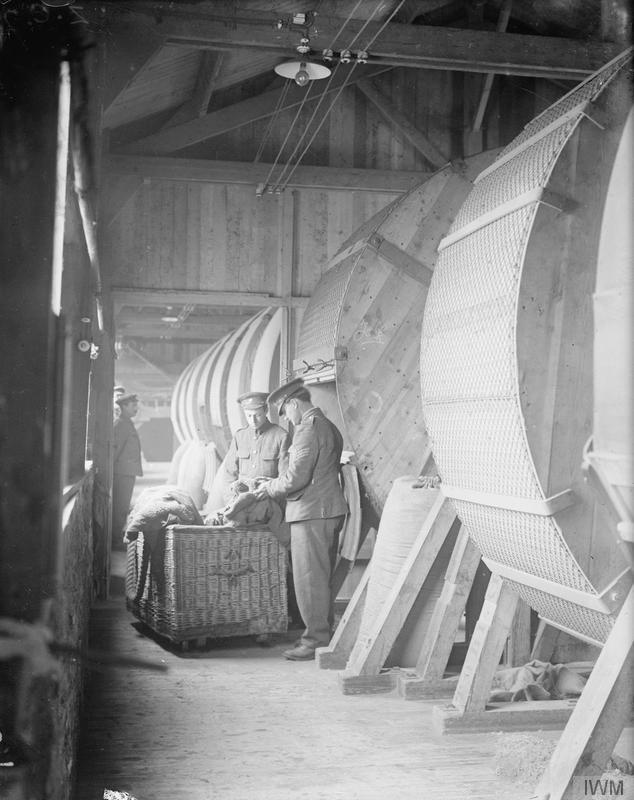
Reinigungstonnen für US-amerikanische Pelz-Militärkleidung (Erster Weltkrieg)
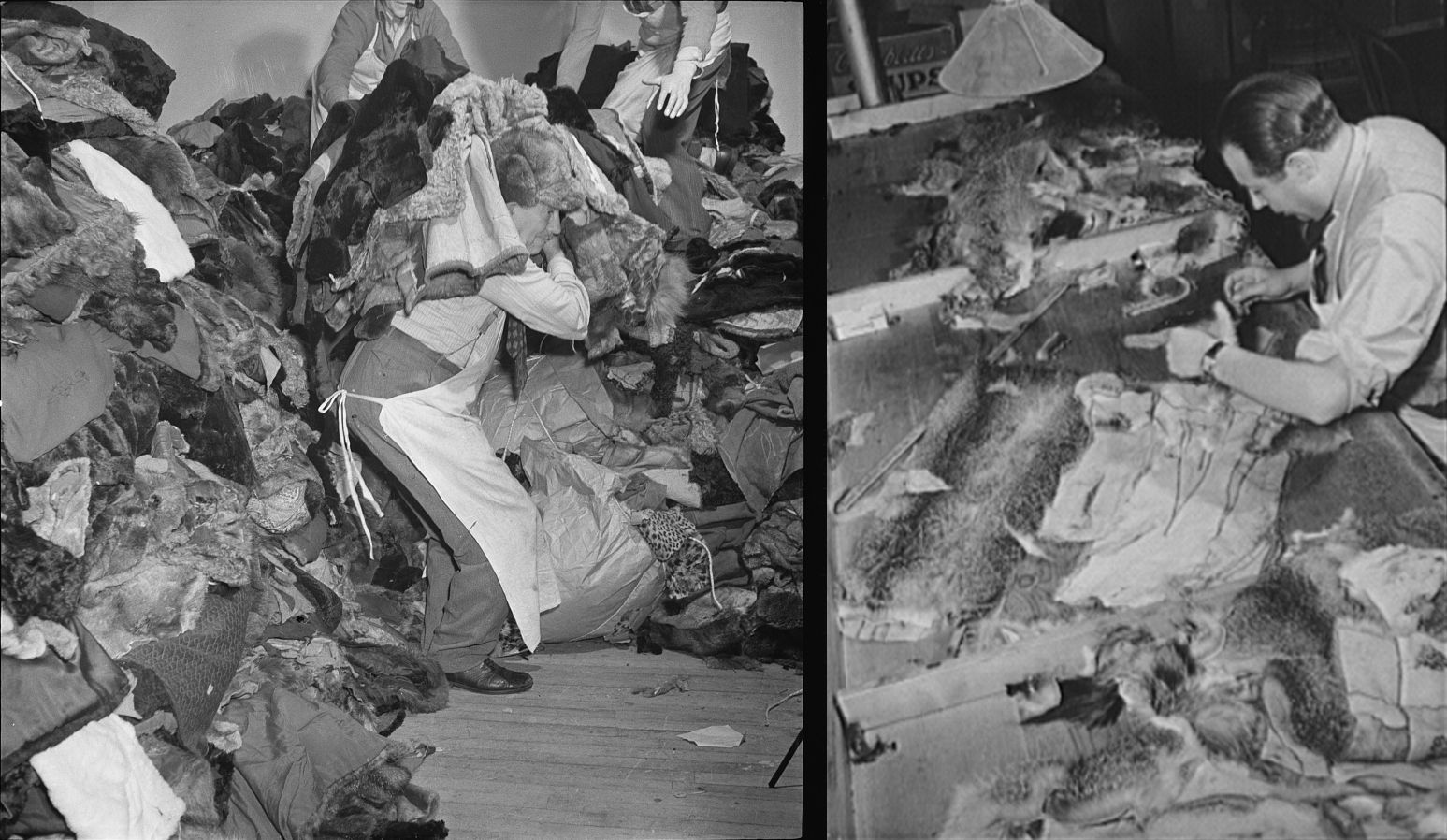
„Pelzwesten-Projekt“ der USA im Zweiten Weltkrieg, Produktion von Unterziehfuttern aus getragenen Pelzen für die amerikanische Marine
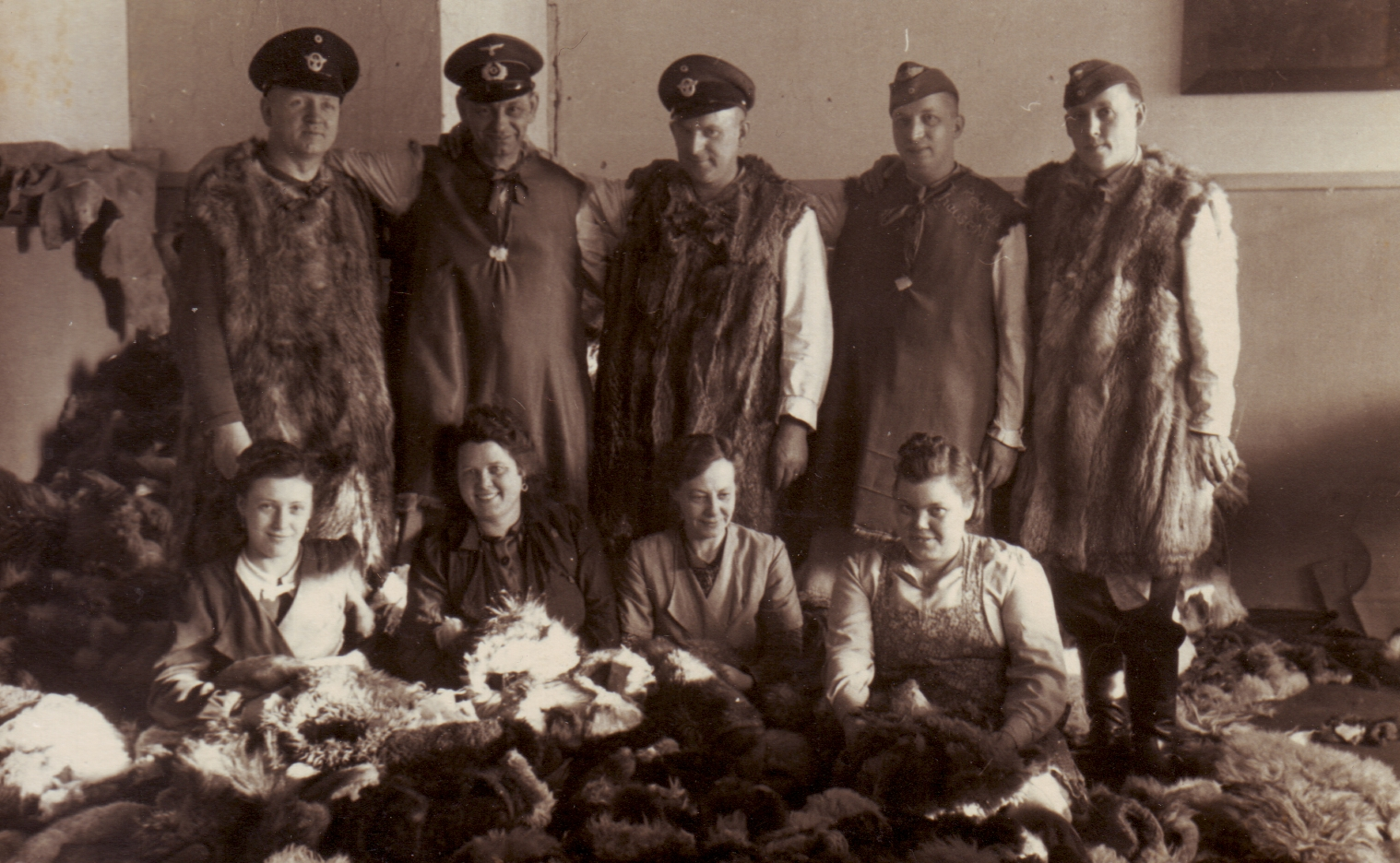
Kürschner arbeiten in Recklinghausen während des Zweiten Weltkrieges getragene Pelze um, zu Pelzfuttern für die Soldaten an der Ostfront
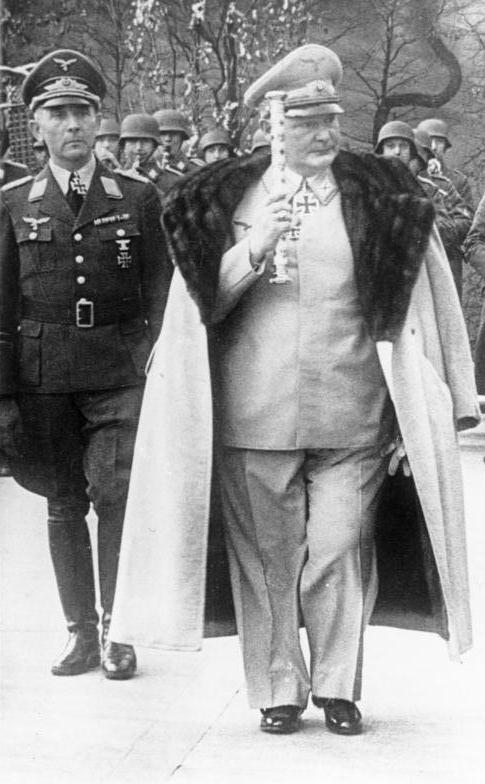
Hermann Göring, Zobelbesatz und Pelzfutter (1942)

## Bevorzugte Fellarten
Vermutlich jede dem Pelzhandel zugeführte Fellart hat auch einmal als Innenfutter Verwendung gefunden. Doch lassen sich bestimmte, bevorzugte Fellarten ausmachen. Je nach landschaftlichem Kältegrad werden mehr oder weniger wärmende, das heißt in der Regel, lang- oder kurzhaarigere Sorten, eingefüttert. Ist der Oberstoff oder zu fütternde Ledermantel kräftig und schwer, soll das Pelzfutter meist besonders leicht sein. Für das mitteleuropäische Klima werden heute ohnehin leichtere Fellarten, das heißt tendenziell Felle kleinerer Pelztiere, bevorzugt. Preiswerte Fellarten finden naturgemäß häufigere Anwendung als teure, besonders Futter aus den Resten der Fellverarbeitung sind eine sehr gute und von der Haltbarkeit her dankbare Alternative.
Sämtliche der hauptsächlich zum Füttern verwendeten Fellarten werden, von meist in bestimmten Zentren angesiedelten, Handwerksbetrieben zu Tafeln als Pelzhalbfabrikate vorkonfektioniert. Die Tafeln werden ebenfalls unter der Bezeichnung Pelzfutter im Rauchwarengroßhandel vertrieben.
Sehr viele Innenfutter werden vom Kürschner im Kundenauftrag aus getragenen Pelzen gearbeitet. Ist das Fell eines Pelzes durch Alter und Tragen berieben und auch sonst nicht mehr so ansehnlich wie der Neupelz, eignet es sich meist noch sehr gut als Futtermaterial. Durch das Einarbeiten in modische Popeline-, Microfaser- oder Seidenmäntel entstehen Innenpelze aus „edlen“ Fellarten, die der Besitzer aus Preisgründen sonst wohl nicht erstanden hätte.

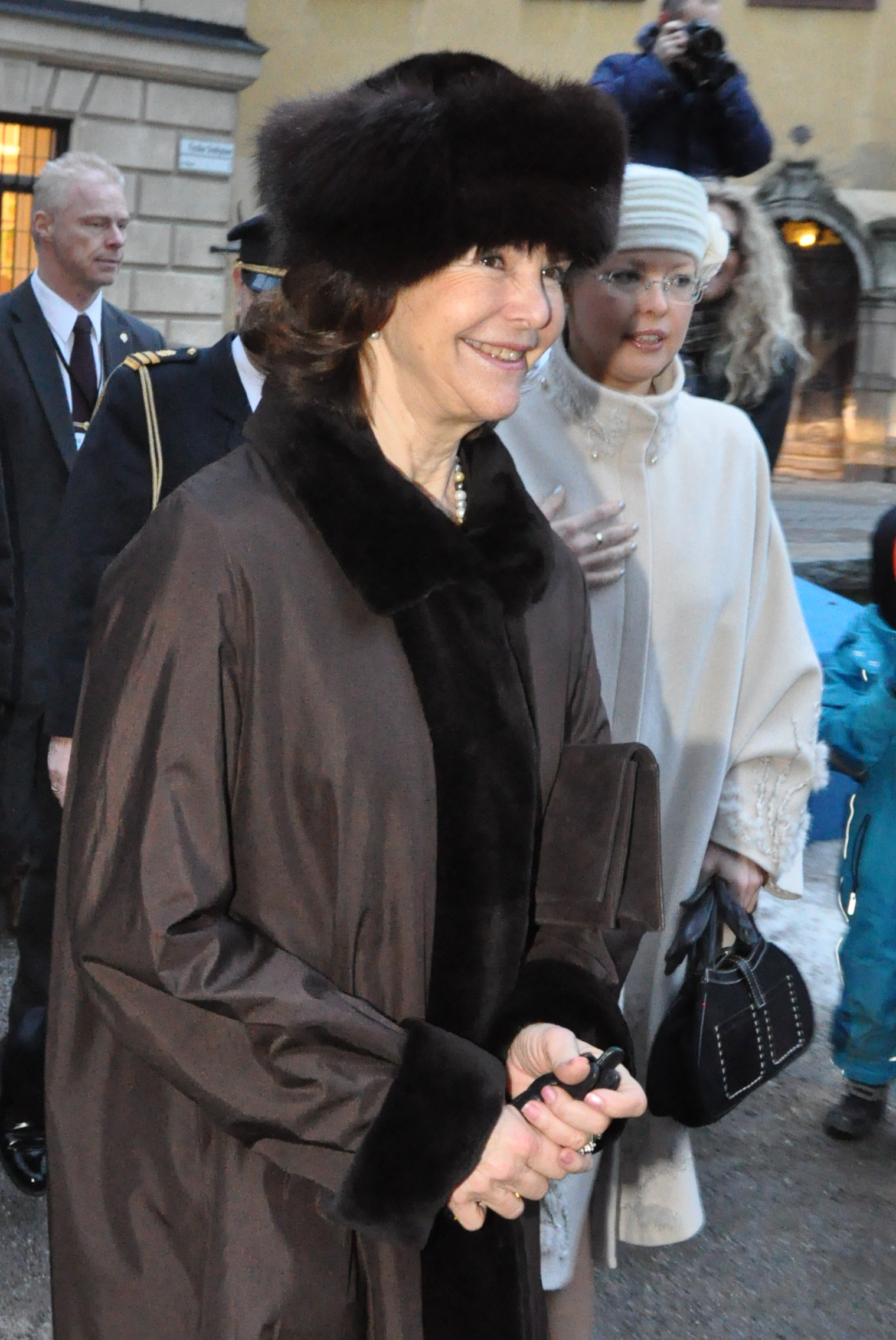
Samtnerz

### Nerz
Nerzfell ist, abgesehen von Schaf- und Lammfellen, derzeit das am häufigsten verwendete Material in der Pelzbekleidung. Es steht an der Spitze der Haltbarkeitsskala und ist in sehr vielen Naturfarben verfügbar und kann darüber hinaus in jede Modefarbe gefärbt werden. Es kommt zu fast hundert Prozent aus der Zucht und ist in vom Markt regulierter Menge vorhanden. Für sehr hochwertige, meist elegante Mäntel, wird es als Futter verwendet. Sehr viel häufiger sind Futter aus den preisgünstigeren Nerzpfoten, Nerznourkulemi (hinteres Bauchteil) und Nerzthiliki (Brustteil hinter den Vorderpfoten, besonders leicht).

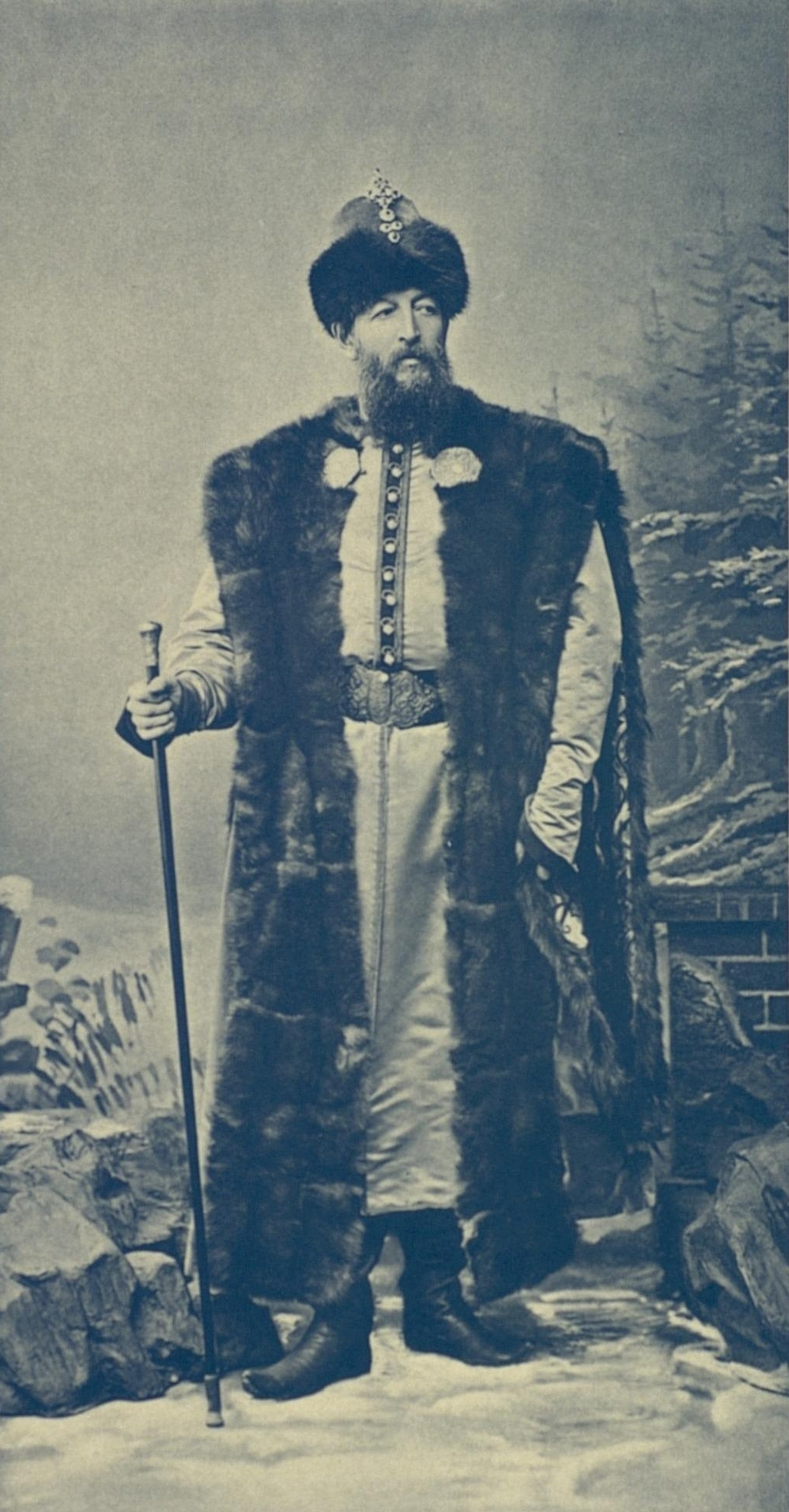
Zobel

### Zobel
Futter aus Zobelfell sind ein Inbegriff des Luxus. Der englische Pelzfachmann George C. Cripps bezeichnete es 1913 als das perfekte Material für ein Pelzfutter, „es ist leicht, warm und elegant“. Allerdings trifft seine zusätzliche Aussage, dass, wenn es auf eine reine Farbe nicht so ankäme, es auch nicht sehr teuer wäre, dank verbesserter Pelzveredlungsmethoden nicht mehr zu.
Wie beim Nerz sind Fütterungen aus den Abfällen der Mantel-, Jacken- oder Besatzverarbeitung sehr viel häufiger. Die Handelsbezeichnungen sind die gleichen wie beim Nerzfell. Mit der Verbindung mit einem Besatz oder einer Verbrämung aus Zobelfell ergibt das die gleiche Optik wie ein mit Zobel ausgefüttertes und besetztes Stoffteil, bei einem sehr viel niedrigeren Preis.

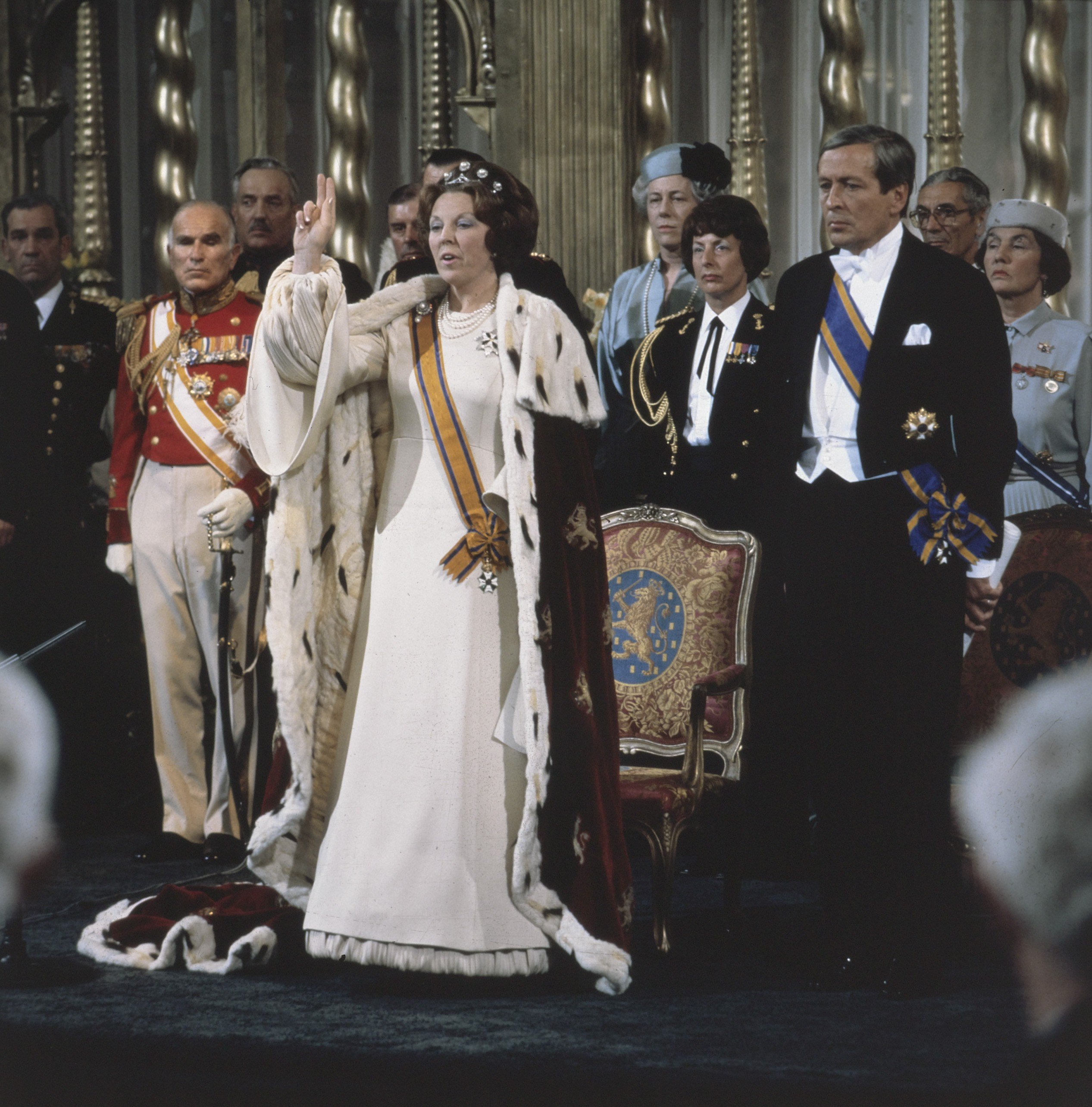
Hermelin

### Hermelin und Wiesel
Hermelin, mit seinem reinweißen Winterfell noch immer auch der Pelz der Könige, hat heute nicht mehr die Bedeutung in der Pelzmode, die es jahrhundertelang bis Anfang des 20. Jahrhunderts noch besaß. Für Futterzwecke werden bevorzugt die nicht ganz weißen, die mehr oder weniger stark rötlich angefärbten, jahreszeitlichen Übergangsfelle verwendet. Vor allem werden die Felle gefärbt, die zusammengesetzt kein attraktives Muster ergeben, wegen des Farbausgleichs meist in sehr dunkle Farben, wie dunkelbraun, vor allem schwarz. In kleinerer Menge fallen rötlichbraune Sommerfelle an, die ebenfalls für Pelzfutter Verwendung finden.
Die bis auf die fehlende Schwanzspitze und die geringere Fellgröße dem Sommerhermelin gleichenden Wieselfelle kommen heute aus Asien. Meist wird das Oberhaar ausgerupft und das Fell gefärbt, so veredelt sind sie als „Samtwiesel“ im Handel.

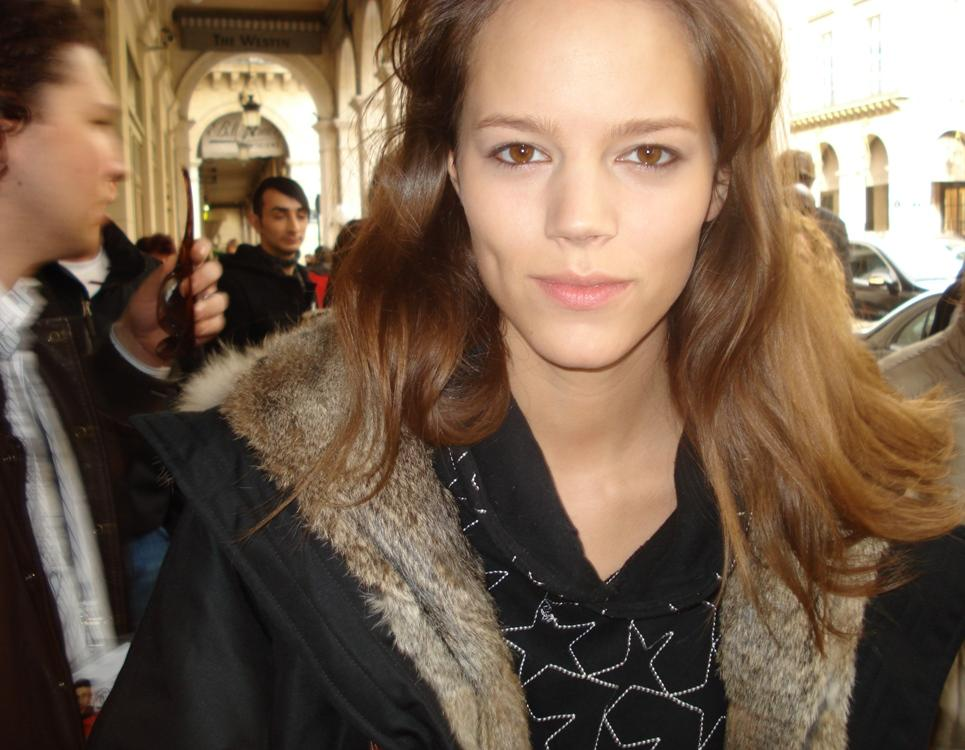
Wildkanin

### Kanin
Das Kanin- oder Kaninchenfell steht seit langem symbolhaft für den billigen Pelz. Aus der Natur entnommen, ist es dank der massenhaften Vermehrung, des fast weltweiten Vorkommens und der Nachstellung, weil meist als Störenfried empfunden, auch reichlich vorhanden. Leider haben die Felle des Wildkaninchens den Nachteil, dass sie beim Tragen zum Haaren neigen, was bei einem Innenfutter besonders misslich ist. Sie haben damit die Felle der Hauskaninchen mit in Verruf gebracht, die, vor allem wenn sie geschoren sind, gute Trageeigenschaften haben und ein sehr dankbares und warmes Futter ergeben. Zudem werden Hauskaninchen in vielen, sehr attraktiven Farben gezüchtet und lassen sich auf jeden Farbton einfärben. Vor allem die Felle der Rexkaninchen ergeben ein besonders attraktives Besatzmaterial. Nachdem mit zunehmendem Wohlstand die private Kaninchenzucht in Europa sehr zurückgegangen ist, hat ein schönes Kaninfell durchaus den Preis eines niedrigpreisigen Nerzfells.

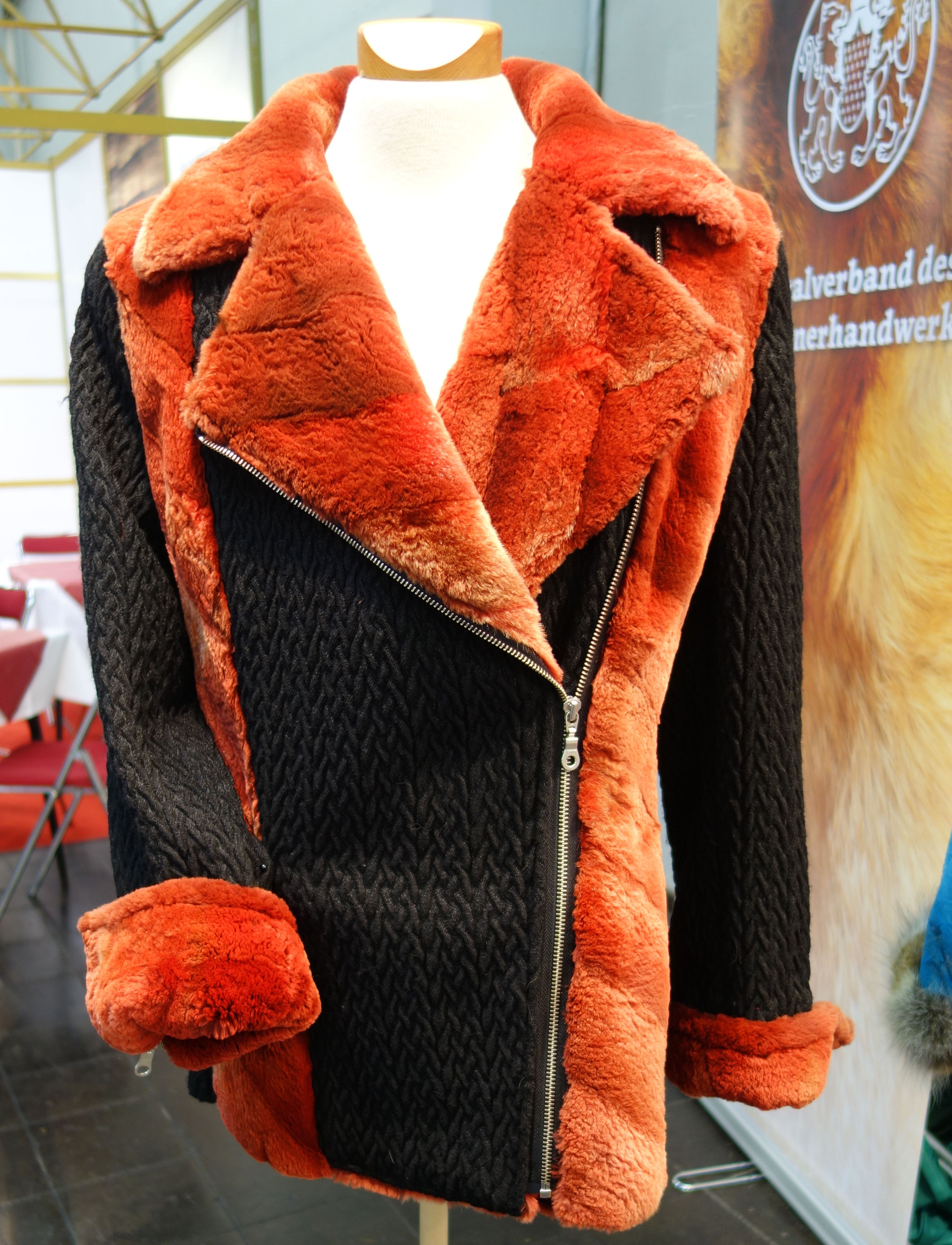
Rotgefärbte Bisamwamme

### Bisam
Bisamfell, besonders das leichtere Bauchfell, die Bisamwamme, ist ein ideales Material für Futterzwecke. Das Fell des Deich- und Uferschädlings hat eine hervorragende Haltbarkeit und fällt durch die staatlich verordnete Bejagung der Bisamratte ohnehin an. Meist wird es jedoch nicht der Nutzung zugeführt, in den Niederlanden wird der dort beträchtliche Anfall wohl durch behördliche Anordnung weitgehend komplett vernichtet. Geschoren, meist auch gefärbt, ist das Fell als „Samtbisam“ im Handel.

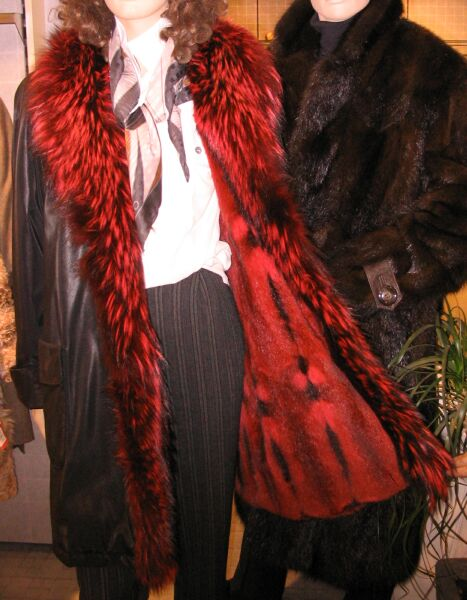
Rotgefärbter Hamster

### Hamster
Das Hamsterfell ist das klassische Futtermaterial für einen Herrenmantel. Es ist ganz besonders leicht, es gilt als das am lebhaftesten gezeichnete Pelztier Europas, das wertige Pelzfutter ist damit hinreichend auffällig und wirkt trotzdem recht konservativ. In den meisten Ländern steht der Hamster allerdings inzwischen unter Artenschutz. Früher als Landwirtschaftsschädling stark verfolgt, hat ihm die moderne Landwirtschaft inzwischen seinen Lebensraum fast ganz genommen. Das Zentrum der deutschen Hamsterfellverarbeitung war bis in die DDR-Zeit in der Harzgegend.

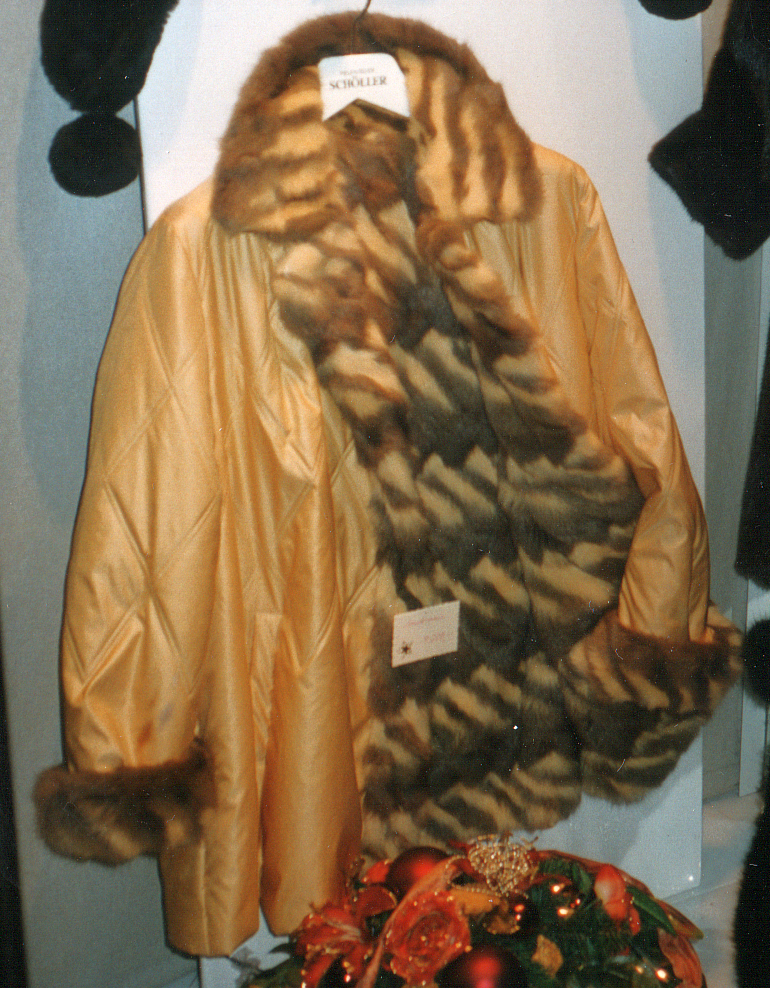
Goldgefärbte Fehwamme

### Feh
Fehfell, ehemals der Pelz gehobener Stände, ergibt einen noch auffälligeren Futterpelz als das des Hamsters. Während das Rückenfell des russischen Eichhörnchens zurückhaltend grau und voll im Haar ist, ist seine Bauchseite flach und weiß. An der für Futterzwecke genutzten Fehwamme wird beim Teilen der Felle immer ein Stück dunkle Fellseite belassen, was ein sehr charakteristisches Muster ergibt, das als „heraldisches Feh“ in seinen verschiedenen Zusammensetzungen auch in die Wappengestaltung Eingang gefunden hat.
Für gleichzeitigen Besatz und Verbrämung bietet es sich an, das Fehrückenfell zu verwenden.

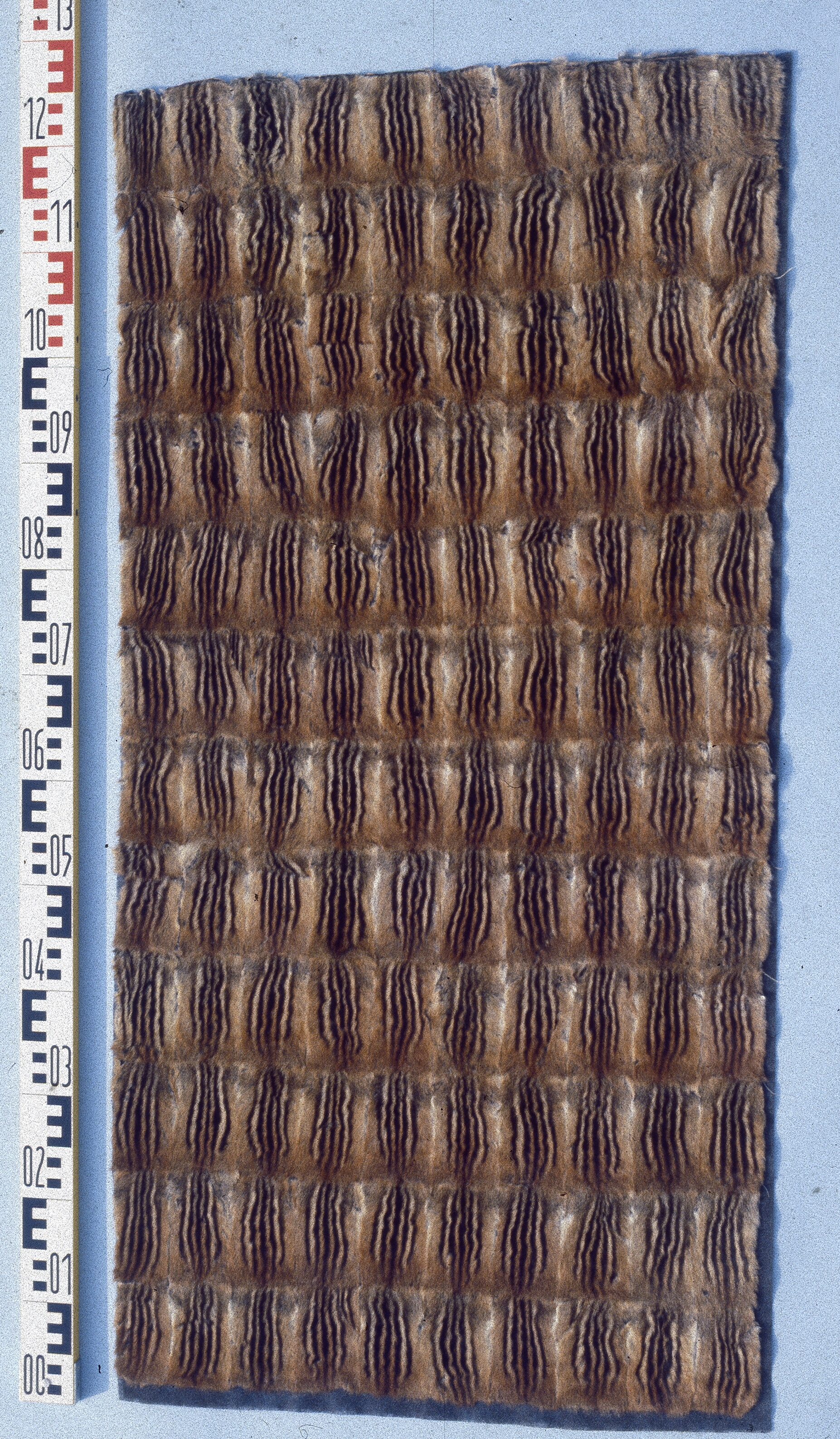
Burunduki
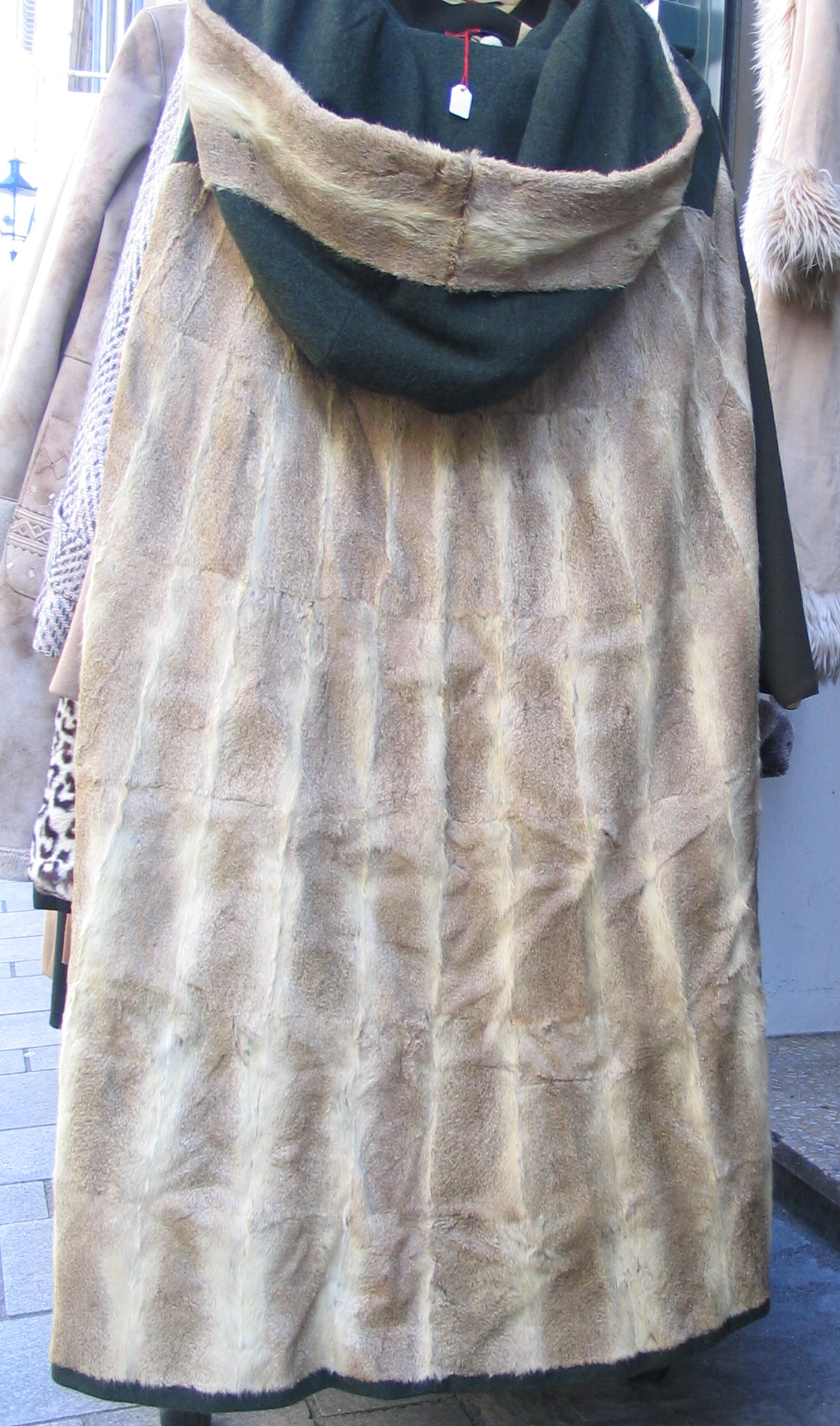
Susliki
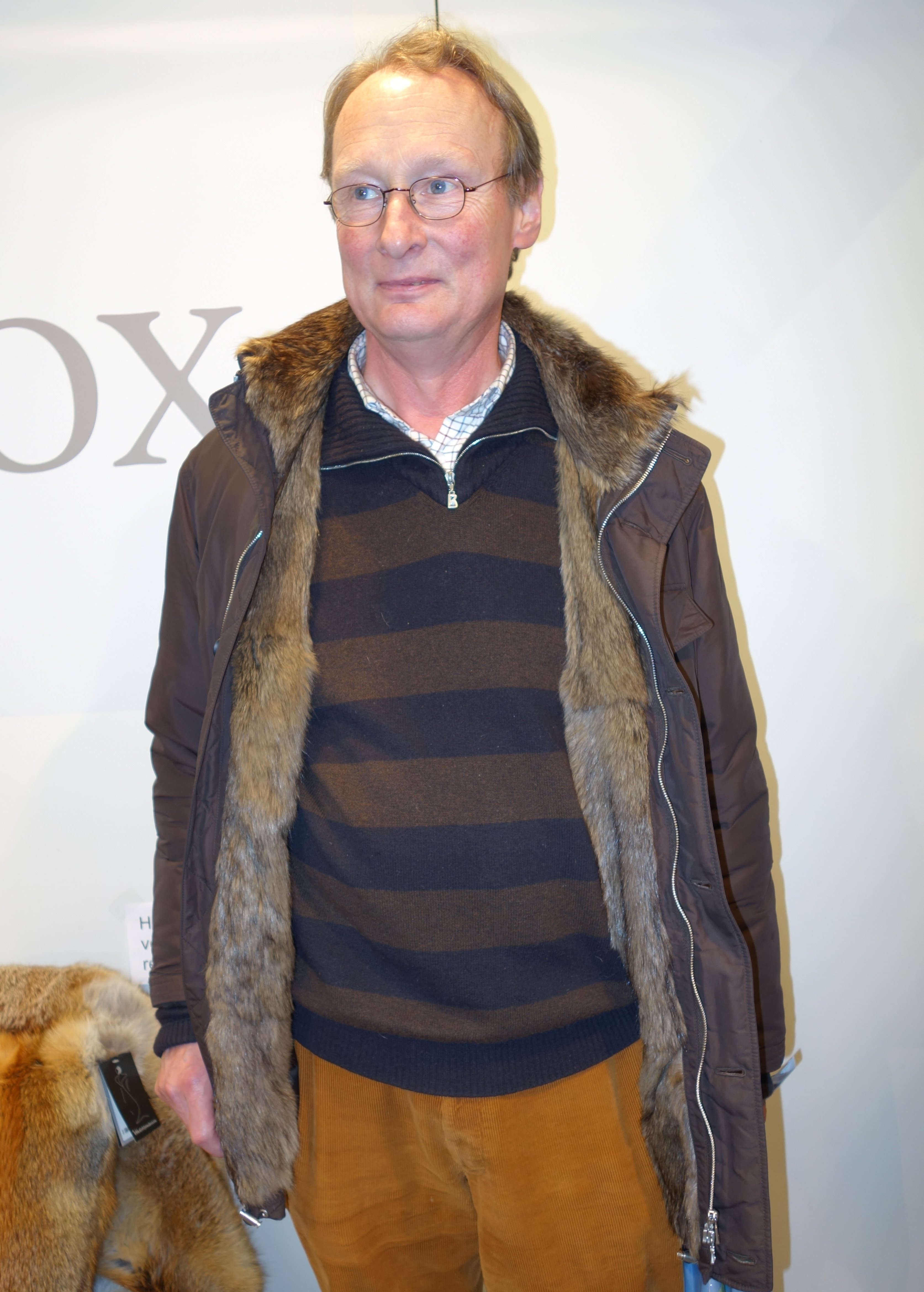
Viscacha

### Burunduki, Susliki, Viscacha
Burundukifelle, Suslikifelle und Viscachafelle, überhaupt alle Felle sehr kleiner Tiere, stammen aus der Bejagung von landwirtschaftlichen Störenfrieden, eine Jagd zu Pelzzwecken wäre finanziell nicht lohnend. Bei entsprechend hohem allgemeinen Einkommen der in den Herkunftsgebieten ansässigen Bevölkerung findet keine Nutzung der erlegten, als Schädlinge angesehenen Tiere, statt. Wegen des geringen Gewichts und des flachen Haares eignen sich diese Felle besonders gut als Innenfutter in Gegenden milderen Klimas. Auch war der Fellpreis häufig durch Bejagungsprämien subventioniert, das galt in Deutschland und anderen Ländern zum Beispiel auch für den Hamster.

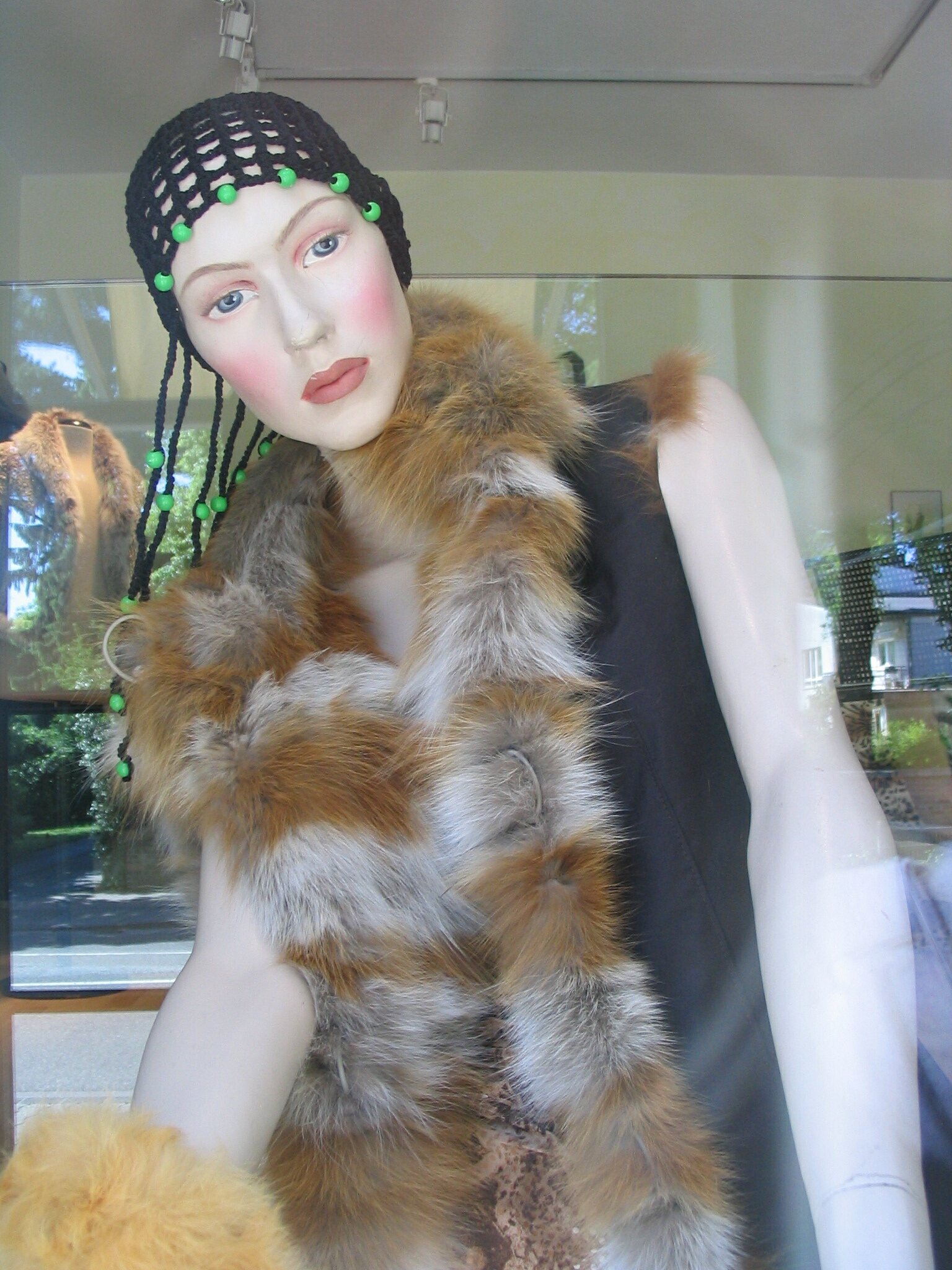
Rotfuchsseiten

### Pelzreste
Die bei der Fellverarbeitung abgefallenen Pelzreste stellen einen Hauptteil der Pelzfutter. Nahezu jedes Fellteil wird von darauf spezialisierten Kürschnerbetrieben oder in Heimarbeit zu Fellbodys, Felltafeln oder Pelzfuttern als Pelzhalbfabrikate zur Weiterverarbeitung vorfabriziert.
Hauptsächlich fallen dabei an:
Vorder- und Hinterpfoten (von Schaf- und Ziegenfellen „Klauen“ genannt, zum Beispiel „Persianerklaue“, diese werden aber seltener für Innenfutter verwendet), häufig auch unter Bezeichnungen wie „Nerzklaue“ und „Zobelklaue“
verschiedene Seitenteile der Felle („Seiten“, „Thiliki“, „Nourkulemi“)
Endstücke („Köpfe“ und „Pümpfe“)
Schwänze, soweit behaart („Schweife“)
Gelockte Fellreste und sonstige Fellreste werden zu Stückenbodys zusammengesetzt.
Bedingt durch den Anfall stammen die meisten derzeitigen Fellstückenfutter von den Abfällen der Nerzfellverarbeitung.

## Verarbeitung

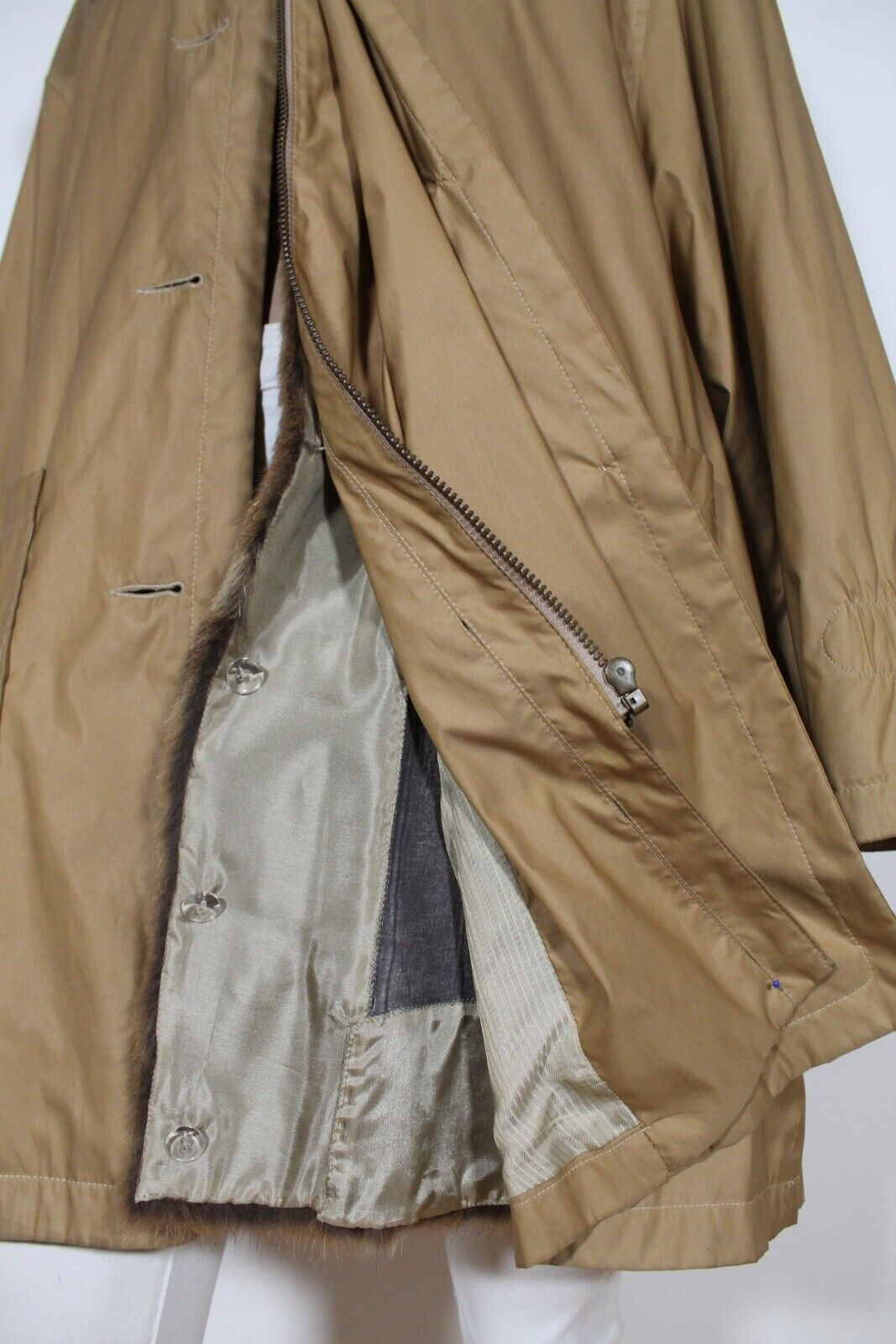
Ausknöpfbares Hamsterfutter in einem Microfaser-Kurzmantel

In früherer Zeit fütterte der Kürschner sehr einfach geschnittene Stoffteile auch schon mal zeitsparend ein, ohne einen vorherigen, passgenauen Zuschnitt durch ein Schnittmuster. Mit dem Rücken beginnend befestigte er den Pelz mit Anschlagstichen an den Stoffnähten bis zur Seitennaht, ebenso die Vorderteile, am vorderen Saum beginnend. In den Halslöchern passte er das Futter an, ebenso längs der Seitennaht und in den Schultern, wo er jeweils die Fellkanten gegeneinander verzog. Den Kürschnern des Balkans sagte man sogar nach, dass sie mit dem Taschenmesser die Futter zuschnitten und im Rücken beginnend, ganz ohne Seitennaht, das Pelzfutter, noch „in Gegenwart des misstrauischen Kunden“, in dessen Mantel mehr einhefteten als einnähten.
Als eine besonders schwierige und sorgfältig auszuführende Kürschnerarbeit galt jedoch schon immer das exakte Abnehmen des Schnittmusters von einem Kundenmantel. Bis noch in die 1970er Jahre musste der angehende deutsche Kürschnermeister nachweisen, dass er nicht nur das Muster passgenau abnehmen konnte, sondern die Kunst, ein Innenfutter auch selber einzupassen („anschlagen“), beherrschte. Dies, obwohl zu der Zeit der Kürschner in der Regel nicht mehr selber nähte und auch das Einfüttern des fertig gearbeiteten Pelzfutters inzwischen meist komplett in den Arbeitsbereich der dem Kürschner zuarbeitenden Pelznäherin fiel.
Das Aufgabengebiet des Schneiders war von dem des Kürschners weitgehend getrennt. Entweder kam der Kunde mit dem fertigen Mantel zum Besetzen und Ausfüttern zum Kürschner, oder der Schneider brachte die ungefütterte Maßarbeit zur Fertigstellung mit Pelzfutter und Pelzkragen vorbei, eventuell mit dem Schnittmuster. Lediglich die Konfektion bot bereits um 1900 fertig ausgefütterte Gehpelze für den Einzelhandel an. Erst etwa in den 1970er Jahren begannen die Kürschner in größerer Zahl selbst, Hüllen genannte, Stoffmäntel und -jacken für Pelzinnenfutter zu produzieren.
Werden auch die Ärmel mit Fell gefüttert, ist bei glatthaarigem Fell darauf zu achten, besonders bei einem steifen Oberhaar, dass die Haare beim Tragen die Ärmel durch Krauchen nicht verdrehen oder hochschieben. Eine gegenläufige Verarbeitung schafft hier Abhilfe: Haarschlag abwechselnd hoch und abwärts oder aber nach vorn und nach hinten.

Schnittmuster abnehmen für ein Pelzfutter
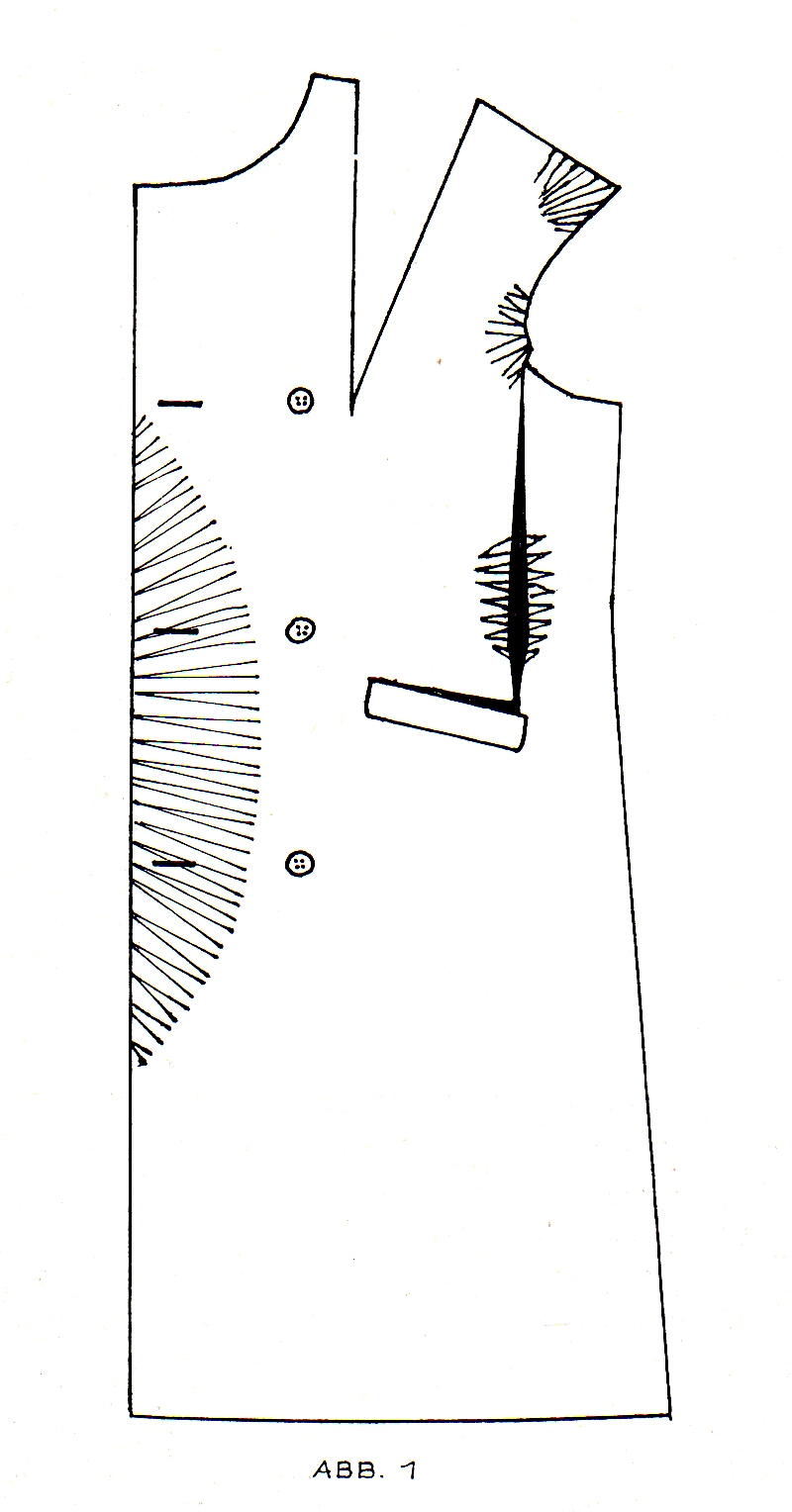
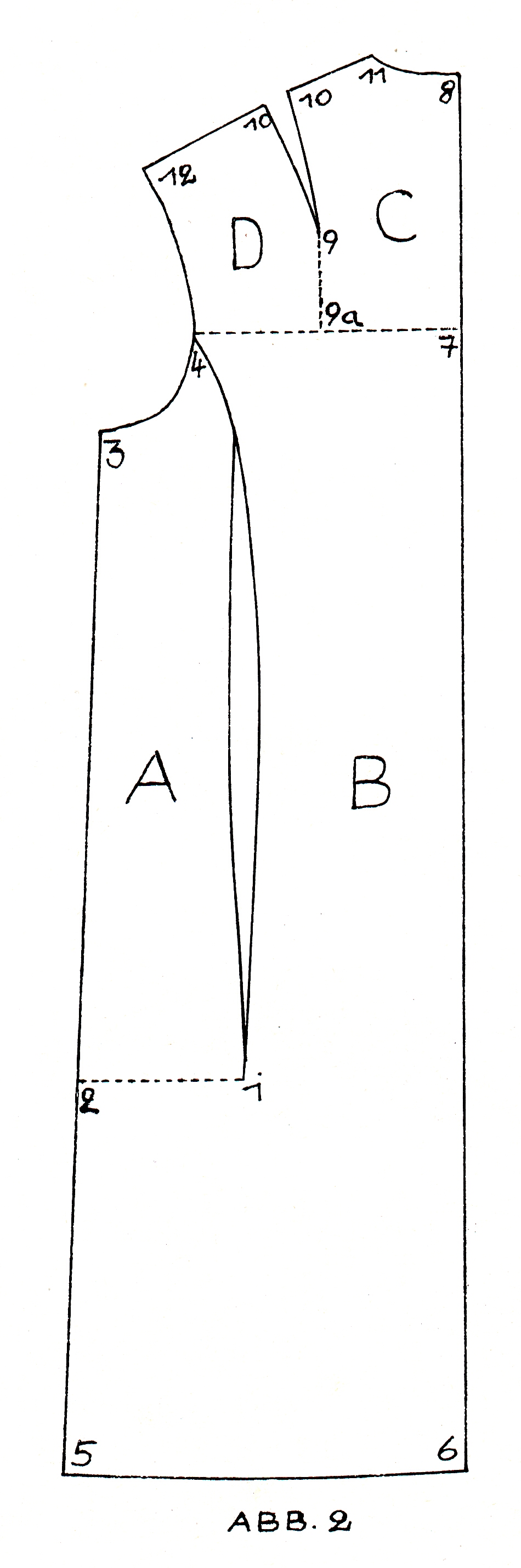
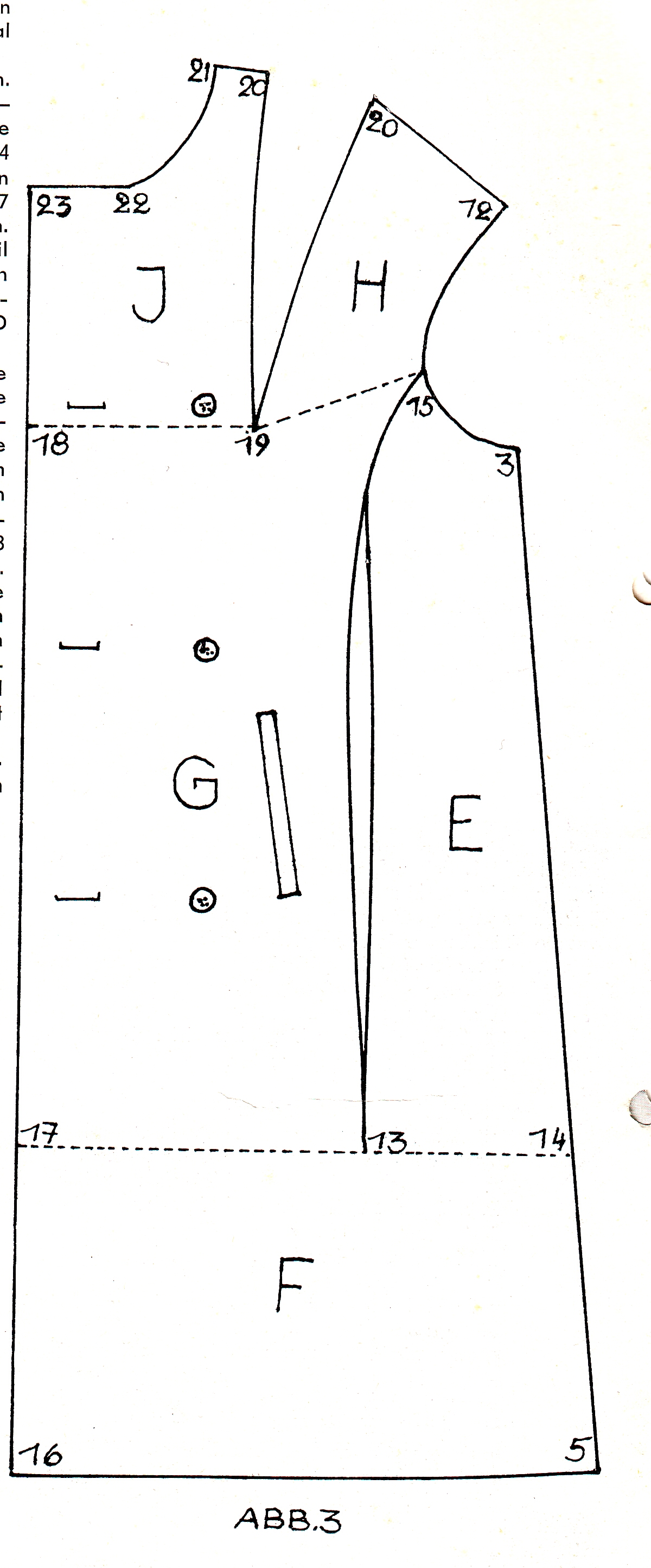
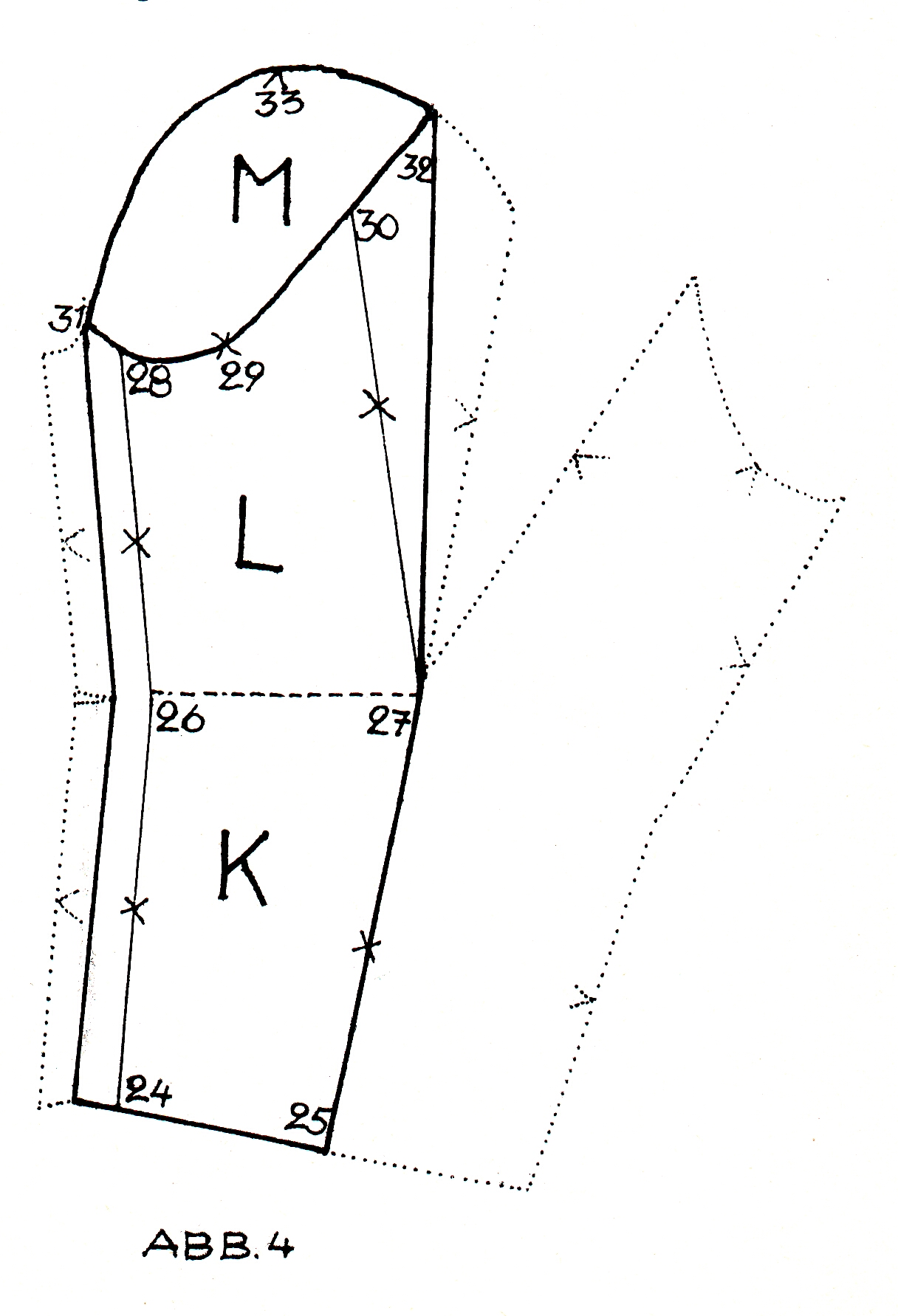

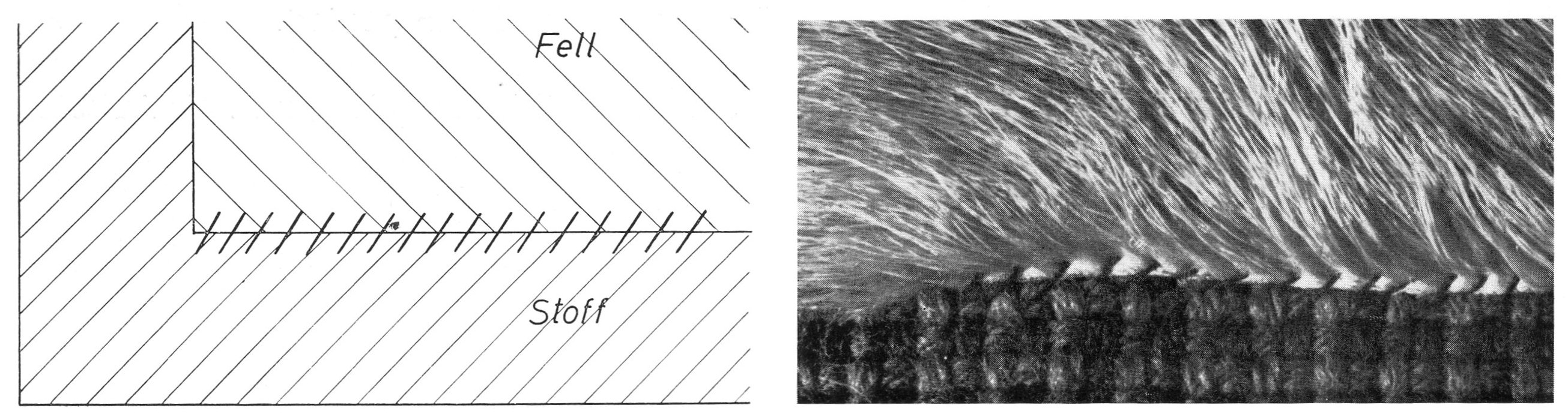
Vernadeln bei einem Pelzfutter

Leichtere Pelzinnenfutter werden mit dem Bezug meist durch eine einfache Verzugnaht verbunden. Für dickledrige oder lang- oder dichthaarige Felle wendet man eine offenkantige Verzugnaht an oder bevorzugt das Vernadeln, damit die ansonsten entstehenden Nahtwülste sich nicht nach außen auf den Bezug abdrücken.

### Pelzfutter, Verarbeitung und Fellverbrauch im Jahr 1930
Der Kürschner Hermann Deutsch schrieb im Jahr 1930:

„Da Pelzfutter meist fertig bezogen werden, so beschränke ich mich darauf, die hauptsächlichen Arten nebst der Fell- und Zeilenzahl [Anzahl der Fellreihen übereinander] aufzuzählen:
Biberfutter, 2 Zeilen, Grotzen nach vorn, gegen das Haar gearbeitet [Haarschlag nach oben], etwa 9 bis 10 Felle.
Biberseitenfutter, meist 3 Höhen.
Bisamrückenfutter, ca. 60 bis 70 Felle.
Bisamwammenfutter, von großen Wammen [Bauchfelle] etwa 60 bis 70, von kleineren Wammen etwa 130 Felle.
Bisamkopf- und Pumpffutter, in der bekannten Art zusammengesetzt.
rücken, etwa 110 bis 125 Felle, sowohl glatt als auch im Bogen und neuerdings auch in Spitzen, mosaikartig zusammengesetzt.
Fehwamme, meist nur in Tafeln von 80 bis 90 Fellchen, wobei 2 Tafeln gleich einer Rotunde sind.
Fuchsfutter, sowohl naturell als auch gefärbt, 2 Zeilen etwa 13 Felle.
Fuchsklauenfutter, stets mit der Spitze der Pfote an den breiten Abschnitt gearbeitet, die einzelnen Längszeilen nur aus linken bzw. rechten Pfoten gearbeitet, damit der Haarschlag nach unten geht.
Hamsterfutter, Maihamster 3 bis 3 ½ Zeilen, etwa 48 bis 54 Felle. Herbsthamster bedeutend geringer in Qualität, die einzelnen Felle auch wesentlich kleiner, meist 5 bis 6 Zeilen, etwa 70 bis 80 Felle.

Iltisfutter, 3 Zeilen, 42 bis 54 Felle.
Genette, 3 Zeilen, meist 19 Felle.
Lammfellfutter zu Fahrpelzen, 7 bis 8 Felle.
Schmaschen, etwa 25 Felle.
Murmelfutter. Die Anzahl der Felle sowohl als auch der Fellhöhen richtet sich nach der Art des Felles.
Nerzfutter, teilweise aus 2, meist jedoch aus 3 Höhen verfertigt, ca. 24 bis 40 Felle.
Nutriafutter, 3 bis 5 Zeilen, etwa 20 bis 36 Felle.
Zobelfutter sind heute so gut wie gar nicht mehr im Handel. In diesem Zusammenhange jedoch möchte ich der Zobel- und Marderkehlen, Klauen und Seitenfutter Erwähnung tun.“